# スズキ・スイフト
スイフト (SWIFT) は、スズキが製造・販売しているハッチバック型コンパクトカーである。
「スイフト」の名を持つ車種は過去にもスズキに複数存在したが、本項ではスズキ公式の分類に倣い、2004年に登場したZC11S系以降について記述する。

## 概要
世界市場における販売を視野に入れ、ボディ、デザイン、プラットフォームなど全てを一から開発したハッチバックモデルとして2004年に登場した。自動車の基本である「走る・曲がる・止まる」をしっかり作り込んだ車種として、世界各国から高い評価を得た。フルモデルチェンジに際してはキープコンセプトとしつつ、プラットフォームの更新などにより熟成を進めており、ZC13S系では軽量・高剛性、かつ衝突安全性を高めた新プラットフォームの「HEARTECT」を導入、ガソリンモデルに加えてマイルドハイブリッドモデルが設定され、後にハイブリッドモデルも設定されて3種類のパワートレインをラインナップした。なお、当初から一貫してMT車を継続設定しており、ZCDDS系では日本国内のスズキ車で初、かつ日本の自動車メーカーの乗用車でも珍しいマイルドハイブリッド仕様のMT車が設定された。
2010年までJWRC（ジュニア世界ラリー選手権）に参戦しており、JWRC参戦車をイメージしたホットハッチ「スイフトスポーツ（SWIFT SPORT）」も高い評価を得ており､本項ではこれについても併せて記述する。また2017年モデルも全日本ラリー選手権のJN4クラスに参戦している。

## 初代 ZC11S系（2004年-2010年）
2004年11月1日発表。日本国内で「スイフト」を名乗るモデルとしてはHT型に続くものであるが、スズキの世界戦略車として開発されたモデルであり、スズキは本モデルを「初代スイフト」として扱っている。CMキャラクターは稲本潤一。基本コンセプトは先代同様低価格をアピールするが、走行性能は格段に高くなった。発売のおよそ2年前という早い時期からショーモデルを公開してデザインを洗練させるなど、内外装の質感もHT型と比べて格段に向上した。日本の工場で年間5万台を生産し、3万6,000台を国内で販売、1万4,000台をオセアニアに輸出予定。ハンガリーの工場で年間10万台を生産し、2万5,000台を同国内で販売、残りの7万5,000台は他のヨーロッパ諸国に輸出予定。インド、中国、台湾（太子汽車）の工場での生産分は、各国内で販売予定。
日本国内仕様では全グレードでイモビライザーが標準装備される。エンジンは当初1,300 cc・4気筒DOHC16バルブVVT（M13A、67 kW / 91馬力）と標準仕様に加わった1,500 cc・4気筒DOHC16バルブVVT（M15A、81 kW / 110馬力）の2種が設定された。リヤサスペンションは、HT型のITL式3リンクリジッドアクスルに代わって、スズキの市販量産車では初のトーションビーム式サスペンションが採用されている。グレード体系は、1.3 Lは「XE」・「XG」の2グレード、新たに設定された1.5 Lは「XS」とした。
従来のスズキの小型車には軽自動車のコンポーネンツを流用・拡大させて開発された車種が多かったこともあり、デザインや走行性能よりも低廉な価格や質実剛健な作りに注目が集まりがちであった。ZC11S系では大きく方針転換し、登録車専用の新設計プラットフォームを開発。ボディは旧型比でねじり剛性1.3倍、曲げ剛性を2.3倍に高めた。欧州車を意識してフロントサスペンションを一新、サブフレームにステアリングギヤボックスやロアアームを取り付けた。リヤサスはトーションビーム式にしてバネ下重量を軽減、走行性能を重視した方向性を打ち出した。HT型ではSUV調に仕上げるために高めにとった最低地上高も、ZC11S系では一般的なコンパクトカー並となっている。
デザイン面においても力強いカタマリ感と質感を重視し、また日本の都市部や欧州でも評価させるデザインを開発するため、同社デザイナーの結城康和が、横浜の先行デザイン拠点やトリノに延べ8か月の滞在を行うなど世界各地を飛び回り、現地でデザインとモデルのレベルを上げるなど、今までのスズキの開発プロセスではやらなかったことを大胆に行い、スズキ社内のデザインのレベルや、社内での小型車のデザイン基準、それに至るための方法論などをも、次々に変えていった。結城は初期企画段階から、初期コンセプトカー「CONCEPT-S」（2002年・パリサロン）、「CONCEPT-S2」（2003年・フランクフルトおよび東京）、続きこの量産版スイフトのデザインまでを、デザイナーとして一貫して担当した。同時期に発売された同社の3代目エスクードと共にグッドデザイン賞を受賞するなどの評価を得ている。
- 2005年（平成17年）
  - 6月15日 - 「1.3 XE」をベースに明るめのベージュを用いた内装、ボディ同色ドアミラー・ドアハンドル、スモークガラスなどを装備した特別仕様車「1.3 XE スタイル」を発売。
  - 11月9日 - 2005‐2006日本カー・オブ・ザ・イヤー特別賞Most Fun受賞。
  - 11月15日 - 2006年次RJCカー・オブ・ザ・イヤーを受賞。
  - 12月 - 一部改良（2型）。ヘッドランプレベライザーや平均燃費表示機能の追加、リヤシートヘッドレストやドアミラー形状の変更、他にも細部の追加および変更。
- 2006年（平成18年）
  - 1月17日 – 前述の各賞の受賞を記念し、スポーティでかつ上品な仕様とした期間限定車「1.3 XG リミテッド」を発売（ - 2006年4月まで発売）。
  - 6月8日 - 特別仕様車「1.3 XE スタイル」の仕様を変更。

シートに撥水加工を施し、新たに電動格納式ドアミラーとフルオートエアコンを装備、バックドアに専用エンブレムを貼付。また、「1.3 XG」をベースにモノトーンな内装と15インチアルミホールを装着した外装、快適装備を充実させたもうひとつの特別仕様車「1.3 XG リミテッドII」を発売。
同時にカタロググレードの仕様変更を行い、ボディカラーの「ガーネットオレンジメタリック」を廃止。
- 2007年（平成19年）
  - 5月24日 - マイナーチェンジ（3型）。

新たに、1,200 cc・4気筒DOHC16バルブVVT（K12B、66 kW / 90馬力）エンジン + CVT（アイシンAW（現・アイシン）製）搭載モデルが追加された。K12Bエンジンには省燃費やCVTとの協調制御の高度化のために、電子制御スロットルを用いたドライブ・バイ・ワイヤが採用されている。また、内外装のリファイン、ターンランプ付ドアミラーやキーレススタートシステムの装備[注釈 1]、「1.5 XS」にはSRSカーテンエアバッグ・フロントシートSRSサイドエアバッグを新たに装備した。さらに、新グレードとして「XG Lパッケージ」と「スタイル」を加えた。なお、「XE」と「XG」に設定されていた1.3 L・2WD・4AT車は廃止。
新グレード「スタイル」は、一部改良前のカジュアルな仕様から、革巻きウッド調ステアリングホイールや、アルカンターラ&本革シートを使うなどした高級仕様へとシフトした。ベースも「XG」に変更されたが[注釈 2]、小回りを重視したため、タイヤサイズは従来どおり14インチとされた。
ボディカラーも一部ラインナップを変更し、「パールメタリックカシミールブルー」を廃止し、「オーシャンライトブルーメタリック2」、「サンライトカッパーパールメタリック2（XE・XG系グレード）」、「マルーンブラウンパール（STYLE）」の3色を加えた。
  - 12月5日 - 特別仕様車「XG Eセレクション」を発売。「XG Lパッケージ」をベースにディスチャージヘッドランプなどを装備した。
- 2008年（平成20年）
  - 3月 - インドのマルチ・スズキ・インディアが「スイフトディザイア」（Swift DZire）を発売。スイフトのセダンバージョンである（全長4,160 mm）。
  - 4月8日 - 「カーシェアリング専用車」の受注生産を開始。「1.2 XG」をベースに、ICカード読み込み装置や通信機を装備する。
  - 5月 - 世界累計生産台数100万台達成。生産開始から3年8か月での100万台突破はそれまでのスズキの小型車としては最短であった[5]。
  - 6月5日 - 特別仕様車「XGエアロ」と「スタイルL」を発売。

前者は「XG」のオーディオレス仕様車をベースに、エアロパーツやアルミホイール、黒色のアルカンターラを使用した専用シートなどを装備した。後者は薄灰色と黒色のアルカンターラを使用した専用シートやアルミヘアライン調ドアトリムを採用した。
  - 12月18日 - スイフトスポーツの特別仕様車「Sリミテッド」の発売に合わせ、特別仕様車「XGエアロ」のボディカラーに「パールメタリックカシミールブルー」を専用色として追加、ディスチャージヘッドランプ装着車を新設定。
- 2009年（平成21年）5月12日 - 一部改良（4型）。

1.2 L・2WD・CVT車の燃費性能を向上し、「平成22年度燃費基準+15 %」を達成。「環境対応者普及促進税制」に対応した。この他、XG系列グレードのシート表皮とドアトリム表皮を変更したほか、一部グレードに装着するアルミホイールのデザイン、ステアリングオーディオスイッチを変更した。イグニッションノブを大型化して操作性を向上させ、さらにイグニッションノブの先端にカバーを装着した。特別仕様車の「XGエアロ」も仕様変更された。
この一部改良に伴い、最廉価グレードの「XE」と1.5 Lモデルの「XS」が廃止。ボディカラーは「オーシャンライトブルーメタリック」と「サンライトカッパーメタリック2（XG系グレードのみ設定）」を廃止し、「XGエアロ」の専用色として設定されていた「パールメタリックカシミールブルー」をカタロググレードにも拡大設定。なお、同色は2007年5月の一部改良に伴う廃止以来、約2年ぶりの再設定となった。
- 2010年
  - 1月21日 - スズキ四輪車国内累計販売台数2,000万台達成を記念した特別仕様車「XG Cセレクション」を発売。

「XG」をベースに、オートライトシステム、LEDサイドターンランプ付ドアミラー、15インチアルミホイール、ドアトリムオーナメント（アルミヘアライン調）、オートドアロックシステム、リモート格納ドアミラー、運転席・助手席シートヒーター（2WD車のみ、4WD車は標準装備）、本革巻ステアリングホイール&シフトノブ、フロントアームレスト、フロントスピーカーシルバーリングを装備した。
  - 6月 - スイフトの車体をベースとした電気自動車「スイフト・レンジエクステンダー」を発表。およそ100台が生産された。一般販売はされなかったが、スズキ販売代理店や地元・浜松市の公共機関などに貸し出され、実証実験を実施した。電気自動車としての航続距離は15 kmほどだが、発電専用のガソリンエンジン（軽自動車用エンジン）を搭載し、満タンで1,115 kmという航続距離を実現している[6]。
  - 8月[7] - 生産終了。在庫対応分のみの販売となる。
  - 9月 - ZC72S系と入れ替わる形で販売終了。

日本国外では、2004年にハンガリー（マジャールスズキ）で、2005年5月にはインド（マルチ・スズキ・インディア）および中国（長安スズキ）で生産を開始。中国名は【雨燕】。

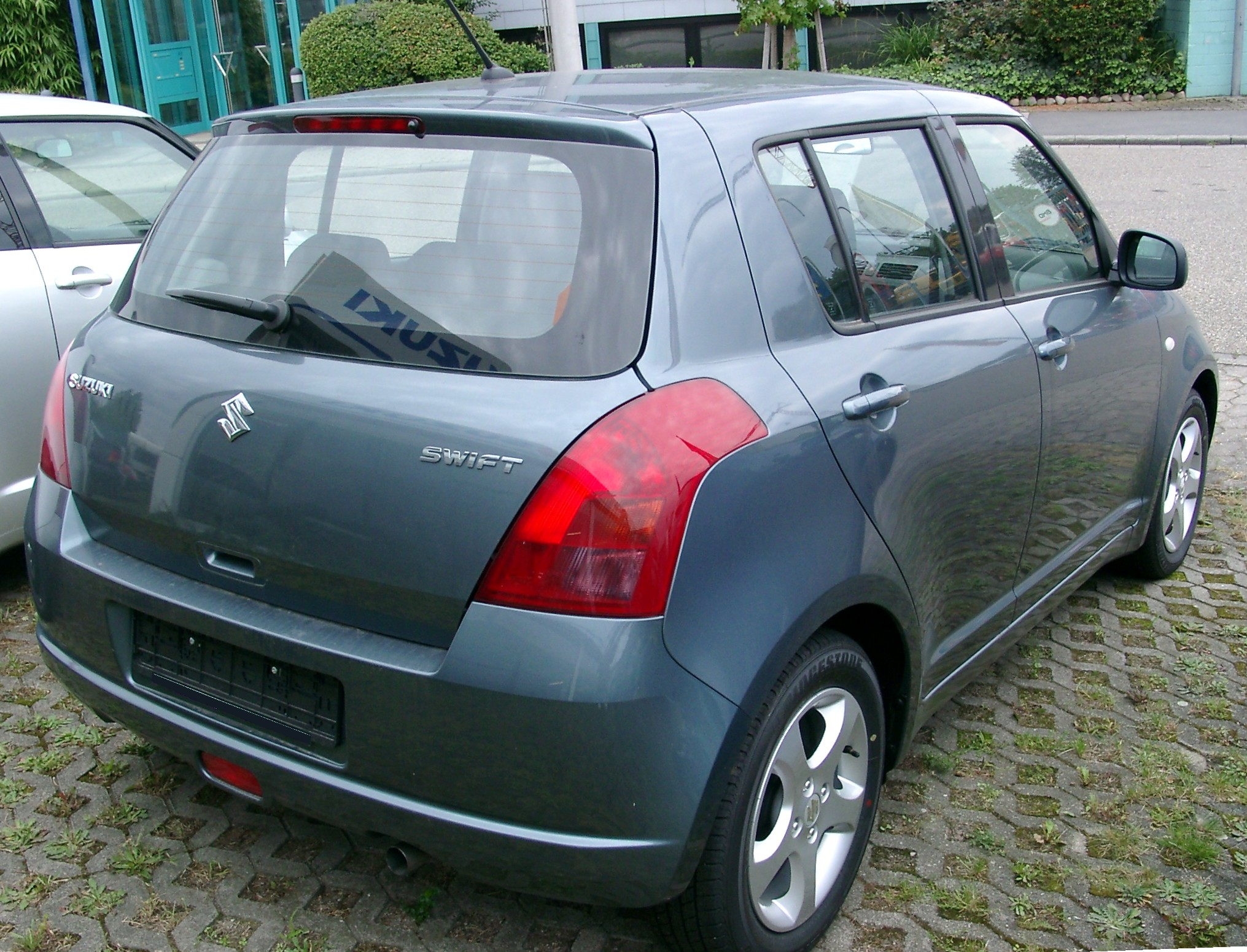
欧州仕様 5ドア リヤ
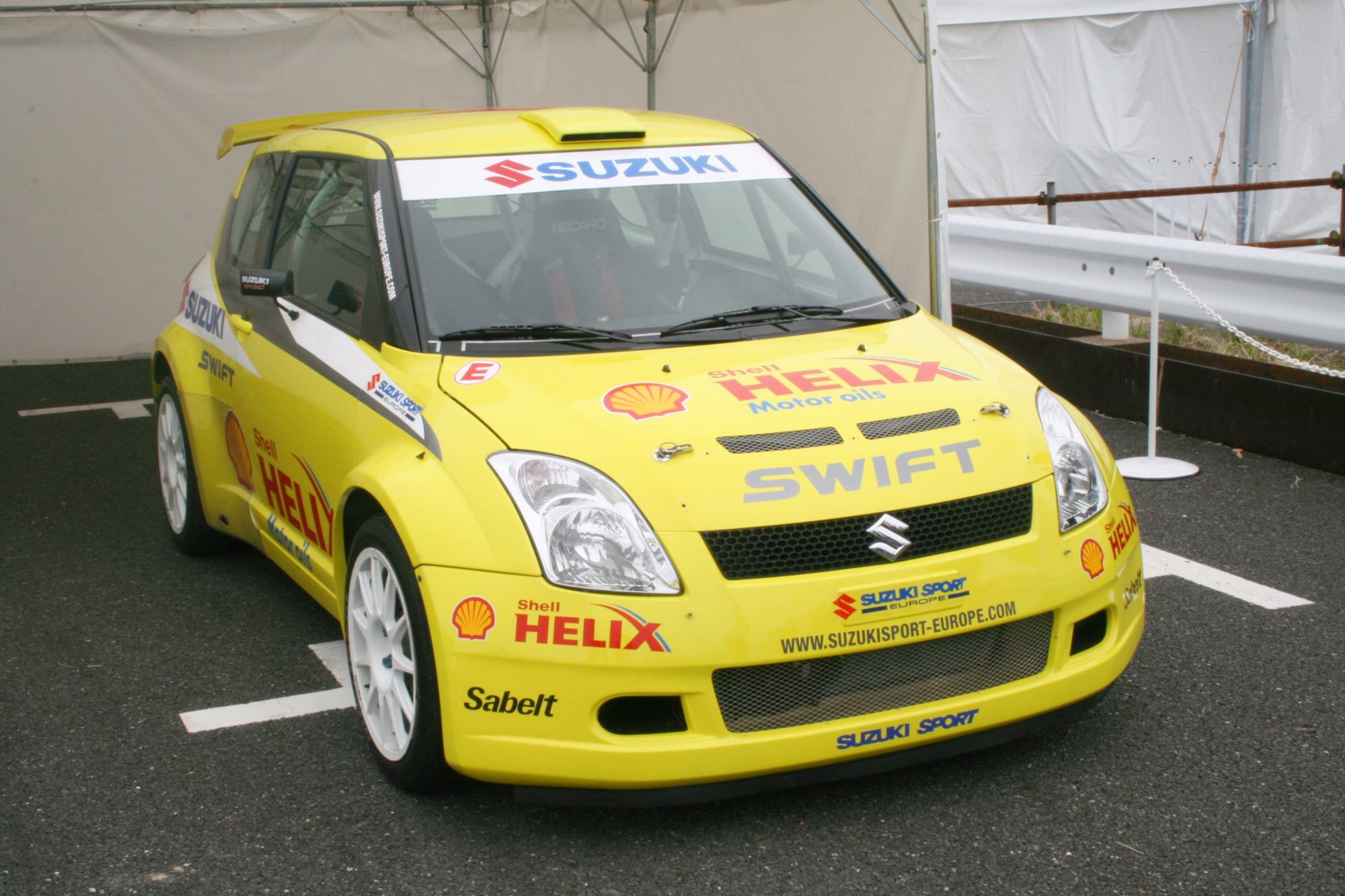
ZC11S系スイフトをベースとしたJRC用スーパー1600
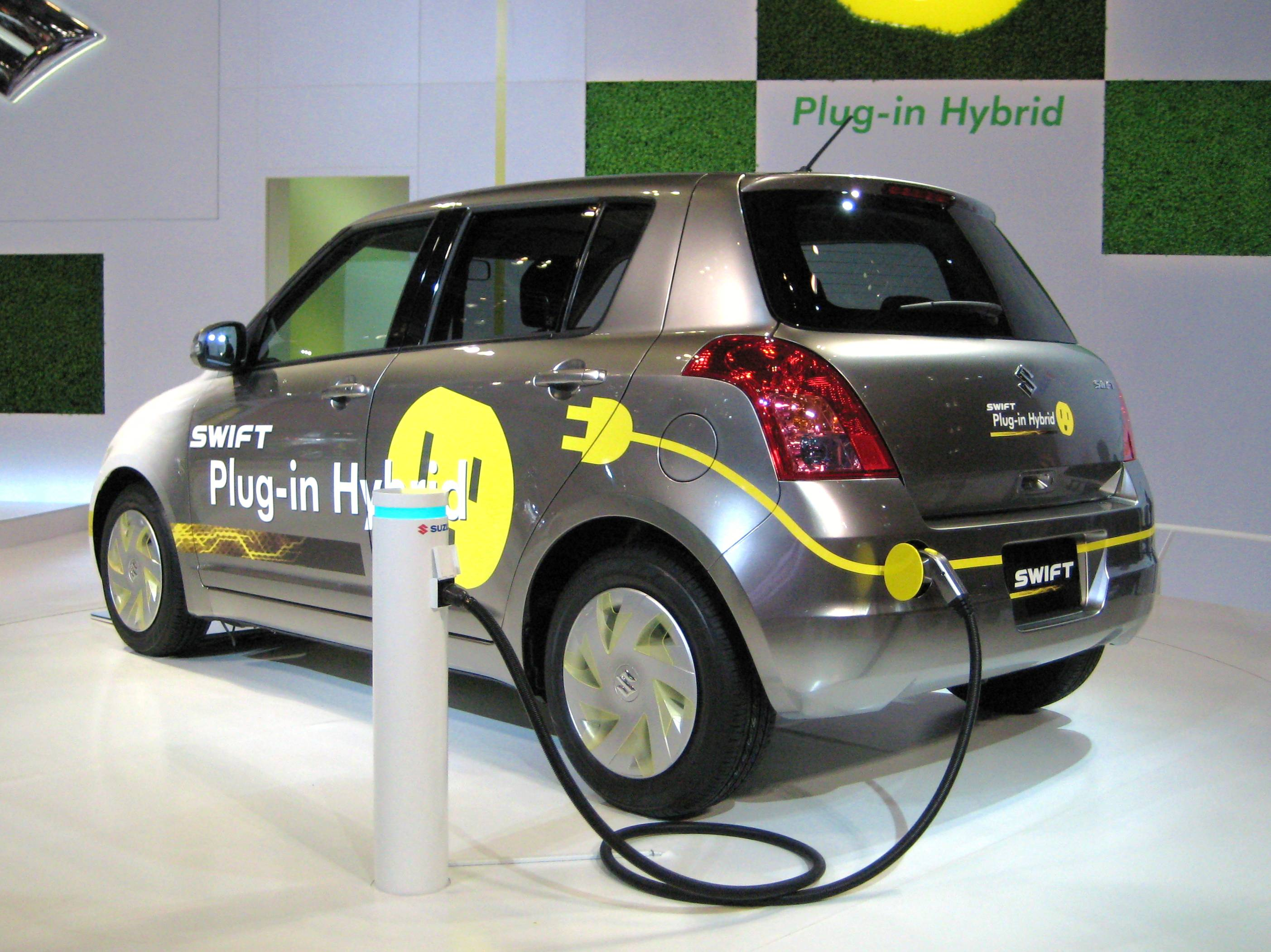
スイフトプラグインハイブリッド（東京モーターショー2009）
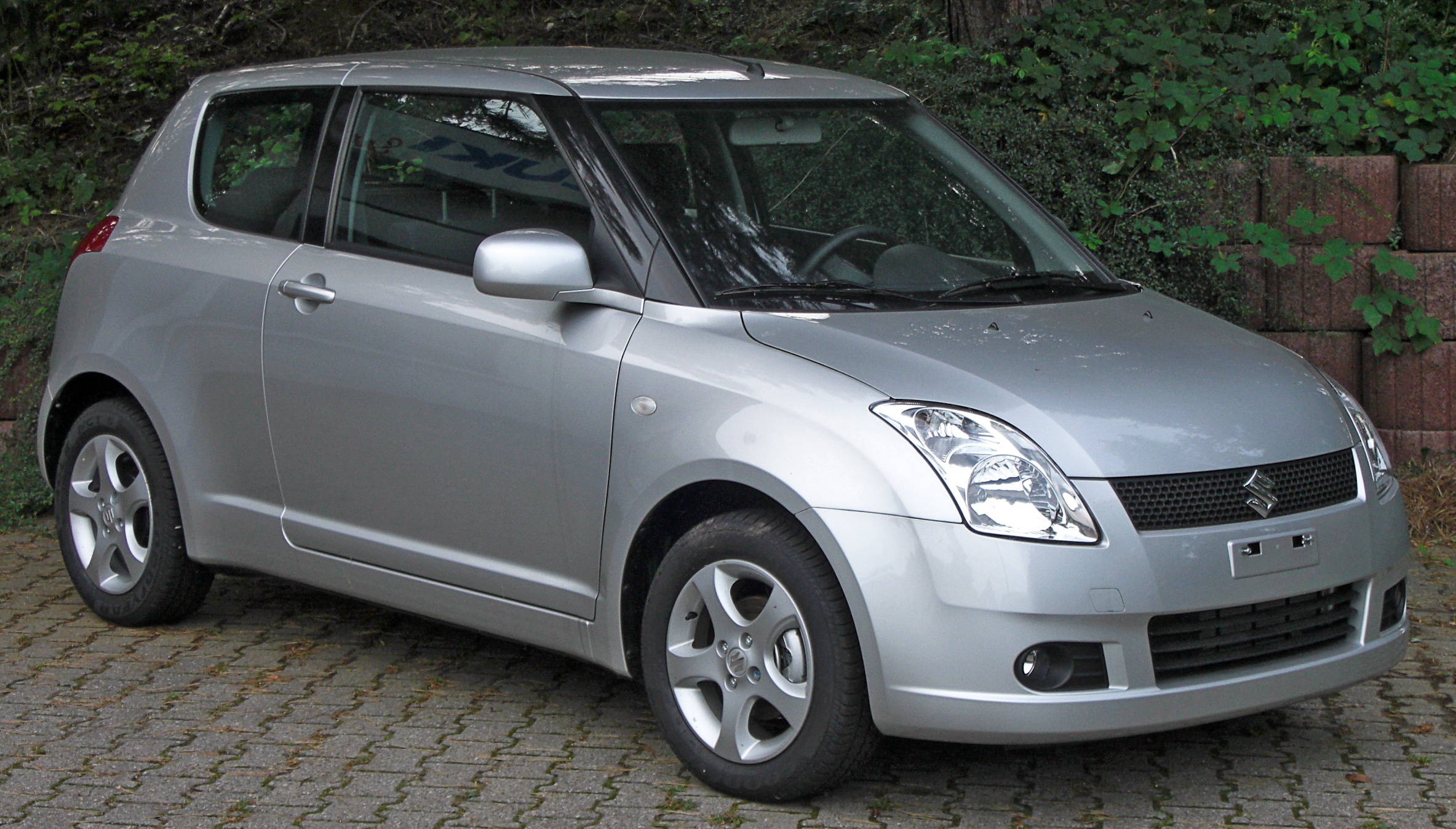
欧州仕様 3ドア フロント
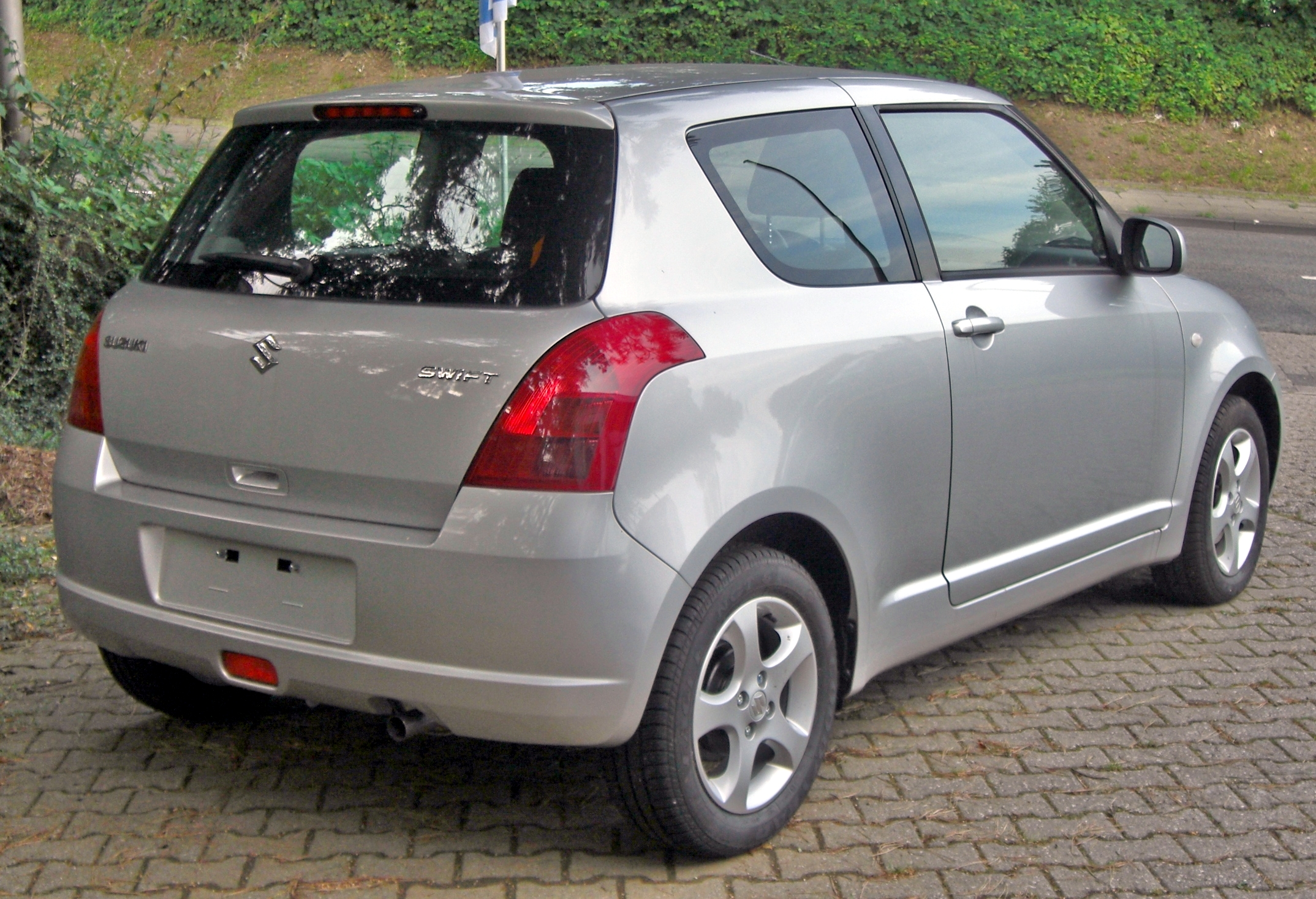
欧州仕様 3ドア リヤ
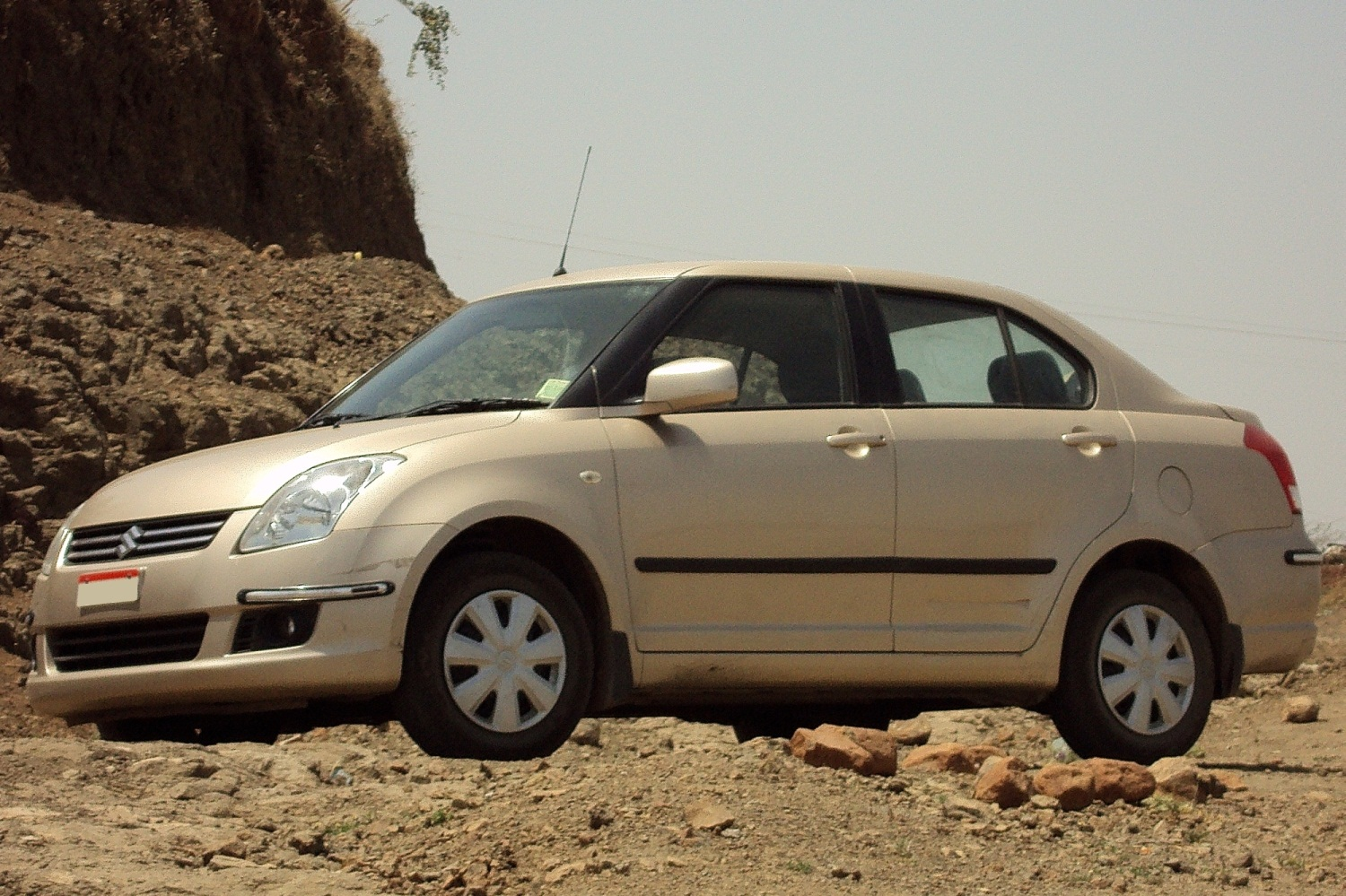
スイフトディザイア（インド専用車種）
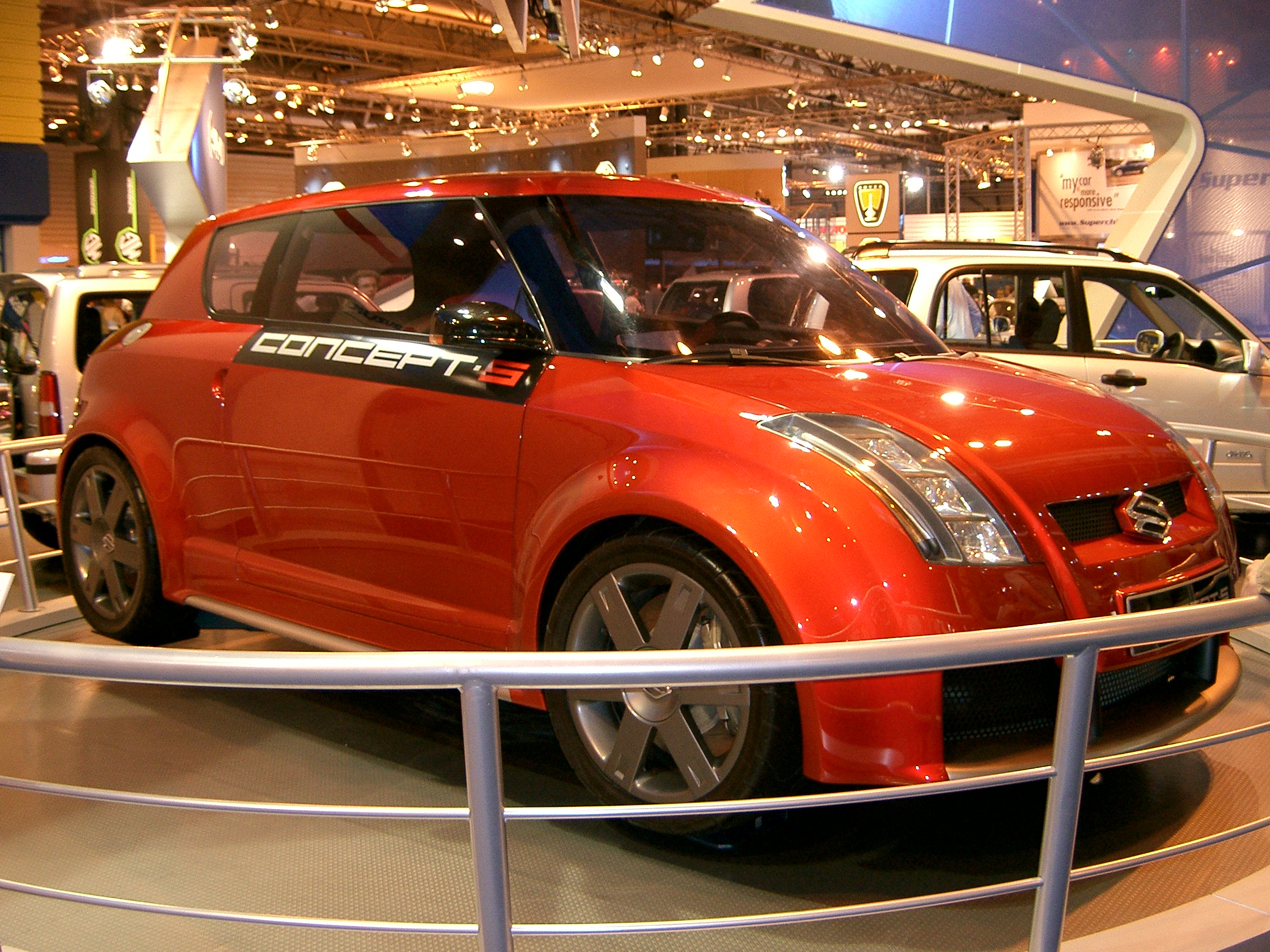
コンセプトカー「CONCEPT・S」
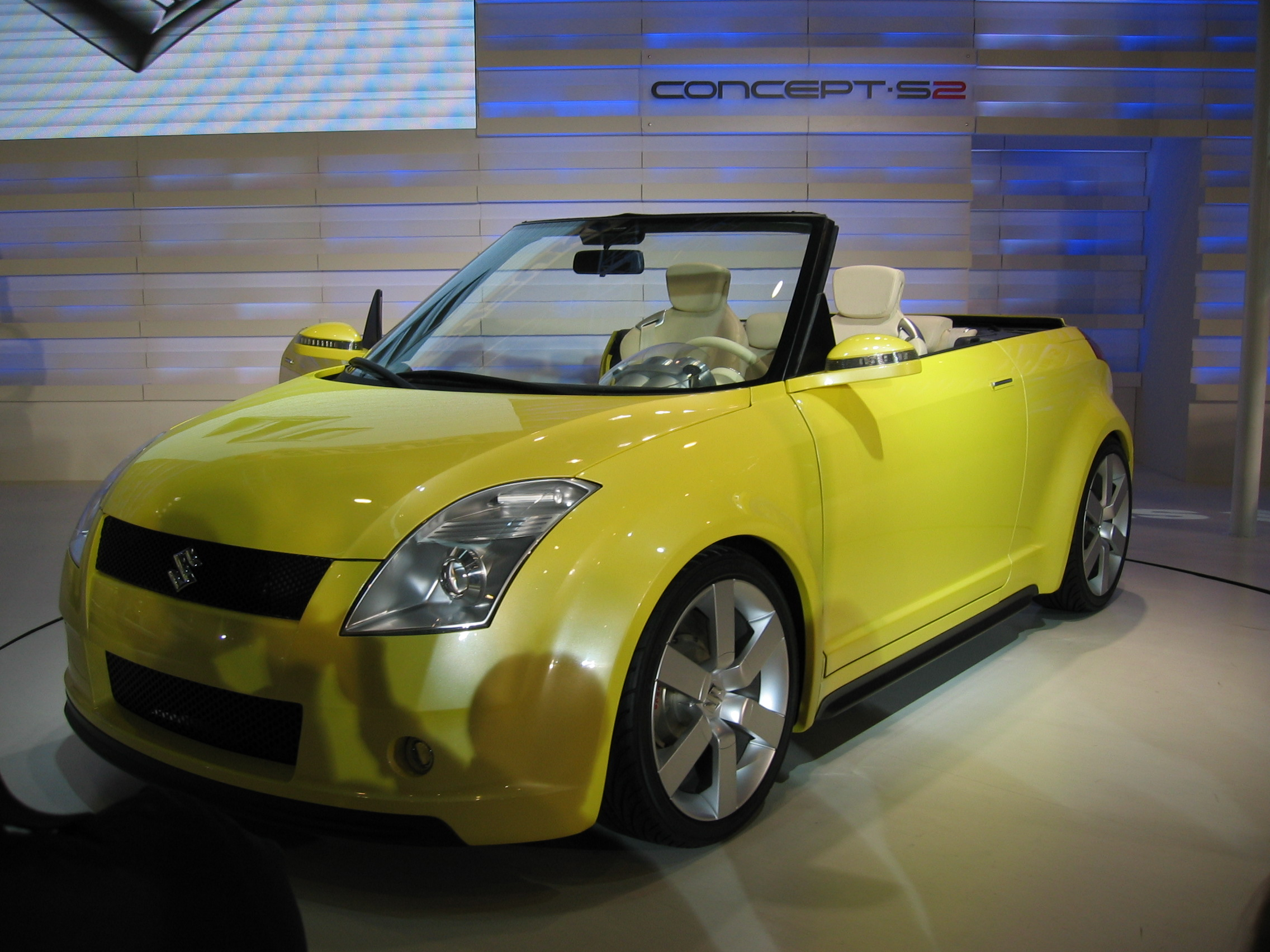
コンセプトカー「CONCEPT・S2」フロント
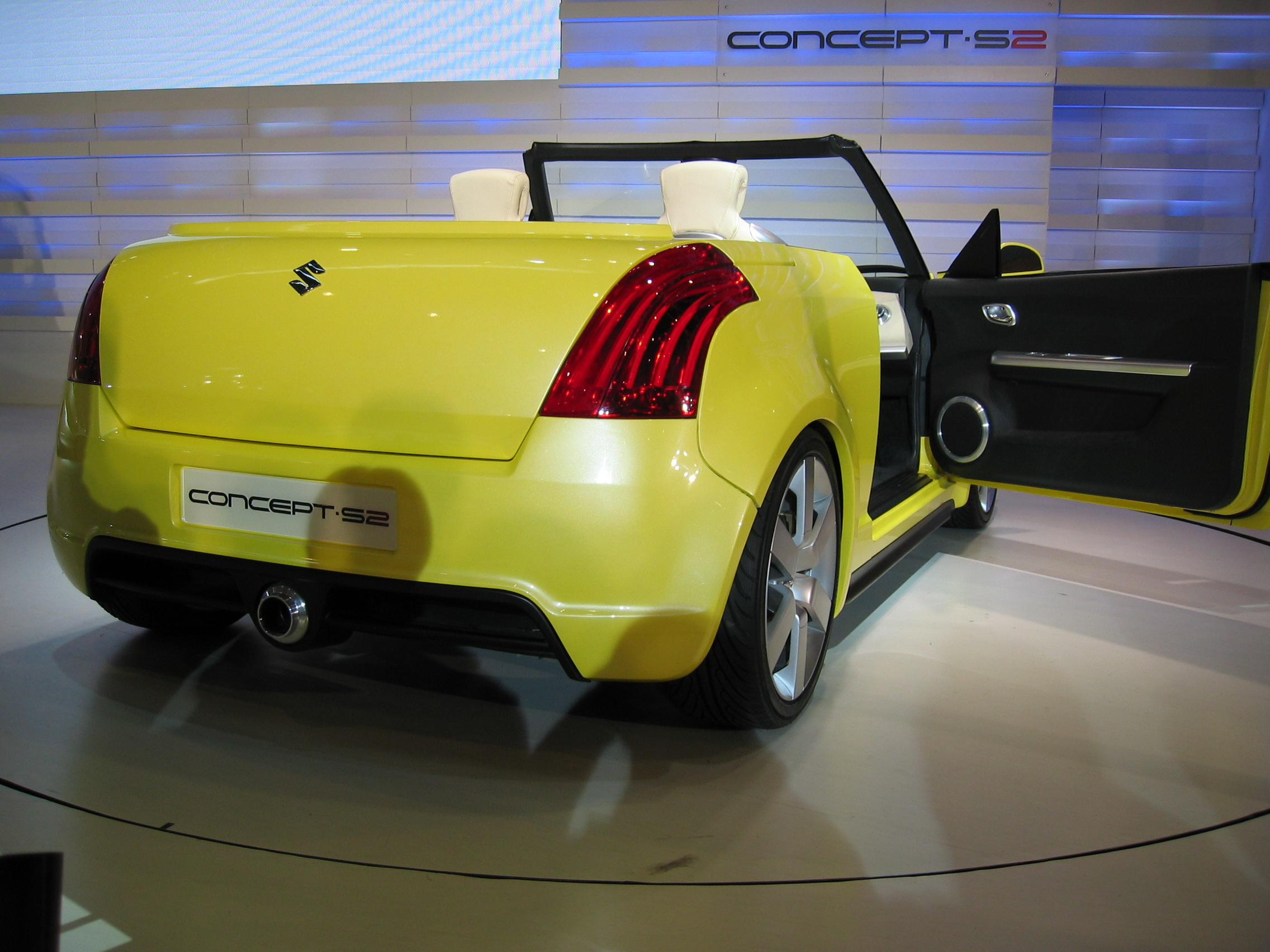
コンセプトカー「CONCEPT・S2」リヤ
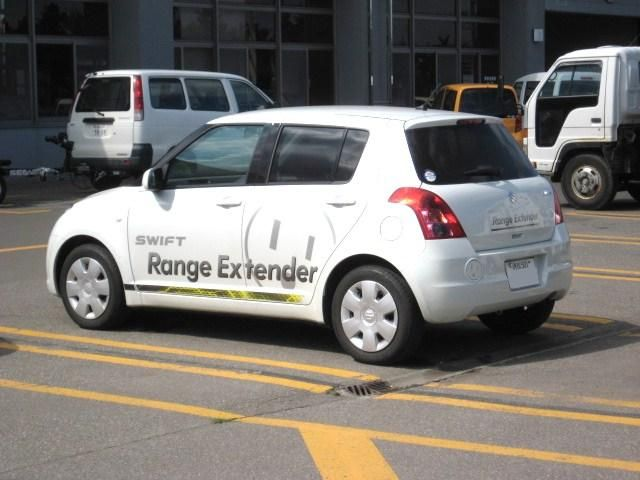
レンジエクステンダー　リア

## 2代目 ZC72S系（2010年-2017年）
- 2010年
  - 8月26日 - フルモデルチェンジ。同年9月18日から販売開始。開発時のキーワードは「More SWIFT（もっとスイフトに）」。年間の販売目標は4万3,000台。キャッチフレーズは「躍動は、美しさへ。」。

エクステリアや運動性能など、先代の好評だった部分（=スイフトらしさ）を残しつつ、プラットフォームを軽量・高剛性なものに刷新。ホイールベースを40 mm、同時にトレッドも拡大したことで直進安定性・旋回性・居住性を高めた。
エンジンは、先代後期型ではCVT車がK12B型、5MT車と4AT車（4WDのみ）がM13A型と分かれていたが、今回のモデルチェンジを機に従来の吸気側に加え、排気側VVTおよびエンジンの負荷低減が可能な発電制御付オルタネーターを採用した改良版のK12B型に統一した。また、トランスミッションは4WD車に設定していた5MTと4ATを廃止し、5MT（2WD）とCVT（2WD・4WD）に整理した。同時に、樹脂パーツと高張力鋼部位の拡大などで軽量化を図り、2WD車において車両重量が1トンを切った（5MT車が970 kg、CVT車が990 kg）。また、CVT車は従来のアイシンAW（現・アイシン）製から、ジヤトコが日産と共同開発した副変速機構付CVTに切り替わった[注釈 3]。これらにより、CVT車は2WD・4WD共に「平成22年度燃費基準+25 %」を、5MT車も「平成22年度燃費基準+15 %」をそれぞれ達成。その後、2WD・CVT車は「平成27年度燃費基準」も達成した。CVTのセレクターはゲート式からストレート式に変更され、操作性を向上した。5MT車は軽快で且つ正確なシフト操作を可能にするシフトアシスト機構を採用した。
足回りは、フロントがストラット、リヤがトーションビームと形式こそ変更ないが、さらなる高剛性化と軽量化を図るべく全て新設計された。フロントはコイルスプリングの巻き径を縮小し、バネ座部分を樽型とすることで構造自体をコンパクト化。リヤはパイプ断面を2重構造とすることスタビライザーと一体化し、ねじり剛性を25 %高めつつ、2 kg軽量化。同時に、ビーム基部のブッシュを平行配置から傾斜配置とすることでスタビリティを向上させた。ダンパーは日立オートモティブシステムズ（現・日立Astemo）が新設計した専用品を装着。操舵量に応じてタイヤの切れ角を変化させる可変ギヤレシオステアリングを採用し、機敏さを高めると共に最小回転半径を4.8 m（16インチタイヤ装着車は5.2 m）に縮小し、小回り性能を向上させた。
エクステリアは、フロントにU字モチーフを採用し、グラスエリア（窓まわり）はフロントからサイドまで連続的で一体感のあるデザインとなった。ヘッドランプは縦長の大型タイプに、リヤコンビネーションランプは躍動感のあるショルダーラインから連続したデザインとし、ドアミラーも高さ/幅がそれぞれ10 mm / 8 mm拡大されて視認性が向上した。インテリアは同社のキザシの流れを汲む質感あるものへと変化すると同時に、収納スペースを増やし、インフォメーションディスプレイをインパネ中央からメーターナセル内に移動させることで使い勝手と視認性を向上させた。またルームミラーは、歴代スイフトで唯一のフロントガラス接着タイプである。
装備面では、全車にブレーキ・オーバーライド・システム、EBD付4輪ABS&ブレーキアシスト、省燃費運転の目安となるエコドライブインジケーター（CVTのみ）、フルオートエアコン、キーレスプッシュスタートシステム、全面UVカット機能付ガラス、6スピーカーなどを装備するとともに、シートリフターに加え、日本のBセグメント車では珍しくチルト&テレスコピックステアリングコラムを標準装備し、最適なドライビングポジションを取りやすくなった。オーディオはカーナビゲーションなどの後付需要に対応するため、オーディオレス仕様となった[注釈 4]。また、日本仕様独自の装備として、グレードによりリヤリクライニングシートや運転席アームレスト、助手席用インパネ収納式カップホルダー、ラゲッジボード、パドルシフト付CVT 7速マニュアルモード（XS）を採用している。プロジェクター式ディスチャージヘッドランプ（オートライトシステムつき）も、引き続き「XL」と「XS」にメーカーオプションで用意される。
グレード体系は15インチタイヤ採用のベースグレード「XG」、タイヤサイズを16インチに拡大し、アルミホイールやサイドターンランプ内蔵ドアミラー、本皮革ステアリングホイール等装備を充実させた「XL」、パドルシフトやクルーズコントロール、可倒式フロントアームレスト、フロントシートSRSサイドエアバッグ&SRSカーテンエアバッグ、ヒルホールドコントロール付ESP、リヤディスクブレーキなどを装備した最上級グレードの「XS」の3グレードをラインナップした（5MTは「XG」・「XL」のFF車のみの設定）。
なお、日本国内向けの生産はこのモデルから初代以来生産を行っていた湖西市の湖西工場から、キザシやSX4と同じ牧之原市の相良工場に変更された。同時に、台湾仕様も太子汽車製から相良工場製に変更された[注釈 5]。
ヨーロッパ仕様車は2010年のモンディアル・ド・ロトモビル（通称：パリサロン）で発表。日本市場未設定の3ドアや1.3 Lディーゼル搭載車も引き続き投入され、同時にMT車にはアイドリングストップ機能が採用される。
  - 11月16日 - 2011年次RJCカー・オブ・ザ・イヤーを受賞。
- 2011年（平成23年）
  - 2月25日 - 同年1月末時点で世界累計販売台数200万台を達成（累計生産台数は2010年12月時点で200万台を達成している）。地域別販売比率はインドが約39 %、欧州が約27 %と海外でも人気が高いことがうかがえる。日本国内でも約15 %の比率を占めている[10]。
  - 8月17日 - 子会社であるマルチ・スズキ・インディア社を通じ、インド向け仕様車をフルモデルチェンジ[11]。インド向け仕様では1.2 Lガソリン車だけでなく、ヨーロッパ向け仕様と同じく1.3 Lディーゼル車も設定されるほか、専用タイヤ・ホイール・サスペンションを採用して乗り心地とハンドリング性能を現地向けとしている。また、定員乗車に対応するため後席空間を広くとるなど、インドの市場要望に応えた専用設計となっている。
  - 8月25日 - 欧州仕様に先行搭載されたアイドリングストップシステムを採用した「XGアイドリングストップ」と「XLアイドリングストップ」を追加（9月13日販売開始）。

本システムの搭載により、JC08モード燃費が1.2 km/L向上して21.8 km/Lを実現した（平成27年度燃費基準達成）。「XS」に設定されているヒルホールドコントロール付ESPが標準装備となるほか、バックドアにアイドリングストップシステム搭載車の証として「IDLING STOP」エンブレムが装着される。キャッチフレーズは「一秒ずつ、美しい。」で、CMキャラクターは北島康介。
  - 11月17日 - 特別仕様車「RS」を発売。

「XG」をベースに減衰力を高めたダンパー、欧州仕様タイヤ、パワーステアリングコントローラーを採用し、直進安定性を高めるとともに、スポイラー（フロントスパッツ・リヤ・サイドアンダー・ルーフエンド）、フォグランプ、LEDサイドターンランプ付ドアミラー、16インチアルミホイール、リヤシートリクライニングを特別装備し、専用ファブリックシート・本革巻きステアリングホイールとシフトブーツにシルバーステッチを施したモデルである。ボディカラーは特別設定色の「プレミアムシルバーメタリック」（キザシで設定済。）を含む5色を設定した。メーカーオプションとしてオートライトシステム付ディスチャージヘッドランプとCDオーディオを設定。
- 2012年（平成24年）
  - 2月1日 - マルチ・スズキ・インディアがインド専用車種の4ドアセダン「スイフトディザイア」を全面改良し、発売開始[12]。

新型はリヤデッキを切り詰めたスタイルとなり、全長が先代の4,160 mmから3,995 mmに短縮された[注釈 6][13]。
エンジンはハッチバック同様1.2 Lガソリン（K12B）と1.3 Lディーゼル（D13A）の2種類で、トランスミッションは5MTの他に、ガソリン車には4ATもラインナップされる。新型登場後も、従来型は内外装を簡略化した上で「ディザイア ツアー（DZiRE Tour）」としてタクシー向けに継続販売される。
なお、同種のショートセダンはタタ・モーターズがインディゴCSで先行している。
  - 6月5日 - 一部改良（2型）。2012年7月からのシートおよびシートベルトに関する保安基準の改正に対応して、フロントシートのヘッドレストを大型化し、リヤシートについても、中央席へのヘッドレストの設置と、中央席シートベルトのNR2点式タイプからELR3点式タイプへの変更が行われた。
  - 11月5日 - 特別仕様車「RS」を一部改良。新たにクルーズコントロールシステムを追加し、4WD車に装備されているリヤディスクブレーキを2WD車にも拡大適用。CVT車は7速マニュアルモード付パドルシフトに変更した。また、リヤコンビランプは大型単眼ストップランプ（ブレーキランプ）を内蔵し、専用ファブリックシートのデザインを変更。オプション設定のオートライト付ディスチャージヘッドランプはヘッドランプの塗装色をメタリックグレーに変更した。
- 2013年（平成25年）
  - 1月30日 - 同年1月で世界累計販売台数300万台を達成したことを発表[14]。
  - 7月17日 - マイナーチェンジ（3型）[15]。

キャッチフレーズは「走りと環境性能は両立してこそ意味がある。」で、CMキャラクターは杏、CMソングはSPYAIRの『OVERLOAD』。
フロントデザインは躍動感あるデザインに変更し、ロアグリルをワイド化、ラジエーターグリルをメッシュ化することでスポーティーさと力強さを調和させた。また、「XL」・「XS」に装備の16インチアルミホイールのデザインを変更し、「XS」にはフォグランプベゼルにLEDイルミネーションランプを採用した（「XG」・「XL」はシルバー塗装のカバーを装着）。また、ファブリックシートにブルーの差し色を追加して華やかな印象を加えた。装備面では一部グレードのみに標準装備されていたESPを「XG」・「XL」にも拡大適用して全車標準装備した。ボディカラーは「スモーキーグリーンメタリック2」と入れ替えで「ルミナスブルーメタリック」を追加した。
4WD車は既存のK12B型エンジンをベースに、燃焼室をコンパクト化して形状を最適化し、熱効率の向上とノッキングの抑制を両立するとともに、インジェクターを1気筒あたり2つ設置し、燃料を霧状に微粒化して噴射することで燃えやすくする上、燃焼室の近くに配置することで燃料を効率よく充填させ、燃焼室温度を下げてノッキングを抑制する「デュアルインジェクションシステム」や、排出ガスの一部を冷却して燃焼室内に再循環させることで燃焼温度を下げ、圧縮比アップに伴う筒内温度上昇によるノッキングを抑制する水冷式の「クールドEGRシステム」の採用など、ノッキング抑制やフリクション（摩擦抵抗）の低減を徹底的に行い、熱効率を極限にまで追求した「デュアルジェットエンジン」に置換して燃費を向上。4WD車全車「平成27年度燃費基準」を達成。
アイドリングストップシステム搭載車はブレーキを踏んで13 km/h以下になると自動でエンジンを停止する停車前アイドリングストップ機能を加え、軽自動車の一部車種に採用されている「エネチャージ」や「エコクール」、さらには「デュアルジェットエンジン」の搭載に伴い「XG-DJE」・「XL-DJE」に改名するとともに、「XS-DJE」を新たに追加。DJE系は2WD車で26.4 km/L（JC08モード）の低燃費を実現し、駆動方式を問わず「平成27年度燃費基準+20 %」を達成した。
特別仕様車「RS」はカタロググレード同様、4WD車に「デュアルジェットエンジン」を搭載すると共に、アンダースポイラー（フロント・リヤ）を専用開発したことで全長を25 mm拡大。ファブリックシート表皮や専用リヤエンブレムを新仕様に変更した。併せて、販売店アクセサリーの純正カーナビゲーションには、スズキ車初となる専用デザインの8インチワイドナビ（パナソニック製）が設定された。
- 2014年（平成26年）
  - 6月12日 - 特別仕様車「STYLE」・「STYLE-DJE」を発売。

「XG」・「XG-DJE」をベースに、専用メッキフロントグリル、切削加工とブラック塗装を施した16インチアルミホイール、LEDサイドターンランプ付ドアミラー、運転席&助手席シートサイドポケット、リモート格納ドアミラー、IRカット機能付フロントガラス、プレミアムUVカットガラス（フロントドア）、クルーズコントロールシステム、7速マニュアルモード付パドルシフト、リヤシートリクライニング、運転席&助手席シートヒーター（2WD車のみ、4WD車はベース車に標準装備）を装備し、専用シート表皮はレザー調とラックススエードを組み合わせ、専用ドアトリムにスエード調を、インストルメントパネル&ドアトリムオーナメントにヘアメタル調を、運転席アームレストにレザー調をそれぞれ採用し、オーディオスイッチ付本革巻ステアリングホイールとシフトブーツにシルバーステッチを施した。また、ディスチャージヘッドランプ（オートライトシステム付）、フロントフォグランプ、LEDイルミネーションランプをセットオプションとして設定するとともに、ボディカラーは特別設定色の「プラズマイエローパールメタリック」と「プルシアンブルーパール」を含む7色を設定するとともに、特別設定色2色と「スーパーブラックパール」の3色にはオプションで2トーンルーフ（「プラズマイエローパールメタリック」設定時はブラック2トーンルーフ、「プルシアンブルーパール」と「スーパーブラックパール」設定時はホワイト2トーンルーフ）も設定された。併せて、「RS」はLEDイルミネーションランプを追加したほか、4WD車に採用されているデュアルジェットエンジンおよびエネチャージ、アイドリングストップシステム、エコクールを搭載した「RS-DJE」を追加した[16]。併せて、カタロググレードの仕様変更を実施、「XS-DJE」へ統合のため「XS」を廃止した。
  - 9月3日 - 同年8月時点で世界累計販売台数400万台を達成[17]。
- 2015年（平成27年）
  - 4月1日 - 仕様変更。新たに設けられた「平成32年度燃費基準」を「XG-DJE」・「XL-DJE」・「XS-DJE」で達成。特に、対象グレードの2WD車は「平成32年度燃費基準+10 %」を達成した。
  - 11月 - 仕様変更。ボディカラーの一部入れ替えを行い、「スノーホワイトパール」と「ルミナスブルーメタリック」を廃止し、新色の「ピュアホワイトパール」と「ミッドナイトバイオレットメタリック」を追加。特別仕様車「STYLE」・「STYLE-DJE」でもボディカラーの一部入れ替えが行われ、専用色の「プラズマイエローメタリック」と「プルシアンブルーメタリック」を廃止し、「クラッシーブラウンメタリック」と「クォーツピンクメタリック」（いずれも4代目ソリオ設定色）を追加。また、「プレミアムシルバーメタリック」と「クォーツピンクメタリック」には「ブラック2トーンルーフ」を新たに設定した。
- 2016年（平成28年）
  - 4月11日 - 同年4月上旬の時点で世界累計販売台数500万台を達成したと発表[注釈 7]。
  - 12月[19] - 生産終了。在庫対応分のみの販売となる。
- 2017年（平成29年）1月 ｰ ZC13S系に世代交代して販売終了。

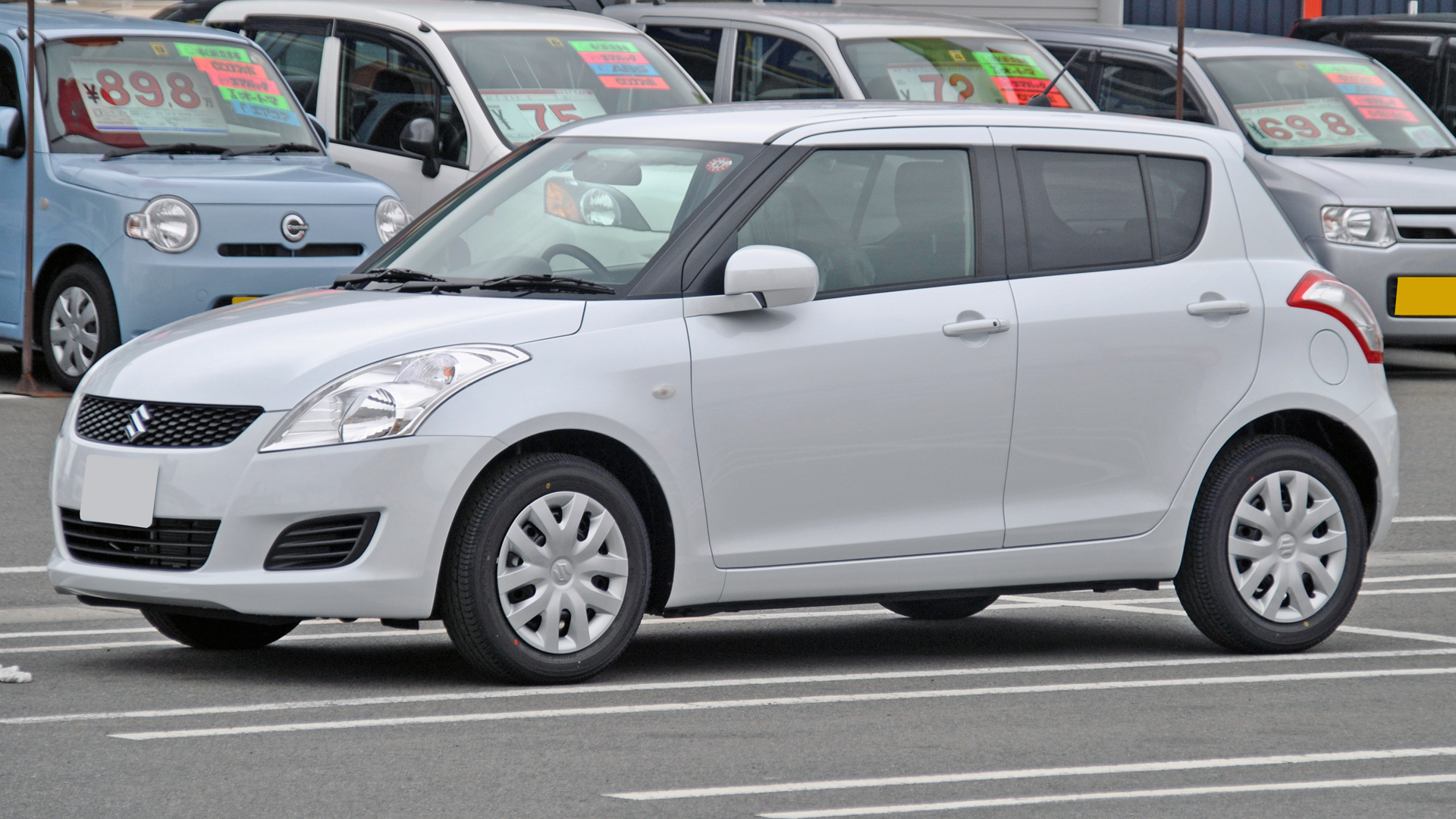
XG（前期型）
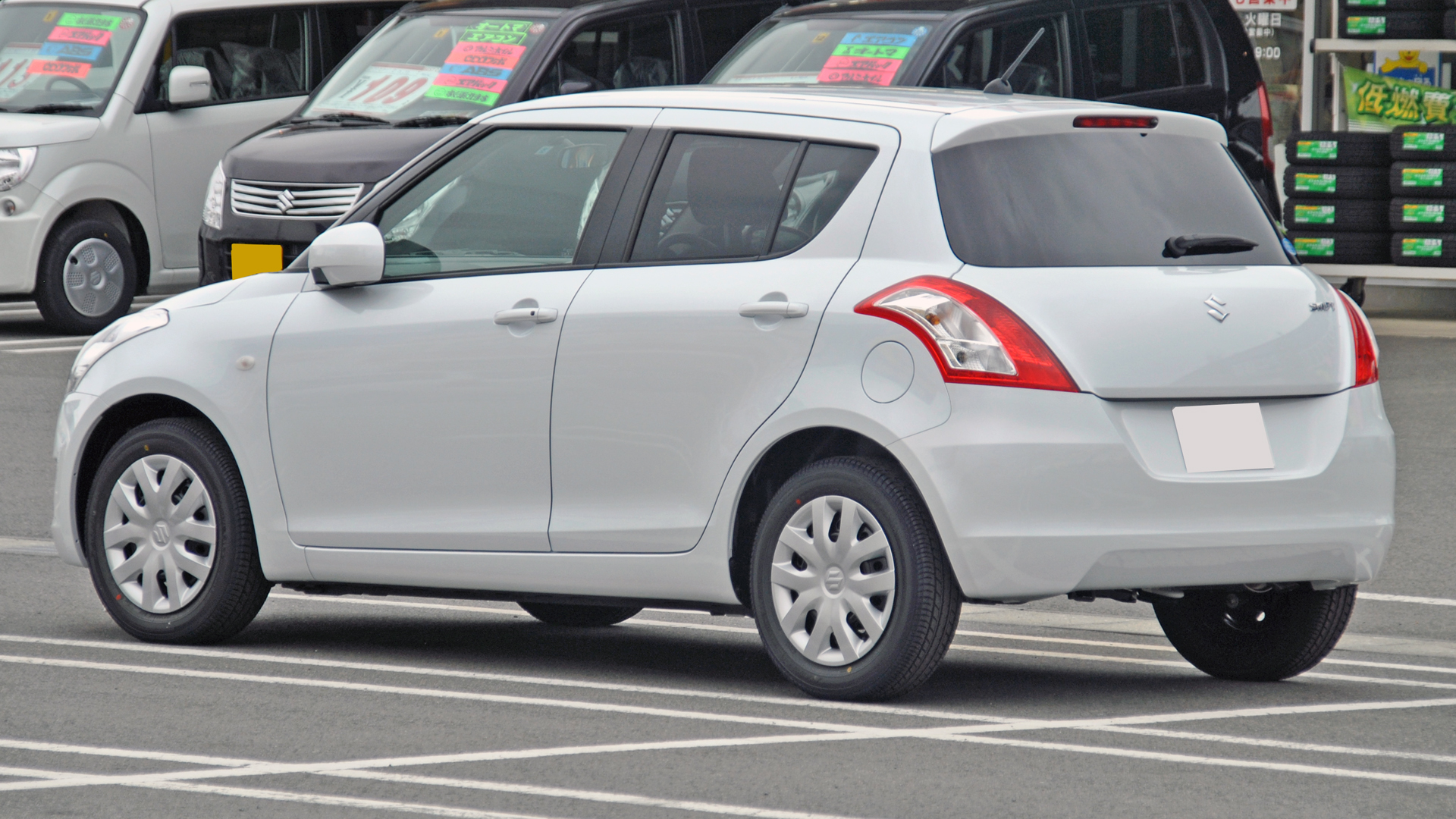
XG（前期型・リヤ）
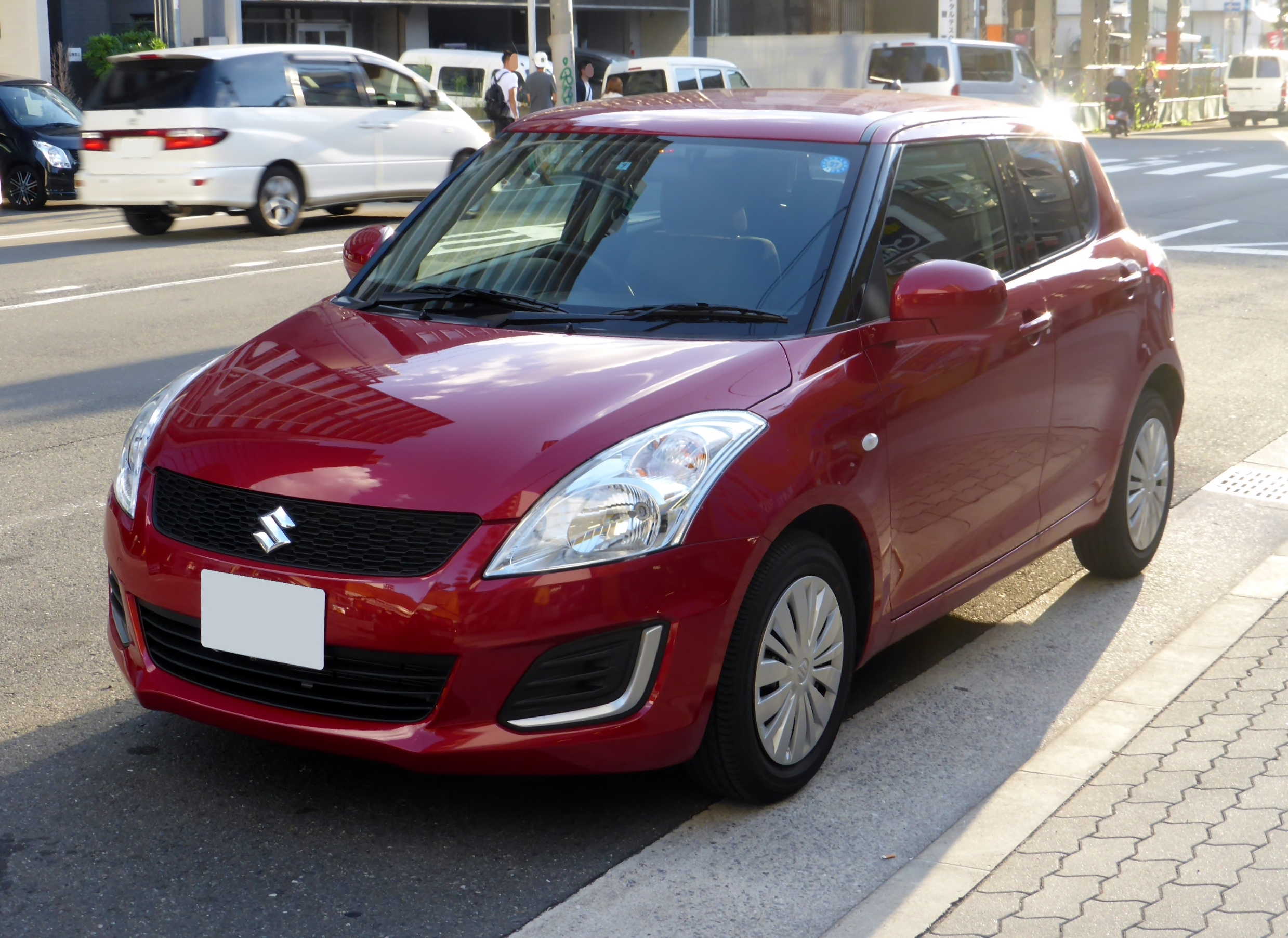
XG（後期型）
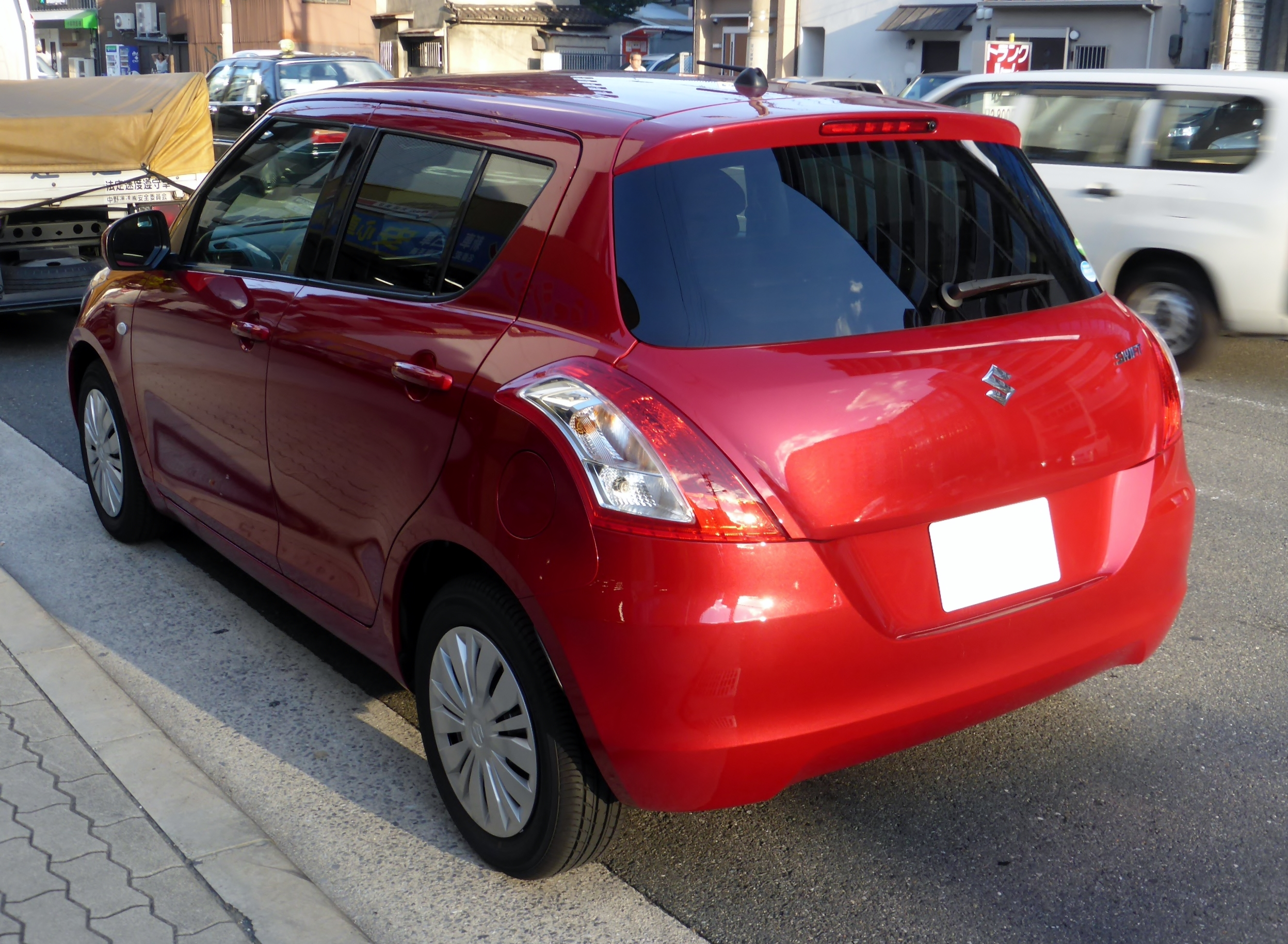
XG（後期型・リヤ）
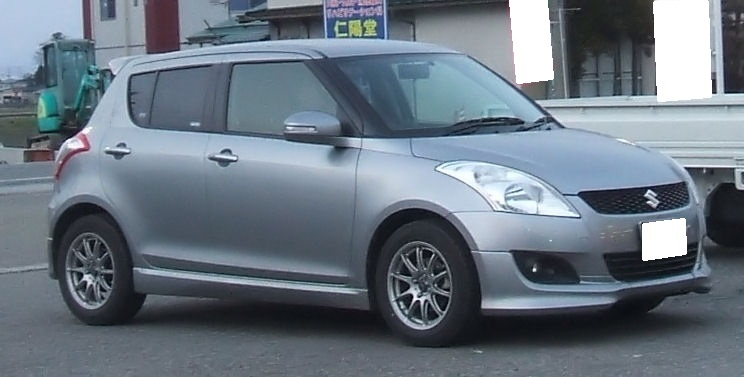
RS（前期型） （2011年11月 - 2012年11月）
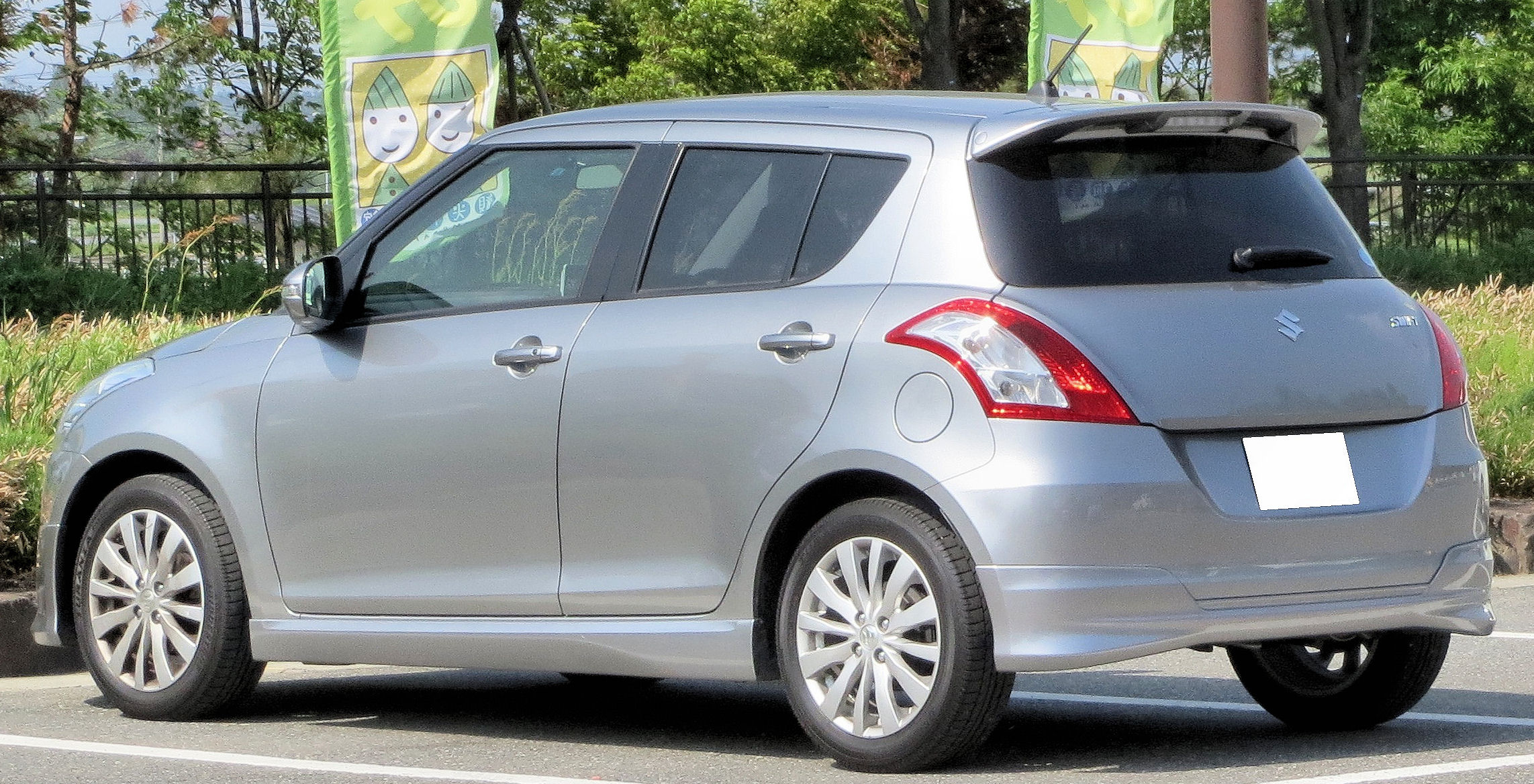
RS（前期型・リヤ） （2011年11月 - 2012年11月）
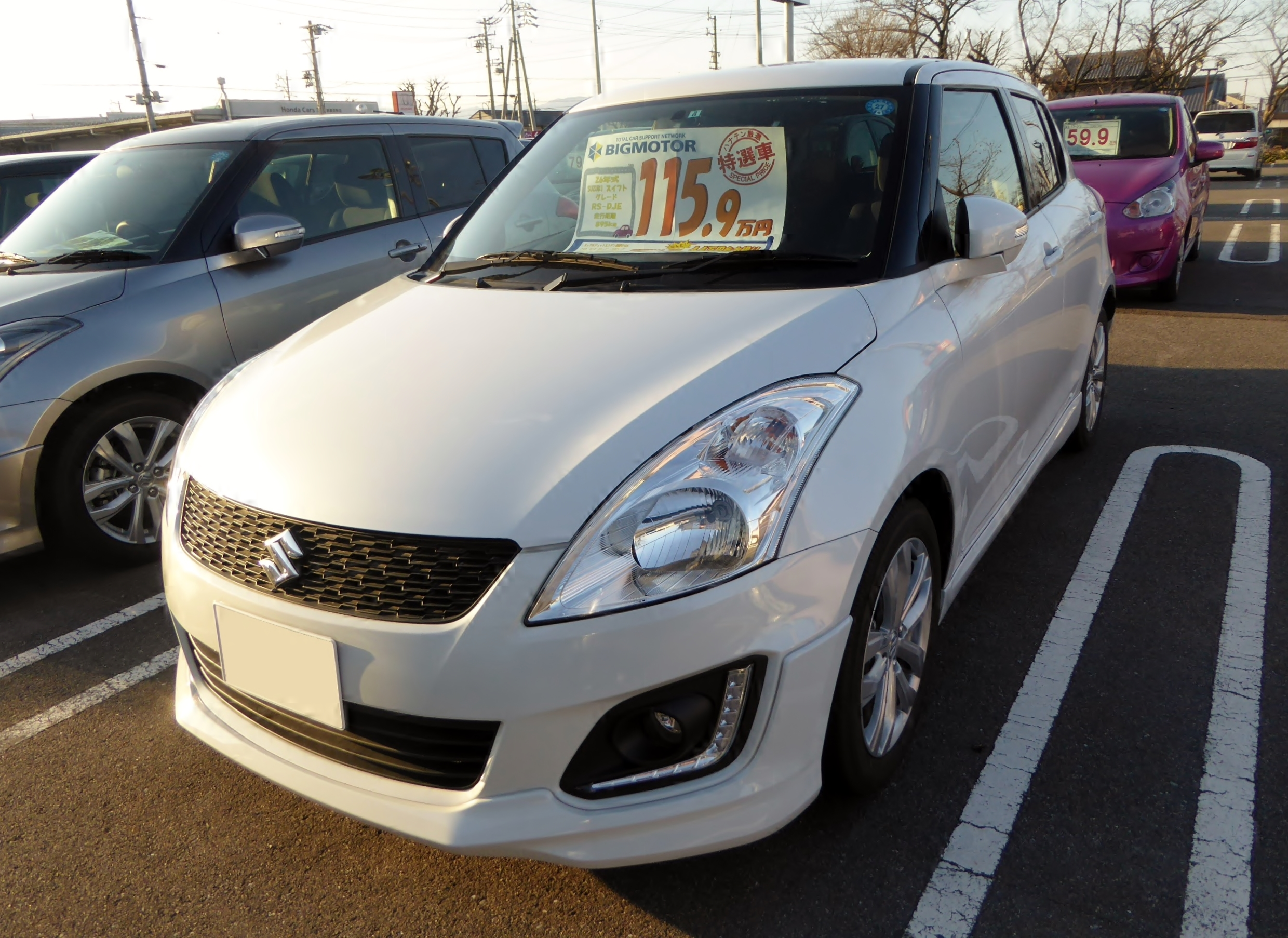
RS（後期型）
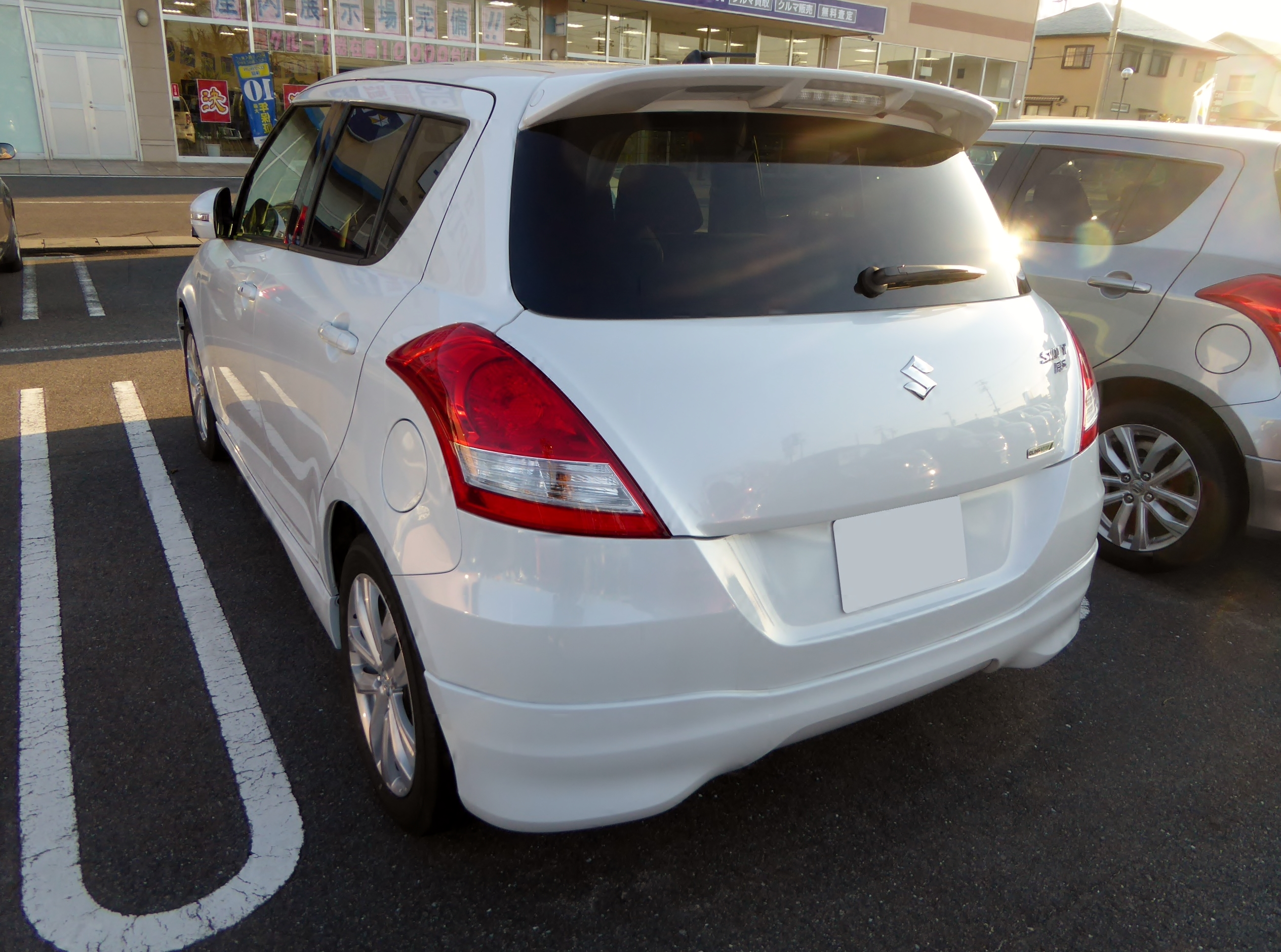
RS（後期型・リヤ）
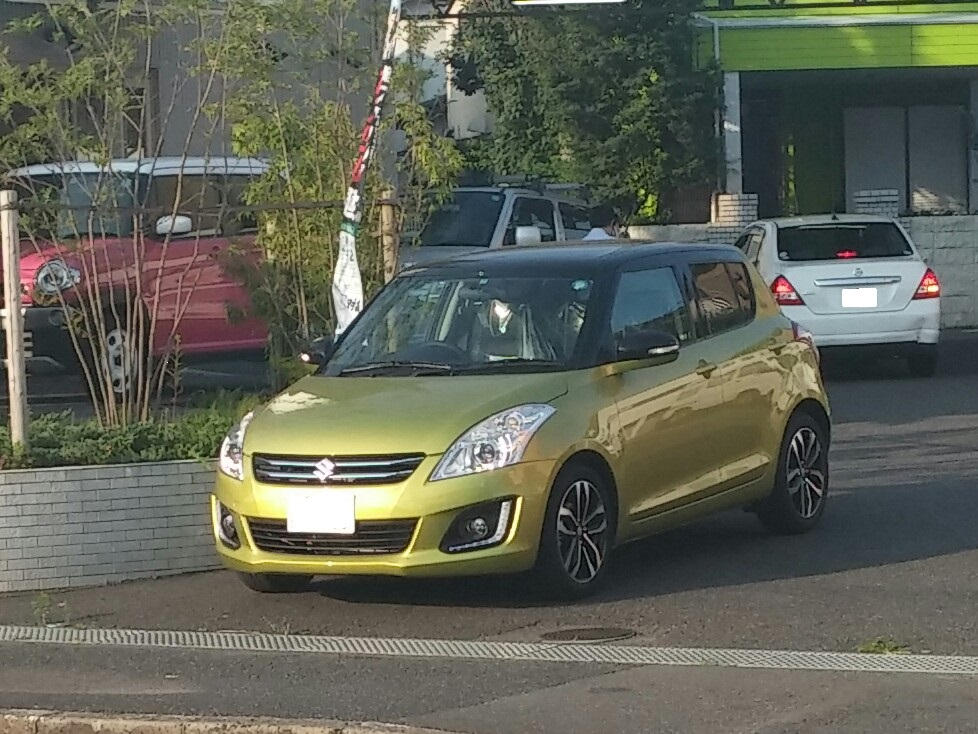
スタイル（後期型、プラズマイエローパールメタリック ブラック2トーンルーフ仕様）
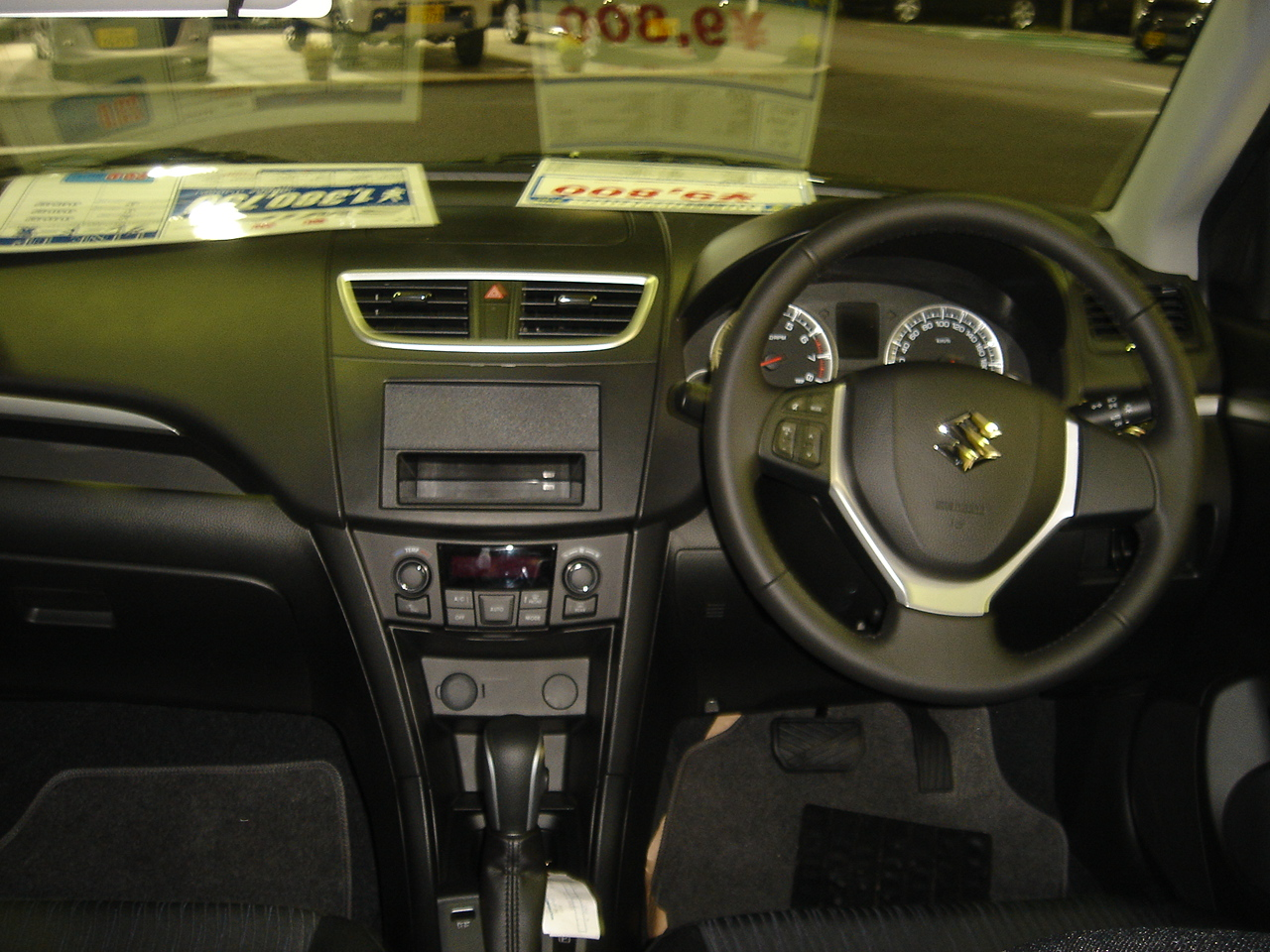
XL 室内（前期型）

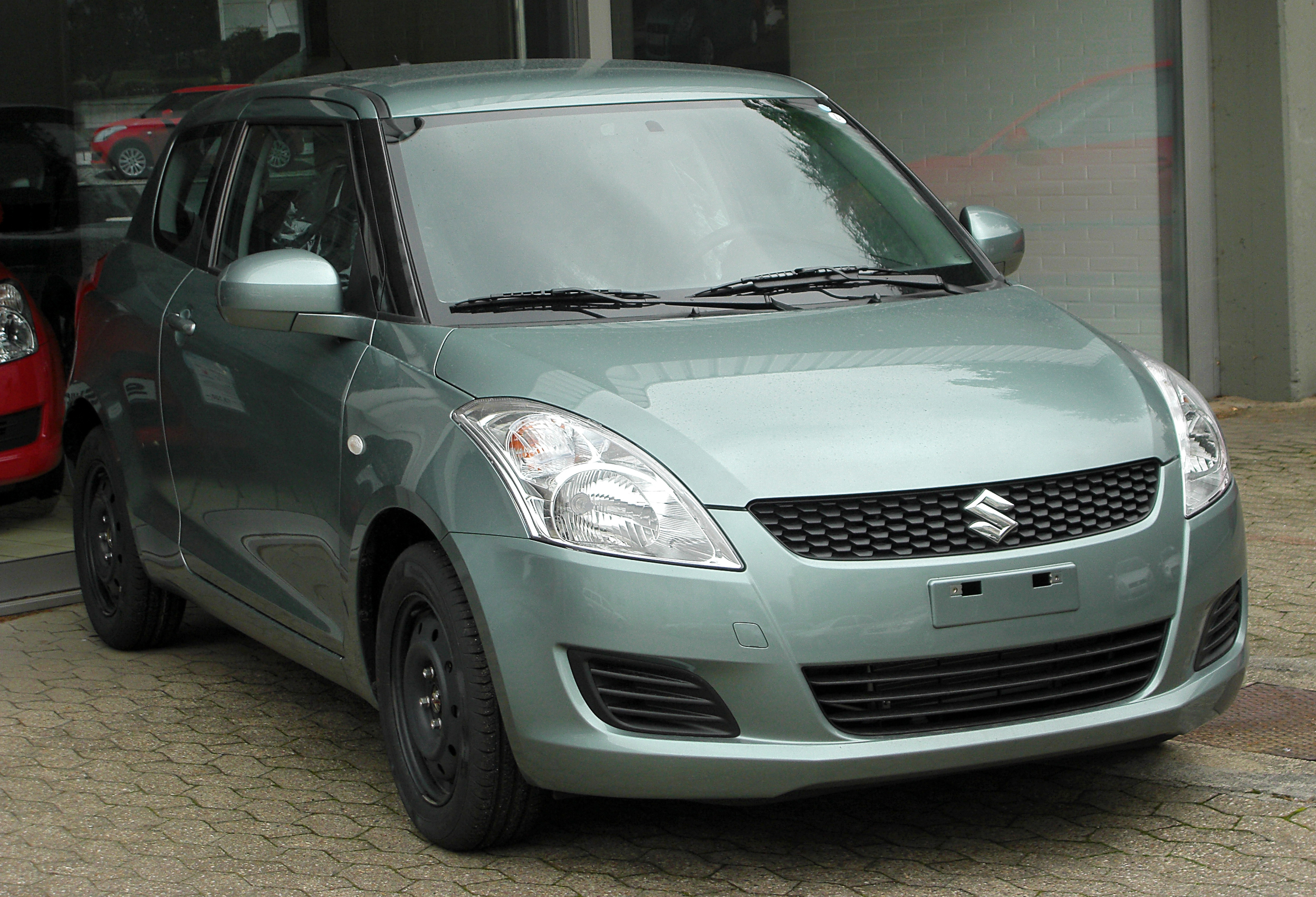
前期型 欧州仕様 3ドア
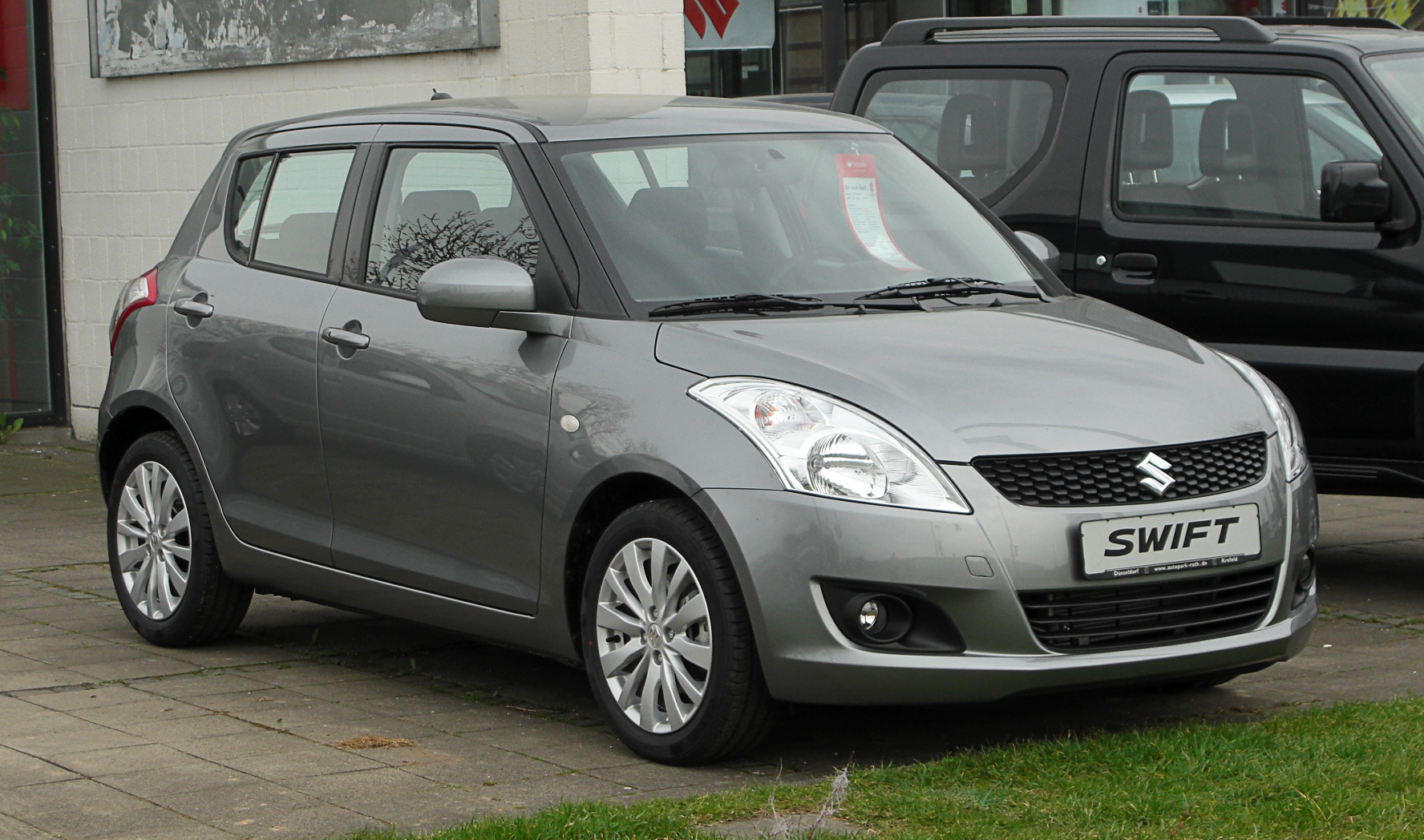
前期型 欧州仕様 5ドア
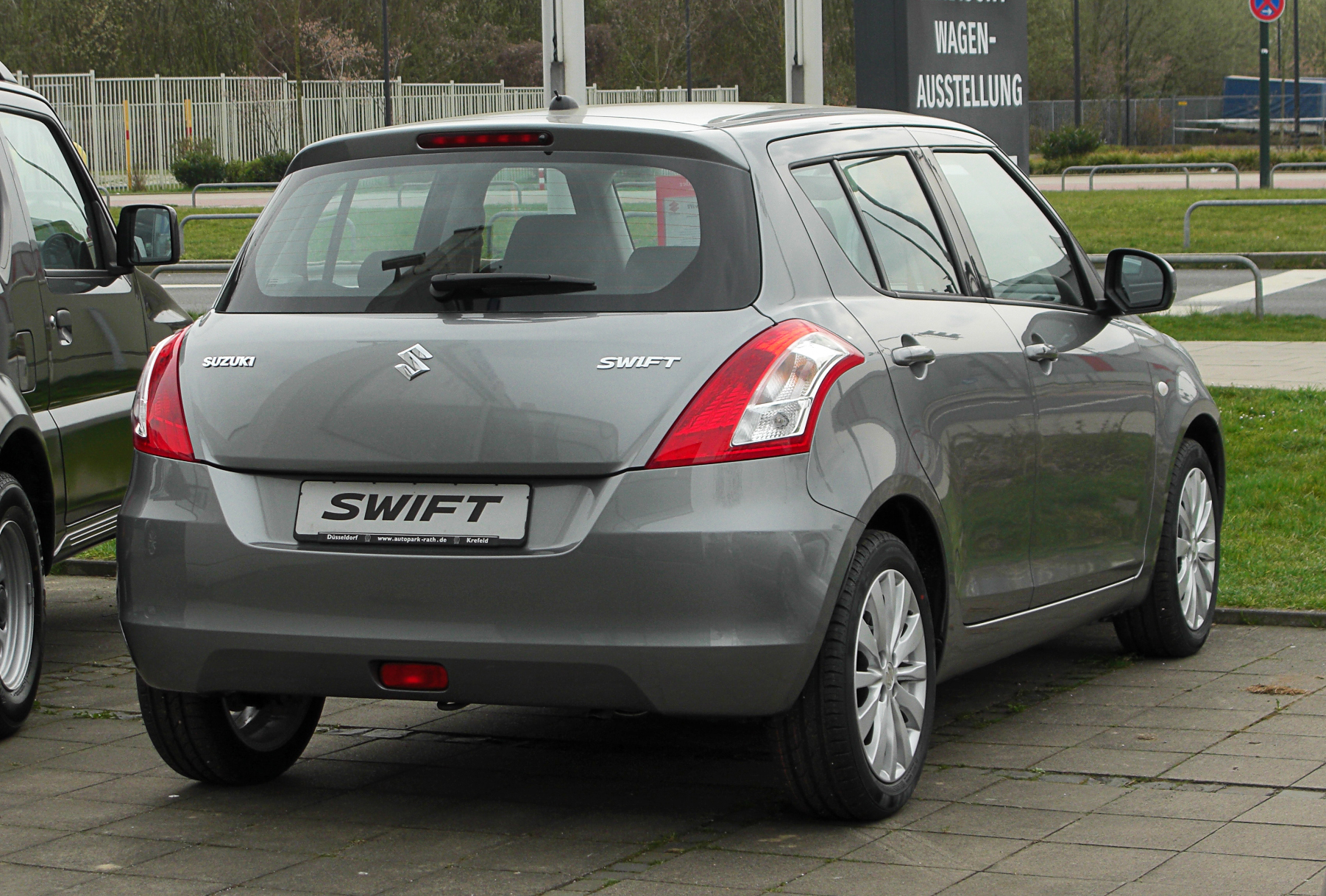
前期型 欧州仕様 5ドア リヤ
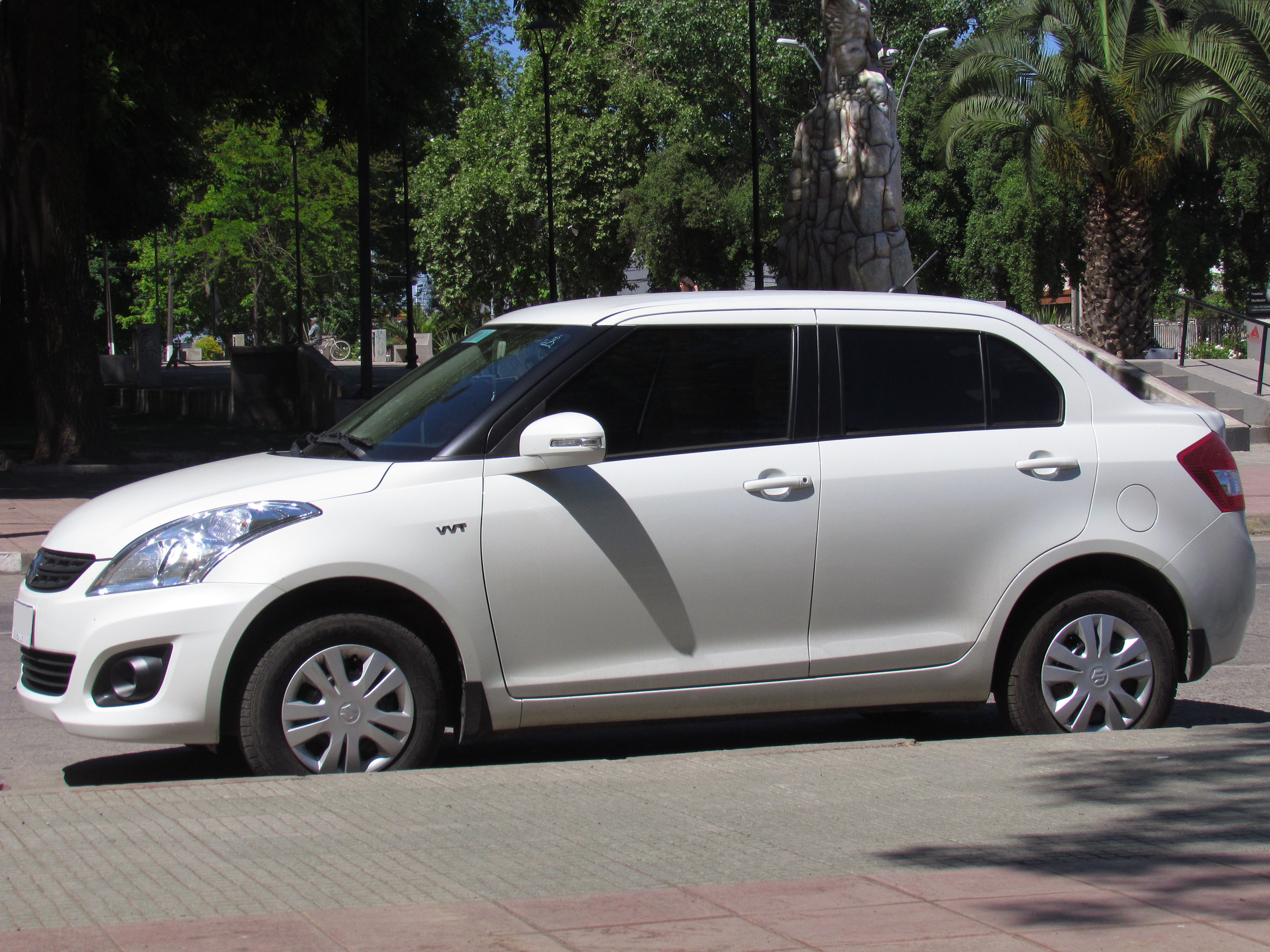
ディザイア
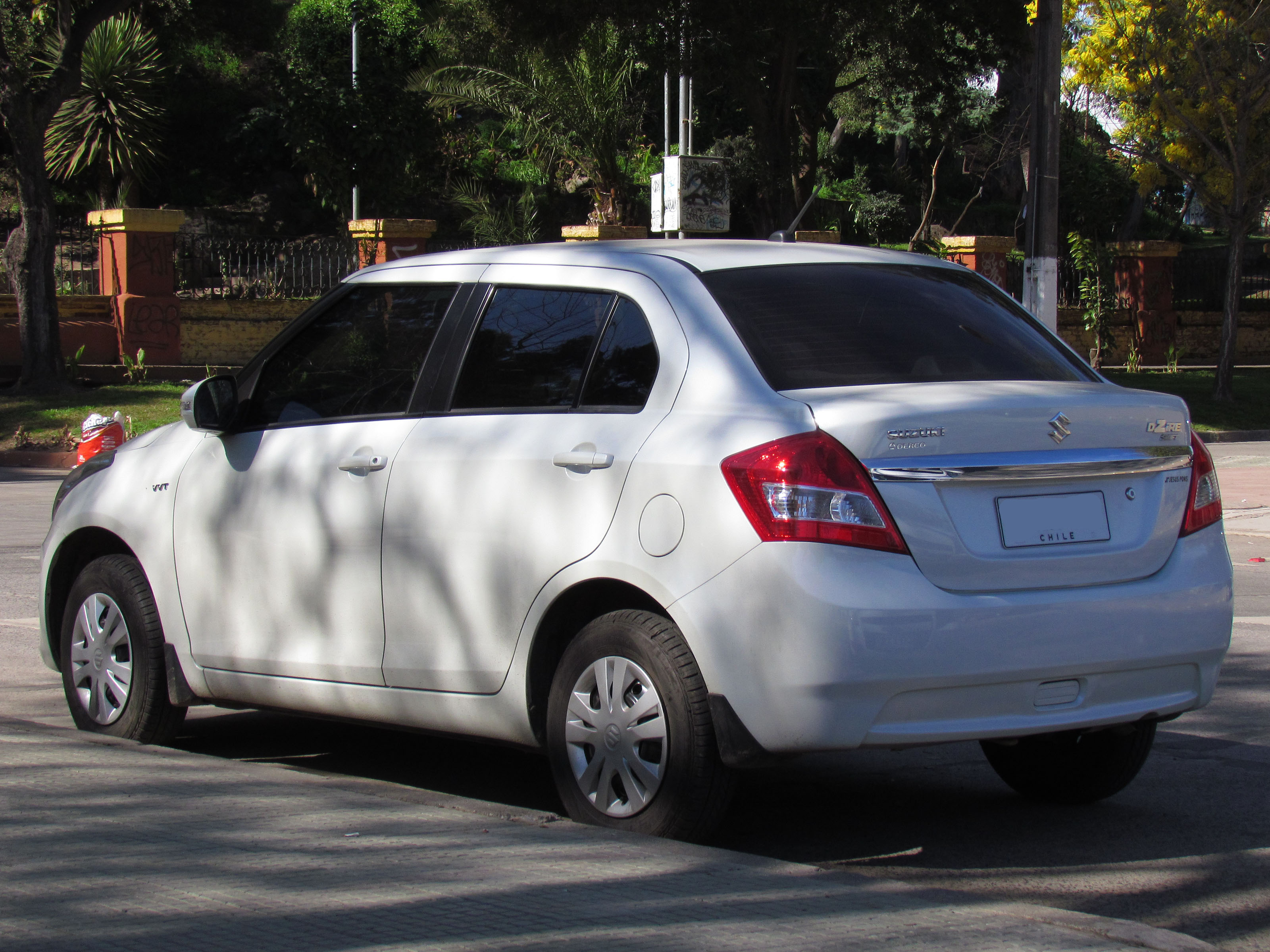
ディザイア リヤ
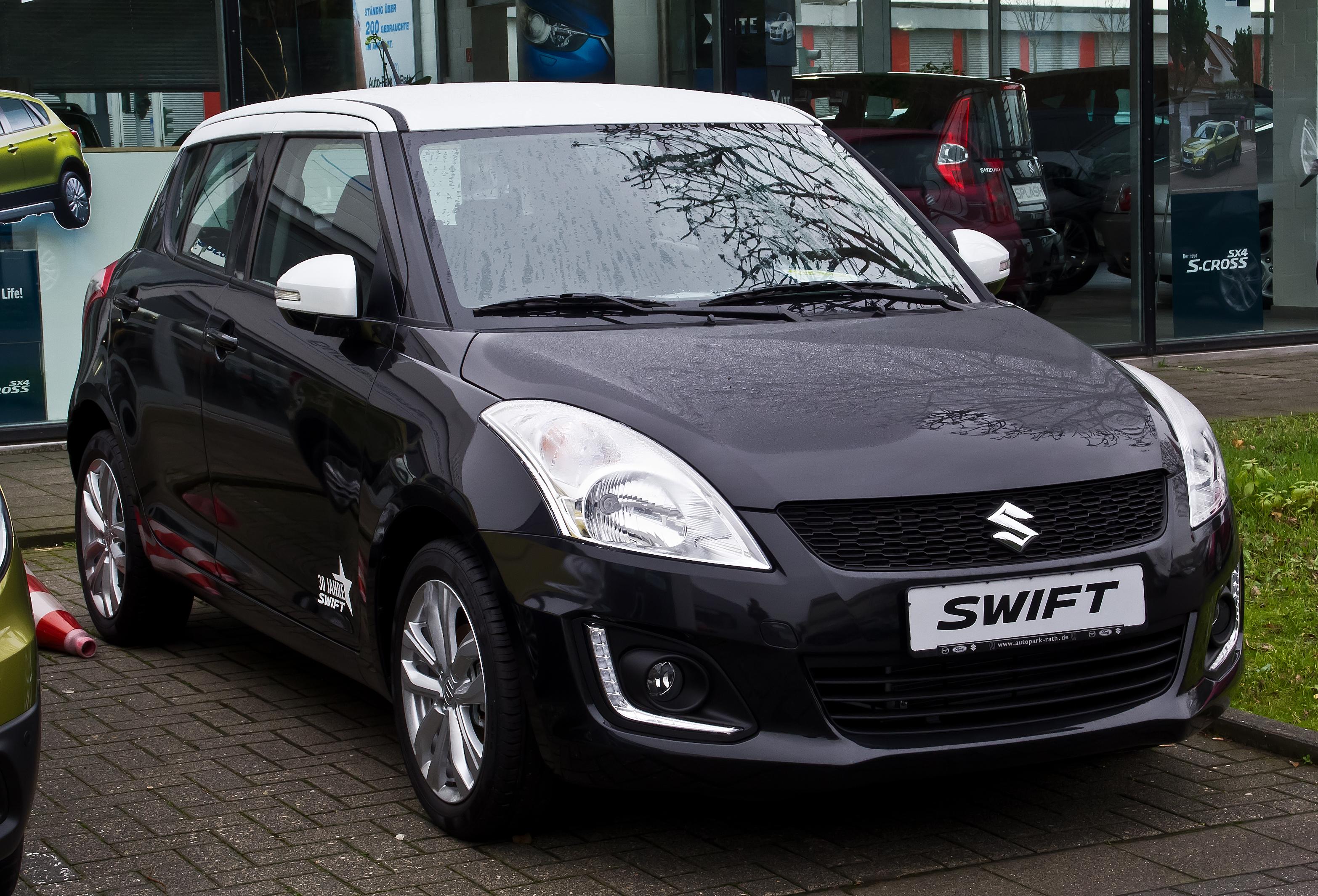
後期型 欧州仕様 5ドア フロント
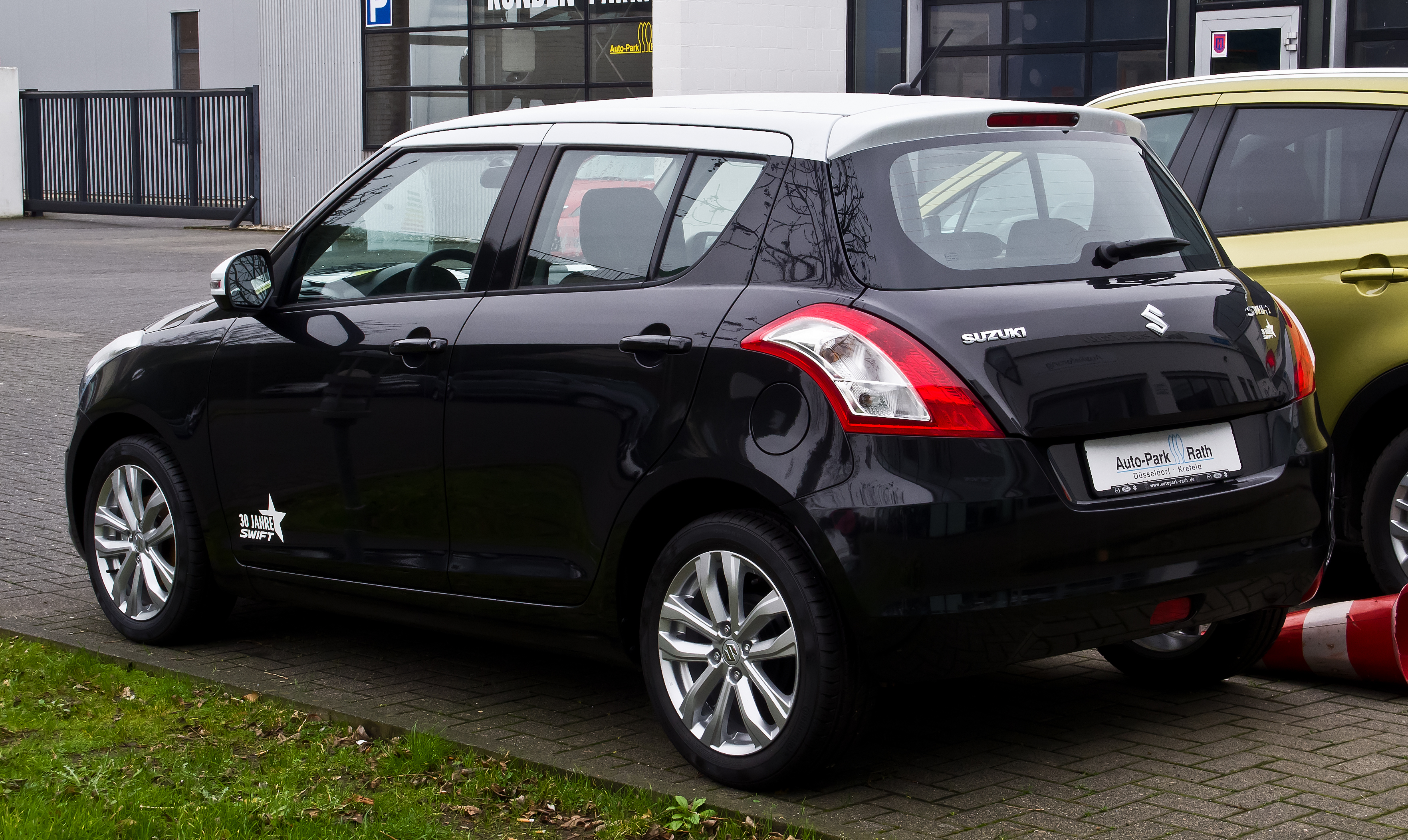
後期型 欧州仕様 5ドア リヤ

## 3代目 ZC13S系（2016年 - 2023年）
- 2016年（平成28年）12月27日 - フルモデルチェンジ。2017年1月4日から販売開始[20]。キャッチフレーズは「エキサイティング・コンパクト」で、CMソングはZEDDの「Beautiful Now」。

グレード体系は、既存グレードを「XG」と「XL」に集約。先代では特別仕様車として発売されていた「RS」をカタロググレード化。これに、マイルドハイブリッド車の「HYBRID ML」と「HYBRID RS」、1.0 Lターボ車の「RSt」を加え、6グレードとなった。トランスミッションは「XG」・「XL」はZC72S系同様、2WDは5MTとCVTの2種類を設定し、4WDはCVTのみの設定。「RS」は5MT、「HYBRID ML」と「HYBRID RS」はCVT、「RSt」は6ATとなる。
ZC11S系以降のコンセプトを維持しつつ設計を全面的に見直し、8代目アルトやバレーノで導入された軽量化と高剛性を両立させる新プラットフォーム「HEARTECT（ハーテクト）」を採用。車両全般にわたる徹底した軽量化の結果、ZC72S系と比較して120 kgの軽量化を実現しており、4WD車やスイフトスポーツも含め、車両重量が全車1 t未満となった。
エクステリアはフロントグリルの大開口化とさらなる低重心化が行われた。ZC72S系から継承された縦基調デザインの前後の灯火類はLED化（一部グレードのヘッドランプは除く）され、ガラスエリアはピラーをブラックアウト化。リヤドアのアウターハンドルをCピラーガーニッシュに移し、2ドアクーペのようなサイドビューとした。
ボディカラーは新規色となる赤系の「バーニングレッドパールメタリック（オプションカラー）」や青系の「スピーディーブルーメタリック」を含む9色をラインナップした。このうち、全グレードに対応するボディーカラーは新規色の2色と「ピュアホワイトパール」、「スーパーブラックパール」の4色のみで、残りの「スターシルバーメタリック」・「クラッシーブラウンメタリック（4代目ソリオ/2代目ソリオバンディット設定色）」・「ヘリオスゴールドパールメタリック（イグニス設定色）」・「ネオンブルーメタリック（イグニス設定色）」の4色は「XG」・「XL」・「HYBRID ML」専用色、「プレミアムシルバーメタリック（オプションカラー）」は「RS」・「HYBRID RS」・「RSt」専用色となる。
内装はナビゲーションパネルやエアコンの操作系を運転席側に5度傾けて配置したほか、メーター、ホーンパッド、エアコンルーバー、エアコンスイッチなどの機能部品を円筒モチーフで統一。メーターは盤面にスピンドル加工（同心円のヘアライン模様）を施し、水温計や燃料計をメーター内に配し、中央にはマルチインフォメーションディスプレイを搭載した。このディスプレイはグレードにより4.2インチ大型カラードット液晶又は単色表示液晶が搭載されており、カラードット液晶では走行関連情報やエンジンのパワー・トルク表示などを視覚的に確認することができる。ステアリングホイールはD型断面に変更された。フロントシートは肩部から座面までにかけて立体的な造形とし、座面形状とバネ配置の最適化、高性能低反発ウレタンを採用し、サイドボルスターを高くした。ルームミラーは、先代のフロントガラス接着タイプのものから、再び天井吊り下げタイプのものになった。
安全装備も強化され、スズキ車では初となる、単眼カメラと赤外線レーダーを組み合わせた衝突被害軽減システム「デュアルセンサーブレーキサポート（以下、DSBS）」をはじめ、誤発進抑制機能（5MT車を除く）、車線逸脱警報機能、ふらつき警報機能、先行車発進お知らせ機能、ヘッドランプのハイビーム/ロービームを自動切替するスズキ車初のハイビームアシスト機能、SRSカーテンエアバッグ&フロントシートSRSサイドエアバッグ、アダプティブクルーズコントロール（ACC）、リヤシートベルトフォースリミッター&プリテンショナー（左右2名分）、運転席アームレスト（5MT車を除く）をセットにして「セーフティパッケージ」として「XG」を除く全車にメーカーオプション設定した。
パワートレインは、ZC72S系の3型で一部グレードに採用されていた1.2 Lの「デュアルジェットエンジン」を改良し、圧縮比を12.5に向上、低回転域でのトルク向上に加えて、軽量・コンパクト化したK12C型に換装。これにより燃費性能が向上され、2WD・CVT車は「平成32年度燃費基準」、2WD・5MT車はグレードにより「平成27年度燃費基準+10 %」又は「平成27年度燃費基準+5 %」、4WD・CVT車は「平成27年度燃費基準+5 %」をそれぞれ達成した。さらに、K12C型にISG（モーター機能付発電機）と専用リチウムイオンバッテリーを組み合わせた歴代初となるマイルドハイブリッド車を新設。減速時のエネルギー回生やアイドリングストップ後のエンジン再始動をISGが行うことで無駄な燃料消費を抑制し、最長約30秒間のモーターアシストを行うことでエンジンの負担を軽減したことで、2WD車はJC08モード燃費で27.4 km/Lとし、「平成32年度燃費基準+10 %」を達成した。併せて、日本国内のスズキ車ではバレーノに次いでの採用となる1.0 L直噴ターボエンジン「ブースタージェットエンジン」であるK10C型も設定。直噴化と過給器を組み合わせることで1.5 L NAエンジン車並みの高出力・高トルクを実現した。なお、スイフト用のK10C型は無鉛レギュラーガソリン対応となっている。
「RS」・「HYBRID RS」・「RSt」はフロントグリル、バンパー（フロント、リヤ）、スポイラー（サイドアンダー、ルーフエンド）を専用開発し、リヤフォグランプや切削加工とブラック塗装を施した16インチアルミホイールを装備。内装はセンターコンソール、ステアリングホイール、シフトブーツ、専用ファブリックシート表皮にシルバー加飾やシルバーステッチを施したほか、2代目同様、ショックアブソーバー・タイヤ・電動パワーステアリングコントローラーに欧州向けと同等のチューニングを施している。
- 2017年（平成29年）
  - 3月7日 - 同日より開催されている第87回ジュネーブモーターショーにて欧州仕様を発表。

日本仕様車との差異として、全幅が40 mm拡大（1,735 mm）する一方、全高が5 mm低く（2WD車:1,495 mm、4WD車:1,520 mm）なっている。ガソリン車のみの設定で、日本仕様車と同じく、1.2 Lのデュアルジェットエンジンと1.0 Lのブースタージェットエンジンの2種類が設定される。生産は相良工場で行われ、同年4月から欧州各国で順次販売が開始される[22]。
  - 5月16日 - マルチ・スズキ・インディア社がセダンモデルをフルモデルチェンジし、インドで販売を開始[23]。4代目スイフトと共通のプラットフォーム「HERTECT」を採用するとともに、軽量・高剛性ボディを採用。今後インドで導入される安全法規にも適用する。エンジンは先代同様に1.2 Lガソリンと1.3 Lディーゼルの2種類を設定。トランスミッションは従来のAT車に代わり、5速オートギヤシフト（AGS）車が設定された。なお、車種名は先代の「スイフトディザイア」から「ディザイア（DZIRE）」に改名した。インドでの販売開始を皮切りに、インド周辺国・中近東・アフリカ・中南米への輸出も行われる。
  - 7月12日 - ハイブリッド車の「HYBRID SG」、「HYBRID SL」を追加発売[24]。

ハイブリッドシステムは先に発売された4代目ソリオ/2代目ソリオバンディットのハイブリッド車と同じく、K12C型エンジンに、駆動用モーターと5速AGSを組み合わせたパラレル方式のハイブリッドシステムを採用し、100 V高電圧リチウムイオンバッテリーをインバーターと一体化した「パワーパック」として荷室床下に格納。ボディーサイズや荷室空間はガソリン車・マイルドハイブリッド車と同等レベルを確保した。併せて、加速性能等を重視した「標準モード」と燃費性能を重視した「エコモード」の2つの運転モードを搭載する。オートギアシフトはスイフト専用のチューニングを行い、加速感を高めるためクラッチ切り離し時間を短縮し、「HYBRID SL」に装備されているパドルシフト操作時にはクラッチ切り離し時間を更に短縮した。また、専用デザインも与えられており、フロントグリルにクロームメッキ加飾、シフトノブにブルーオーナメントがそれぞれ施され、メーターはブルーイルミネーションを追加し、タコメーター内にはモーターの作動状態（アシスト量・減速エネルギー回生量）を表示するモーターパワーメーターが搭載される。さらに、「HYBRID SL」は一部のグレードにメーカーオプション設定されている「セーフティパッケージ」の装備品が全て標準装備される。
  - 9月1日 - 仕様変更。「XG」・「HYBRID SG」を除く全グレードに設定されていたメーカーオプション「全方位モニター付メモリーナビゲーション」が廃止され、その代わりに「全方位モニター用カメラパッケージ」が設定された。なお、スイフトの「全方位モニター用カメラパッケージ」は、全方位モニター用カメラ、フロント2ツイーター&リヤ2スピーカー、ステアリングハンズフリースイッチの3点で構成されている。
  - 10月5日 - スポーツ及びインド向け4ドアセダン「ディザイア」と共に、「スイフト」シリーズとして2017年度グッドデザイン賞を受賞したことを発表した[25]。
  - 11月13日 - 特別仕様車「XGリミテッド」を発売。

「XG」をベースに、通常は未設定となっている「セーフティパッケージ」を標準装備したほか、フロントグリルにクロームメッキを施し、ステアリングホイールを本革巻に変更、リヤディスクブレーキを特別装備した。また、LEDヘッドランプをメーカーオプション設定した（なお、「セーフティパッケージレス仕様車」の設定が可能で、本仕様設定時はフロントグリルにクロームメッキが施されるのみで、ステアリングホイールはベース車と同じウレタンとなる）。併せて、「RS」にはCVT車が追加設定された[26]。
  - 11月14日 - 2018年次RJC カー・オブ・ザ・イヤーを受賞[27][28]。なお、2005年（2006年次）にZC11S系が、2010年（2011年次）にZC72S系がそれぞれ受賞しており、3代連続での受賞となった[29]。
- 2018年（平成30年）
  - 2月8日 - 現地子会社であるマルチ・スズキ・インディア社及びスズキ・モーター・タイランド社で生産がされているインド仕様車・タイ仕様車がそれぞれフルモデルチェンジ、同日より販売が開始された[30]。インド仕様車では、1.2 L ガソリンエンジンに加えて、日本仕様車にはない1.3 L ディーゼルエンジンも設定されている。トランスミッションは5MTに加え、インド仕様車では初となるAGSが組み合わされる。タイ仕様車では、日本仕様車と同様の1.2 L デュアルジェットエンジンとCVTの組み合わせが設定される。
  - 3月28日 - ワールド・カー・アワーズの「2018 ワールド・アーバン・カー部門 TOP3」に選出されたことが発表された。スズキ車の同部門のTOP3への選出は2017年のイグニスに続き2年連続[31]。
  - 5月31日 - DSBS搭載車が平成29年度JNCAP自動車アセスメントの衝突安全性能評価「ファイブスター賞」を受賞するとともに、DSBS及び全方位モニター搭載車が予防安全性能評価「ASV++」を獲得したと発表[32]。
  - 7月 - 仕様変更。前述のメーカーオプション「全方位モニター用カメラパッケージ」において、GPSアンテナ、TV用ガラスアンテナ、USBソケットの3点を追加。また、「XL」・「HYBRID ML」・「RS」・「HYBRID RS」・「RSt」は「セーフティパッケージ」との同時装着時のみの設定に変更された。
  - 10月11日 - 特別仕様車「XRリミテッド」が発売[33]。

「XG」をベースに、外観はフロントグリルがメッキ仕様に、バンパー（フロント・リヤとも）は「RS」用のエアロ形状のものにそれぞれ変更され、スポイラー（サイドアンダー・ルーフエンド）を追加。内装はステアリングホイールが本革巻に、シート表皮はシルバーステッチを施した「RS」用のファブリックシートにそれぞれ変更され、ドアアームレスト・インパネ・コンソールにチタン調のオーナメントが施された。装備面ではベース車では設定が無い「セーフティパッケージ」の装備品全てを標準装備したほか、ステアリングオーディオスイッチ、フォグランプ（フロントマルチリフレクター・リヤ）、リヤディスクブレーキが特別装備された。スピーカーはフロント2ツィーター&リヤ2スピーカーが、電動格納式リモコンドアミラーはLEDサイドターンランプとリモート格納がそれぞれ追加され、2WD車は4WD車に標準装備されている助手席シートヒーターも装備された。メーカーオプションも用意されており、ベース車では設定が無い「全方位モニター用カメラパッケージ」が特別設定されるほか、LEDヘッドランプ、LEDポジションランプ、16インチタイヤ&アルミホイール（「RS」と同じ切削加工&ブラック塗装仕様）で構成された「アップグレードパッケージ」も設定される。ボディカラーは特別設定色となる「クラレットレッドメタリック（4代目ソリオ/2代目ソリオバンディットの2型設定色）」と「ミネラルグレーメタリック（クロスビー設定色）を含む7色を設定し、さらに、特別設定色2色には、2代目の特別仕様車「STYLE」・「STYLE-DJE」以来となる2トーンルーフ（ブラック2トーンルーフ）仕様も設定される。
同時にカタロググレードが仕様変更され、「XL」と「RS」は従来メーカーオプションとなっていた「セーフティパッケージ」の装備品がすべて標準装備化された。
  - 12月21日 - インド仕様車がインドのカー・オブ・ザ・イヤーである「Indian Car of the Year（ICOTY）2019」を受賞したと発表。なお、初代モデルが2006年に、2代目モデルが2012年にそれぞれICOTYを受賞しており、3代続けての受賞はインドで初[34]。
- 2019年（平成31年/令和元年）
  - 1月 - 「XL」が価格改定され、6,480円値上げされた。
  - 5月 - 仕様変更。

「HYBRID ML」・「RSt」・「HYBRID RS」は従来メーカーオプション設定であった「セーフティパッケージ」の装備品を標準装備化。併せて、最廉価のガソリン車「XG」とハイブリッド車「HYBRID SG」が廃止、特別仕様車「XGリミテッド」は「XG」に替わる最廉価グレードとしてカタロググレードへ格上げされ「セーフティパッケージ」は全車標準装備（「XGリミテッド」は従来通りレス仕様の設定も可能）となった。なお、「XGリミテッド」はカタロググレードへの格上げに際し、ステアリングオーディオスイッチが追加された（セーフティパッケージレス仕様設定時は非装備）。
ボディカラーの設定が変更され、「XGリミテッド」・「XL」・「HYBRID ML」・「HYBRID SL」において同年4月で廃止となった「ヘリオスゴールドパールメタリック」に代わり、2代目で2015年11月の仕様変更時に設定された「ミッドナイトバイオレットメタリック（オプションカラー）」がフルモデルチェンジに伴う廃止以来、2年5か月ぶりに再設定された。なお、特別仕様車「XRリミテッド」はベースグレードを「XGリミテッド」に変更の上継続販売される。
  - 11月14日 - 特別仕様車「HYBRID MGリミテッド」を発売[35]。キャッチフレーズは「走り爽快コンパクト」で、CMキャラクターは山田杏奈、CMソングはOfficial髭男dism「旅は道連れ」。

「XGリミテッド」をベースに、マイルドハイブリッド化[注釈 9]するとともに、アイドリングストップシステムとエコクールも追加。スピーカーをフロントツイーターとリヤにも追加して6スピーカーに強化され、携帯リモコンをブルーに変更、電動格納式リモコンドアミラーにリモート格納とLEDサイドターンランプが追加され、2WD車には助手席シートヒーター（4WD車はベースグレードに装備）も装備した。外観はフロントマルチリフレクターハロゲンフォグランプを装備。内装はパドルシフトとステータスインフォメーションランプを装備するとともに、本革巻ステアリングホイールにシルバーのステッチとガーニッシュが施され、マルチインフォメーションディスプレイをカラー化し、ドアアームレストとインパネのオーナメントをパールホワイトに変え、コンソールにもパールホワイトのオーナメントが施された。また、ベースグレードでは設定されていない「全方位モニター用カメラパッケージ」が特別にメーカーオプションとして設定される。
ボディカラーは、モノトーン系はベースグレードに設定されている「スターシルバーメタリック」、「クラッシーブラウンメタリック」、「ネオンブルーメタリック」、「ミッドナイトバイオレットメタリック（オプションカラー）」が未設定となる代わりに、通常は「RS」・「HYBRID RS」・「RSt」専用色の「ミネラルグレーメタリック」が特別設定され6色展開となる。メーカーオプションで設定される2トーンは「バーニングレッドパールメタリック ホワイト2トーンルーフ」が本車種専用で特別設定される。
本仕様車の発売に伴い、ベースグレードの「XGリミテッド」の仕様が変更され、ボディカラーで「XRリミテッド」の特別設定色だった「クラレットレッドメタリック」が追加され、2トーンカラーの「クラレットレッドメタリック ブラック2トーンルーフ」もメーカーオプションとして設定された。また「HYBRID ML」は2019年10月をもって廃止された。
- 2020年（令和2年）5月15日 - 一部仕様変更（2型、5月25日発売）[36]。CMキャラクターとCMソングは引き継がれた[注釈 10]。

本改良では安全装備を充実化。リヤパーキングセンサー、標識認識機能（車両進入禁止、はみ出し通行禁止、最高速度）、スイフトスポーツで先行採用された車線逸脱抑制機能が標準装備され、ガソリン・MT車を除く全車には後退時ブレーキサポートも標準装備され、既に装備済みの誤発進抑制機能は後退時にも対応。ガソリン・CVT車とマイルドハイブリッド車はACCが停車まで追従する全車速追従機能付となった。また、ブラインドスポットモニター[車線変更サポート付]と、リヤクロストラフィックアラートも標準装備された。前者は、ミリ波レーダーをACC車間距離測定用のフロントグリルに加えてリヤバンパーにも内蔵、走行中に隣接車線の後方から接近する車両を検知、検知した側のドアミラーにインジケーターを点灯してドライバーに知らせ、この状態で点灯した側にウインカーを操作するとインジケーターの点滅とブザー音でドライバーに注意を促す。後者は駐車場などで後退時に自車の後方左右から接近する車両を検知し、マルチインフォメーションディスプレイの表示とブザー音でドライバーに注意を促す。
メーカーオプションの「全方位モニター用カメラパッケージ」は全方位モニター用カメラに周囲を立体的に360°確認が可能な3Dビューが追加され、従来このパッケージに含まれていたステアリングハンズフリースイッチとフロント2ツイーター&リヤ2スピーカーは全車標準装備化された。
グレード構成が見直され、「XGリミテッド」は約1年振りに「XG」に名称が戻され、「HYBRID MGリミテッド」は装備内容を一部変更の上「HYBRID MG」に改名されてカタロググレードに昇格。ハイブリッド車の「HYBRID SL」はバンパーをエアロ形状に変更し、ルーフエンドスポイラーを追加するなどエアロパーツが装着されて「HYBRID SZ」に改名。1.2 Lガソリン車の「XL」と1.0 Lガソリン直噴ターボ車の「RSt」は廃止され、既存の「RS」・「HYBRID RS」を含めた5グレードに整理された。
外観は全車メッシュパターンに統一された新意匠のフロントメッキグリルとなり、「RS」・「HYBRID RS」・「HYBRID SZ」に採用の16インチアルミホイール（切削光輝&ブラック塗装）も新意匠に変更。特別仕様車「XRリミテッド」に設定されていたメーカーオプション「アップグレードパッケージ」はLEDサイドターンランプ付ドアミラー[リモート格納]の追加と16インチアルミホイールをシルバー塗装の新意匠への変更を受け、「XG」と「HYBRID MG」に設定された。
ボディカラーは、モノトーンは一部グレード専用色だったクラッシーブラウンメタリック、ネオンブルーメタリック、ミッドナイトバイオレットメタリック（オプションカラー）、クラレットレッドメタリックの4色を廃止して6色に整理する一方、従来は特別仕様車での設定だった2トーンルーフ仕様が新たに設定され、全グレードに「フレイムオレンジメタリック ブラック2トーンルーフ」と「ラッシュイエローメタリック シルバー2トーンルーフ（受注生産）」を、「RS」と「HYBRID RS」にはバーニングレッドパールメタリックとスピーディーブルーメタリックのブラック2トーンルーフも設定された。そのほか、マルチインフォメーションディスプレイにデジタル車速表示が追加され、従来はグレード別設定だったオートライトシステムは全車標準装備となった。
本仕様変更に際して、WLTCモード走行による排出ガス・燃料消費率（ガソリン・CVT車、マイルドハイブリッド車、ハイブリッド車はJC08モード走行による燃料消費率も併記）に対応。ガソリン・CVT車、マイルドハイブリッド車、ハイブリッド車は「平成30年排出ガス基準50 %低減レベル（☆☆☆☆）」認定、ガソリン・5MT車は「同25 %低減レベル（☆☆☆）」認定をそれぞれ取得したが、ガソリン・CVT車、マイルドハイブリッド車、ハイブリッド車はJC08モード走行時の燃料消費率が低下したため、ハイブリッド車は「2020年度燃費基準+20 %」達成、マイルドハイブリッド・2WD車は4WD車と同じ2020年度燃費基準達成、ガソリン・CVT車は平成27年度燃費基準達成となった。
- 2021年（令和3年）4月 - 仕様変更。「XG」・「RS」の2WD・5MT車を除く全車が2030年度燃費基準に対応し、「HYBRID SZ」は「2030年度燃費基準80 %達成」、「HYBRID MG」・「HYBRID RS」の2WD車は「同75 %達成」、「XG」・「RS」の2WD・CVT車と「HYBRID MG」・「HYBRID RS」の4WD車は「同70 %達成」、「XG」・「RS」の4WD・CVT車は「同65 %達成」となった[37]。
- 2022年（令和4年）9月 - 仕様変更。法規対応が実施されたほか、メーカー希望小売価格が改定となり、全てのグレードで11,000円（10%の消費税込）値上げされた。また、今回の一部改良によりハイブリッド車の「HYBRID SZ」が廃止された。
- 2023年（令和5年）1月 – 豊田通商のガーナ共和国にある車両組立会社TOYOTA TSUSHO MANUFACTURING GHANA CO. LIMITEDで2022年9月からのSKD生産開始を発表した[38]。トヨタ・ハイラックスと混流生産する。

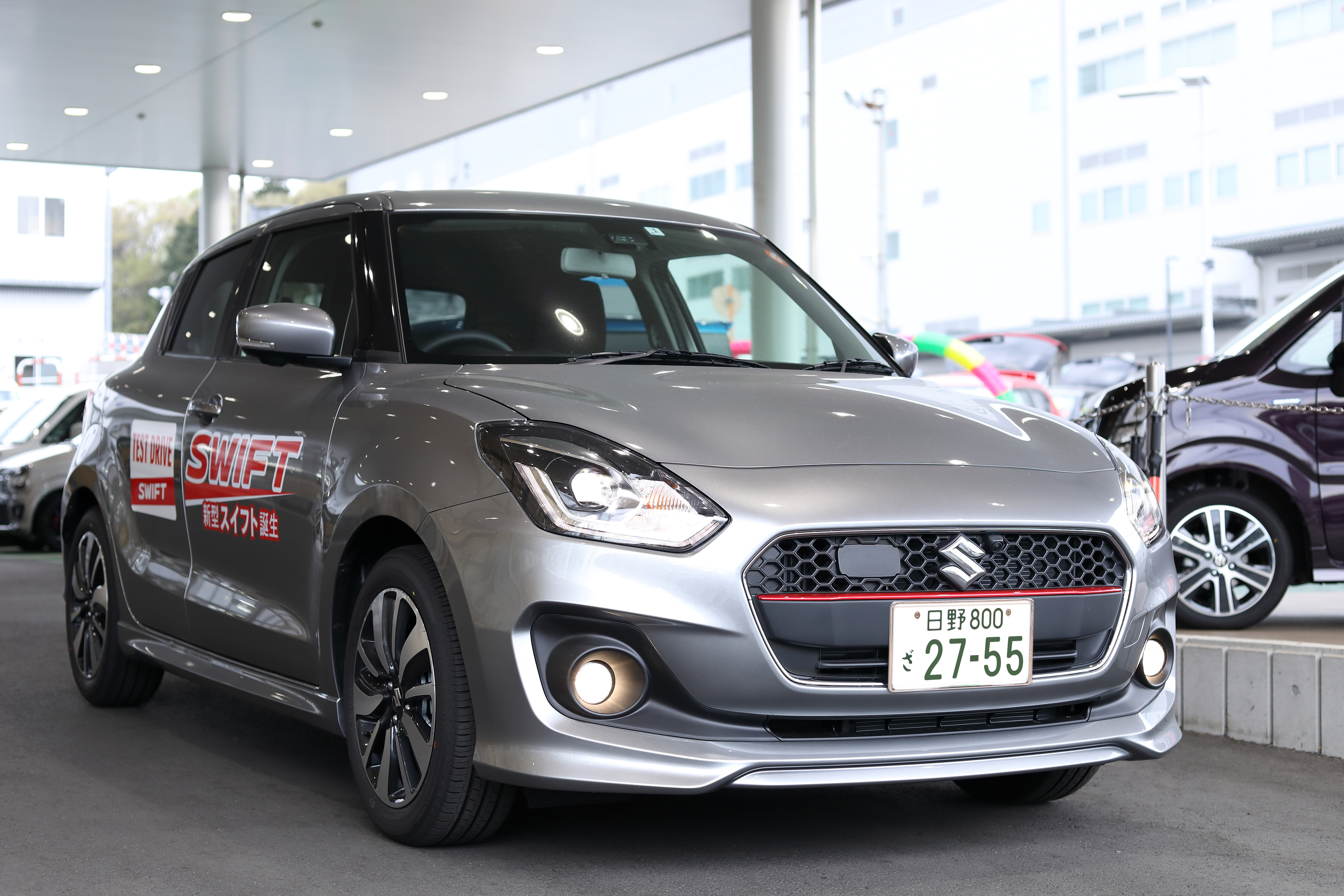
2016年12月販売型 RSt
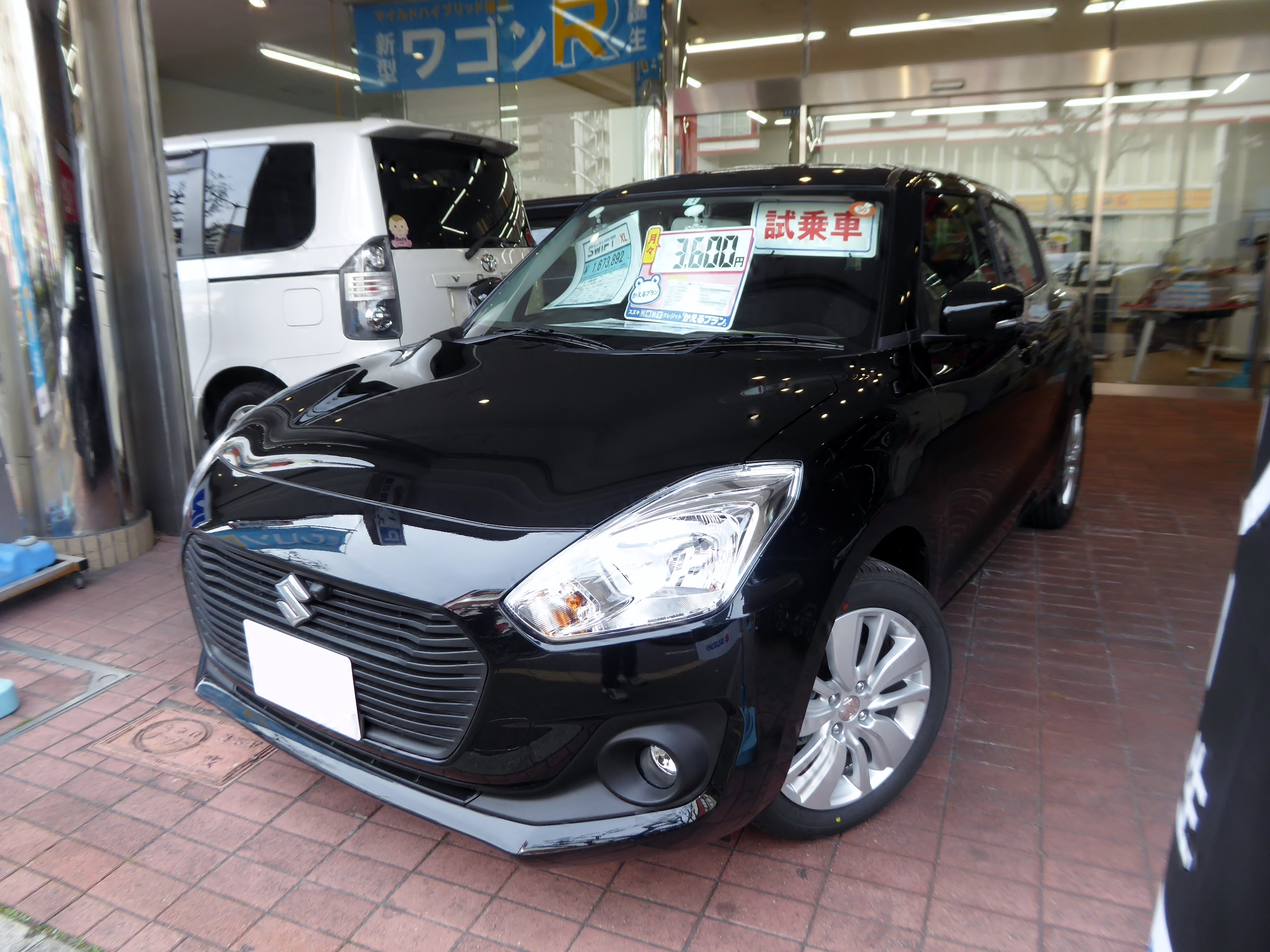
2016年12月販売型 XL
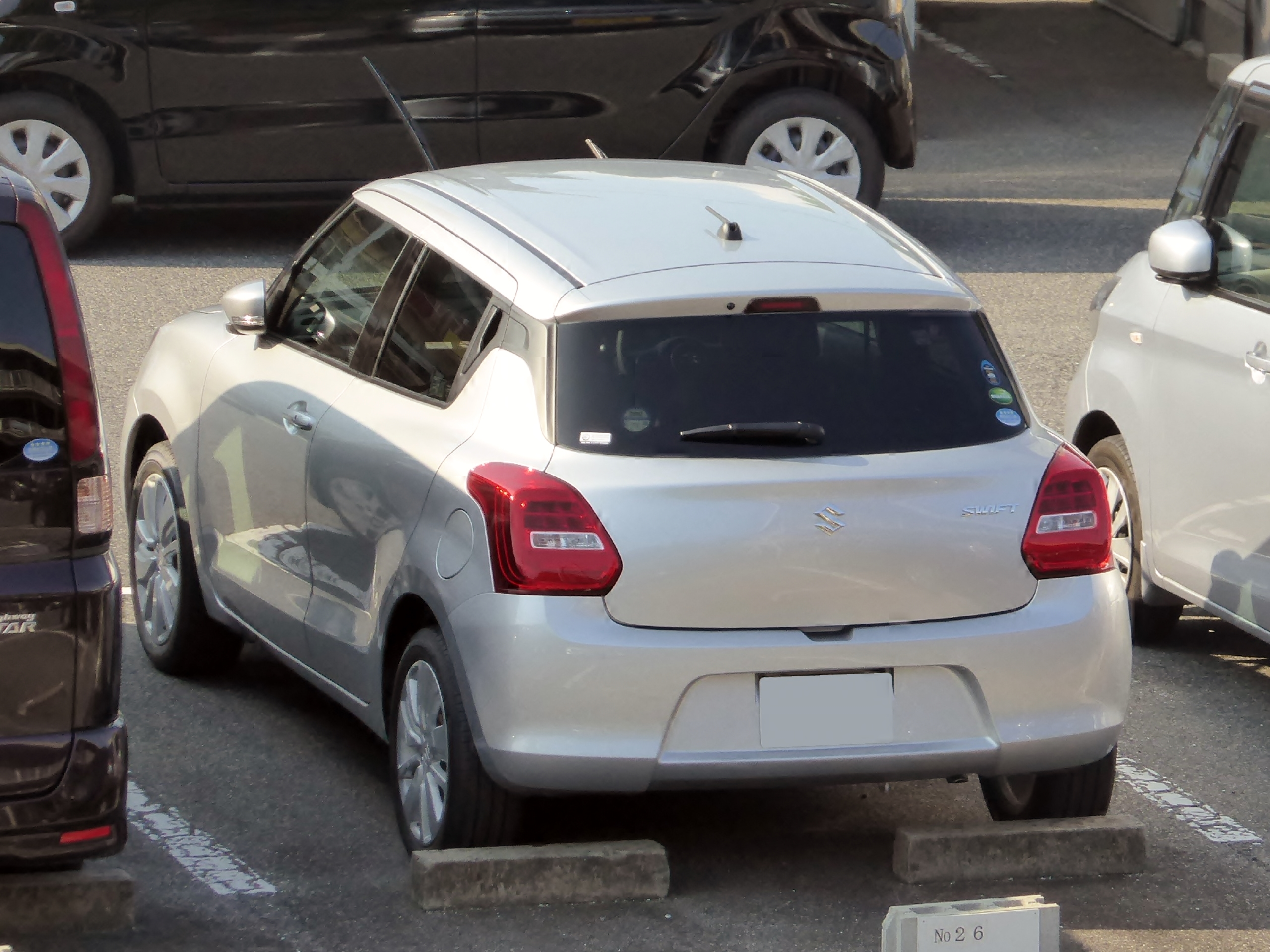
2016年12月販売型 XL リヤ
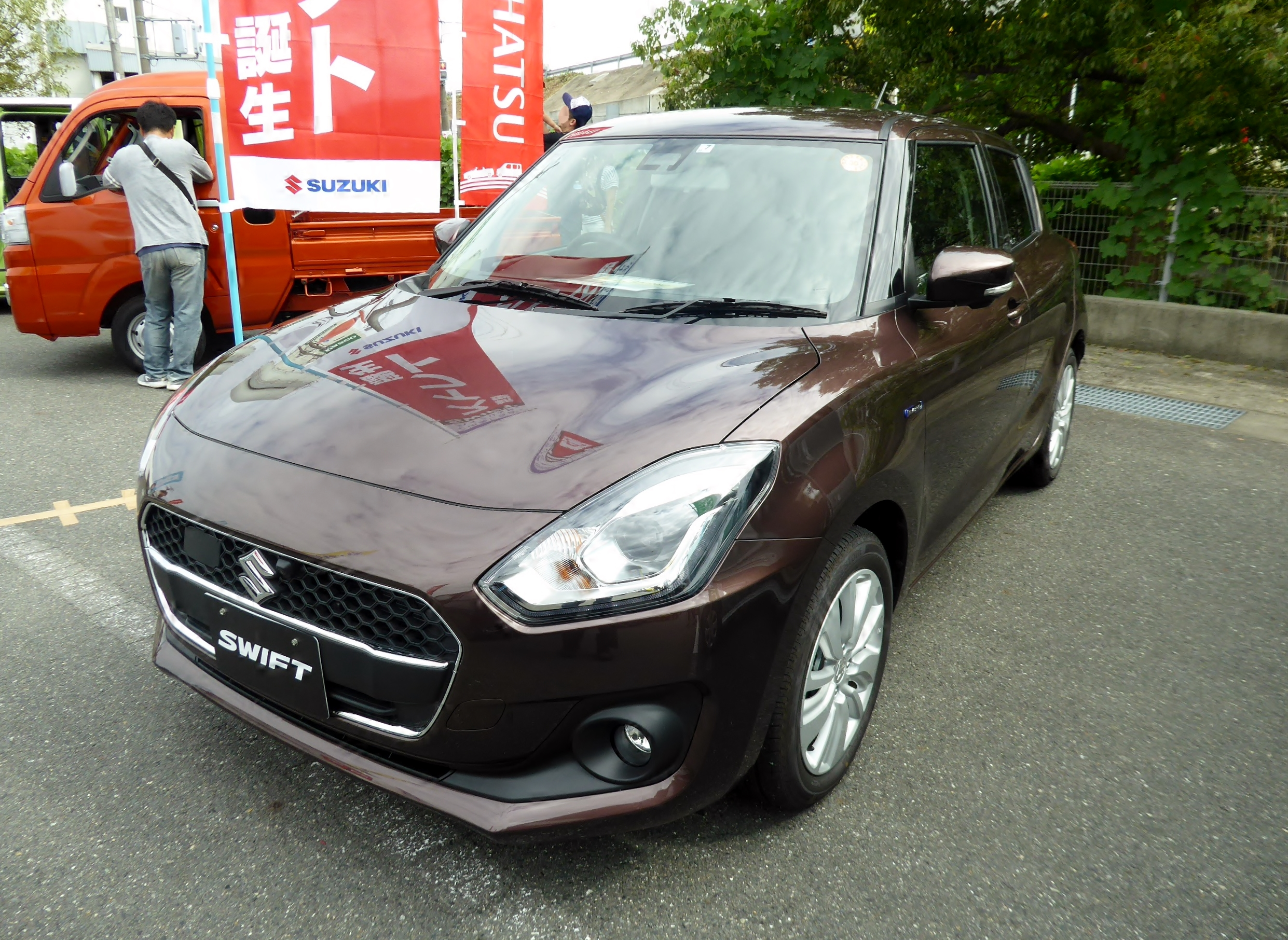
2017年7月販売型 HYBRID SL
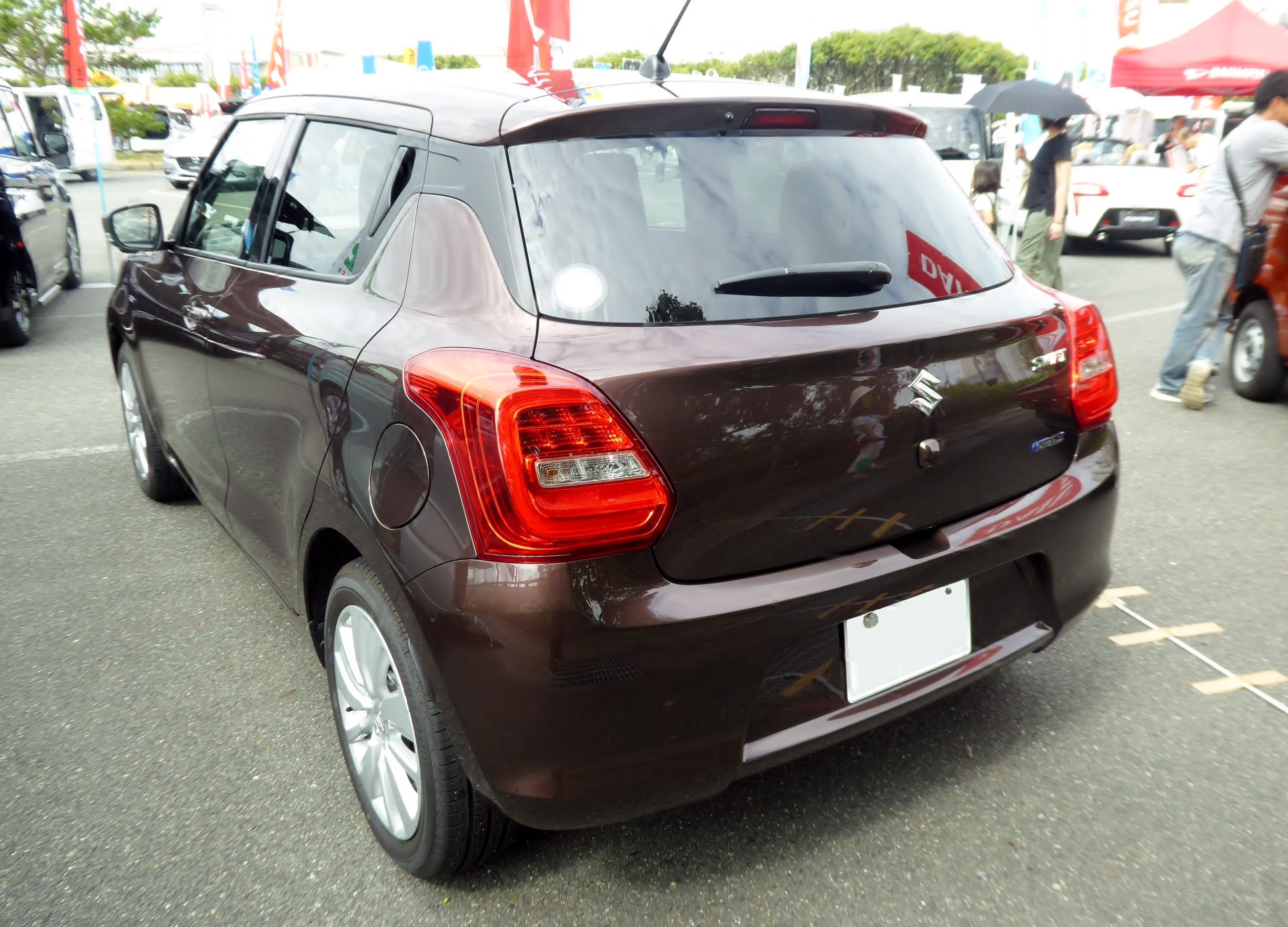
2017年7月販売型 HYBRID SL リヤ
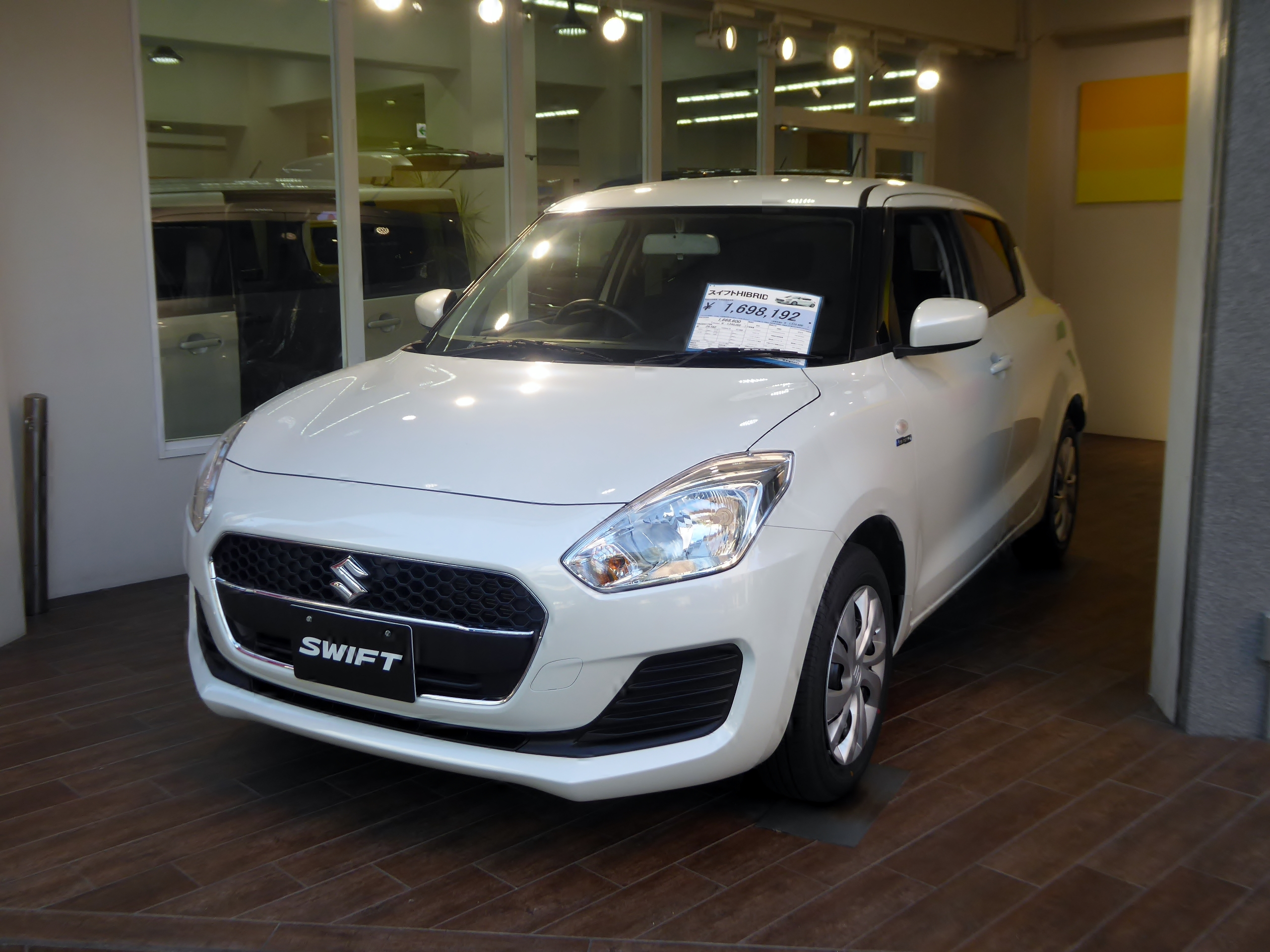
2017年7月販売型 HYBRID SG
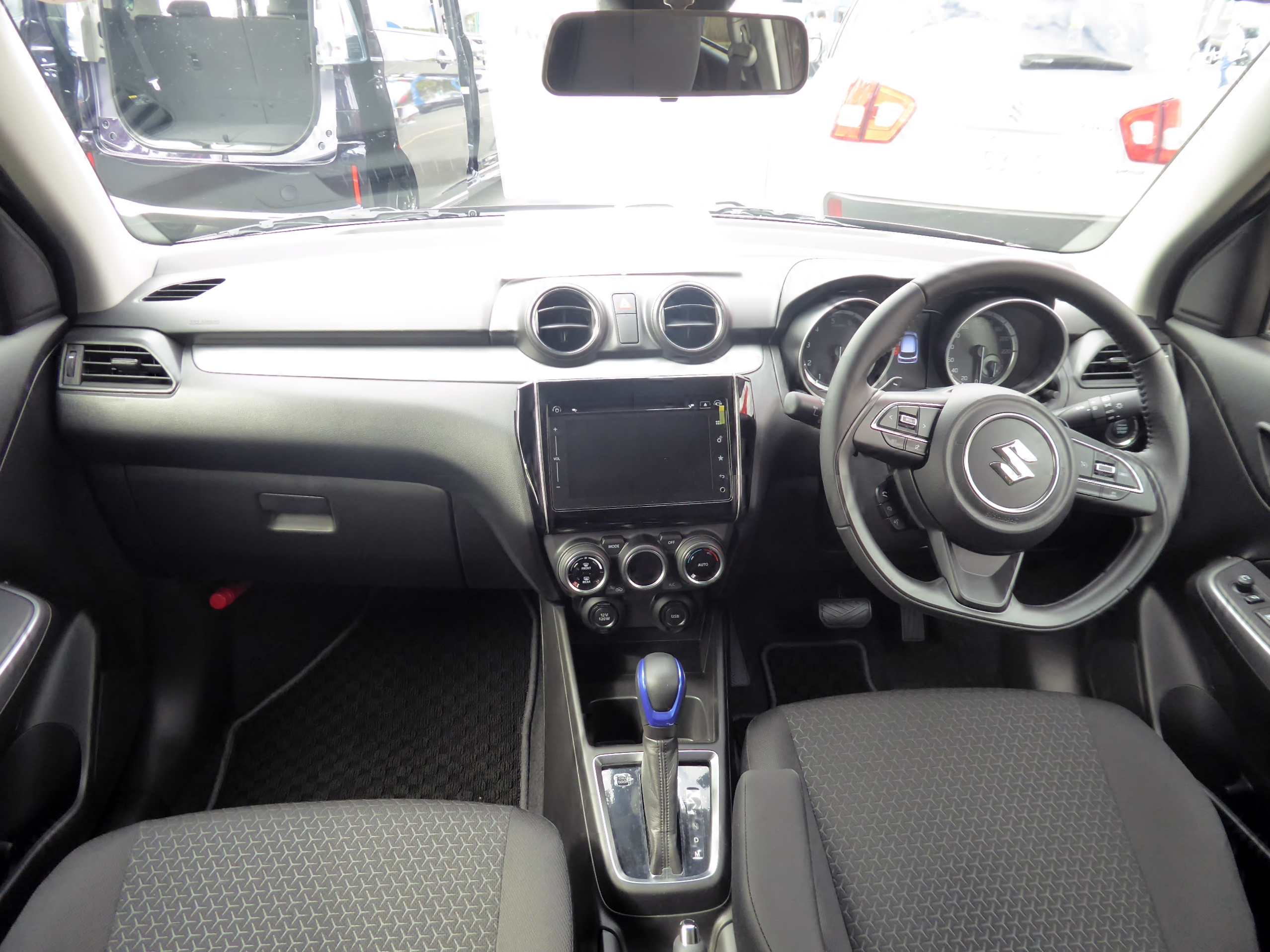
2017年7月販売型 HYBRID SL インテリア
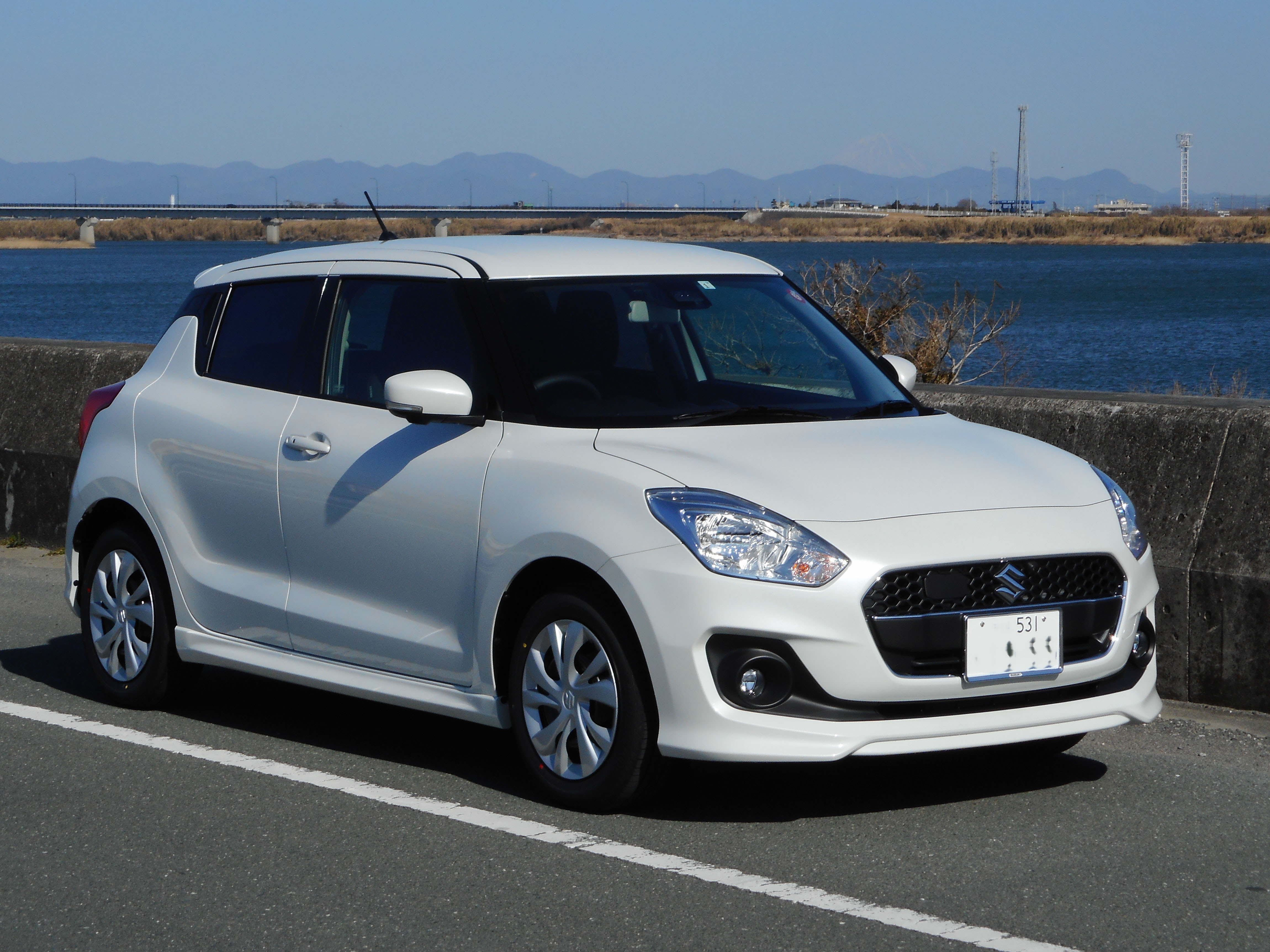
2018年10月販売型 XRリミテッド
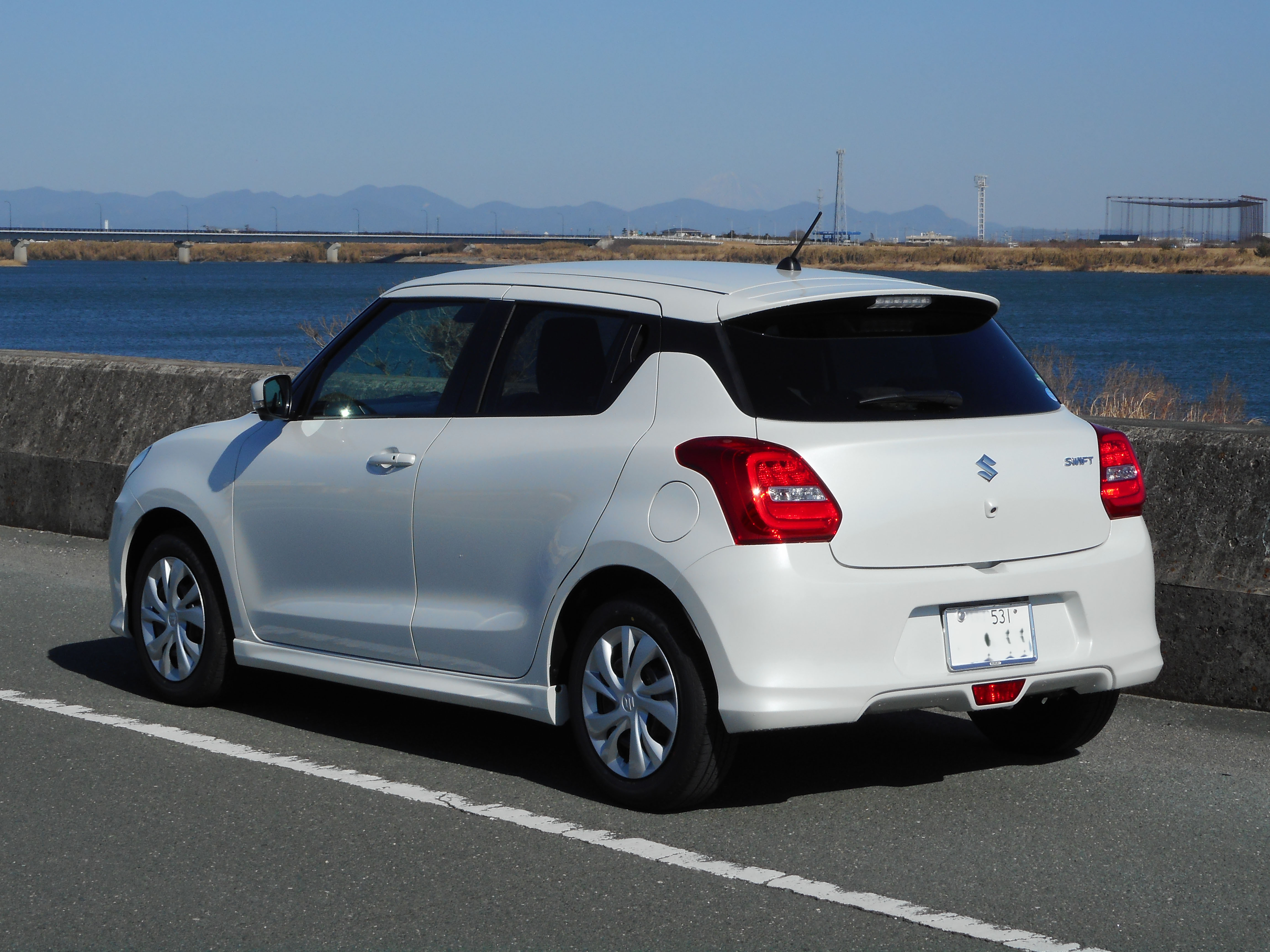
2018年10月販売型 XRリミテッド リア
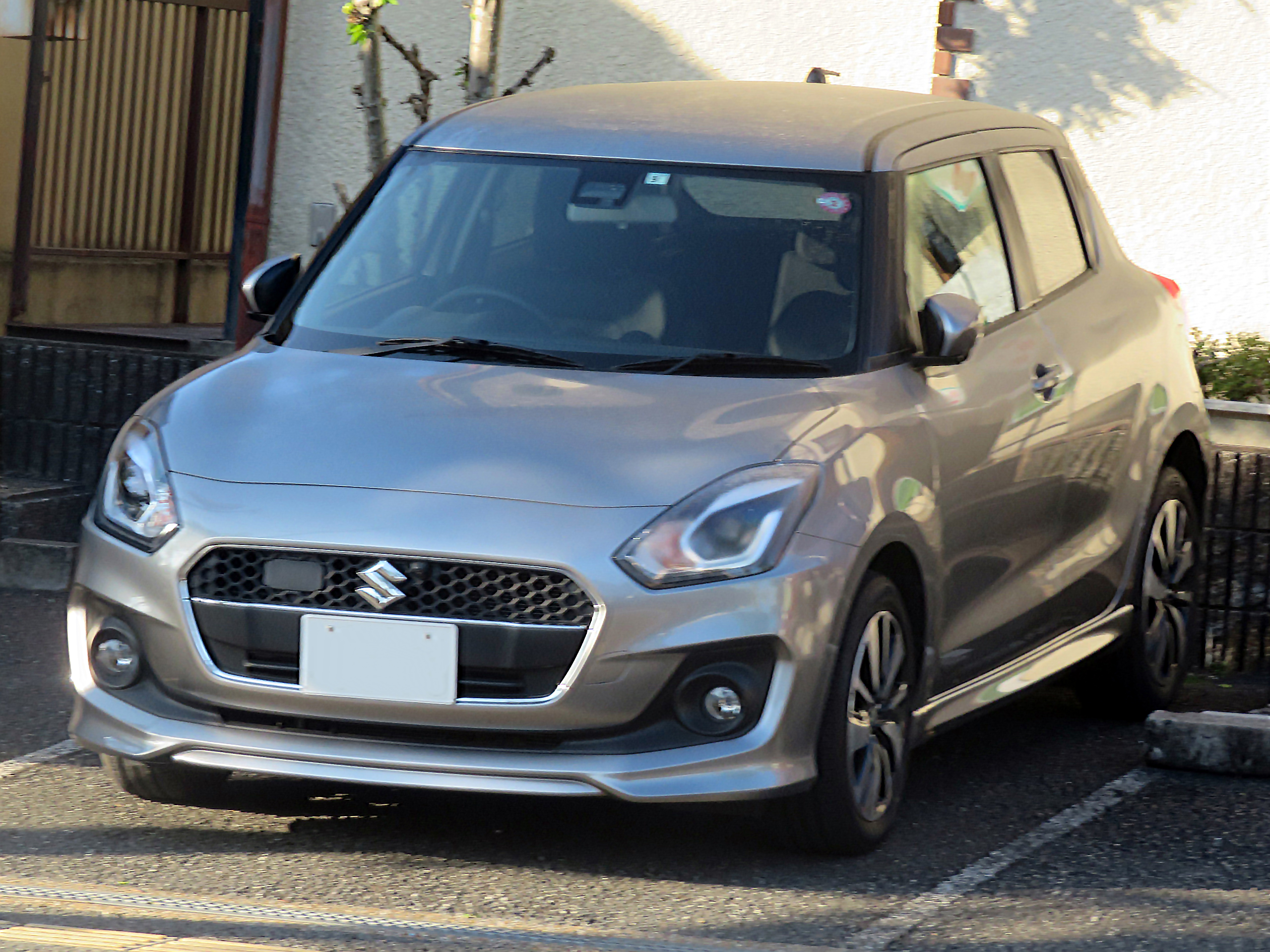
2018年10月販売型 XRリミテッド アップグレードパッケージ装着車
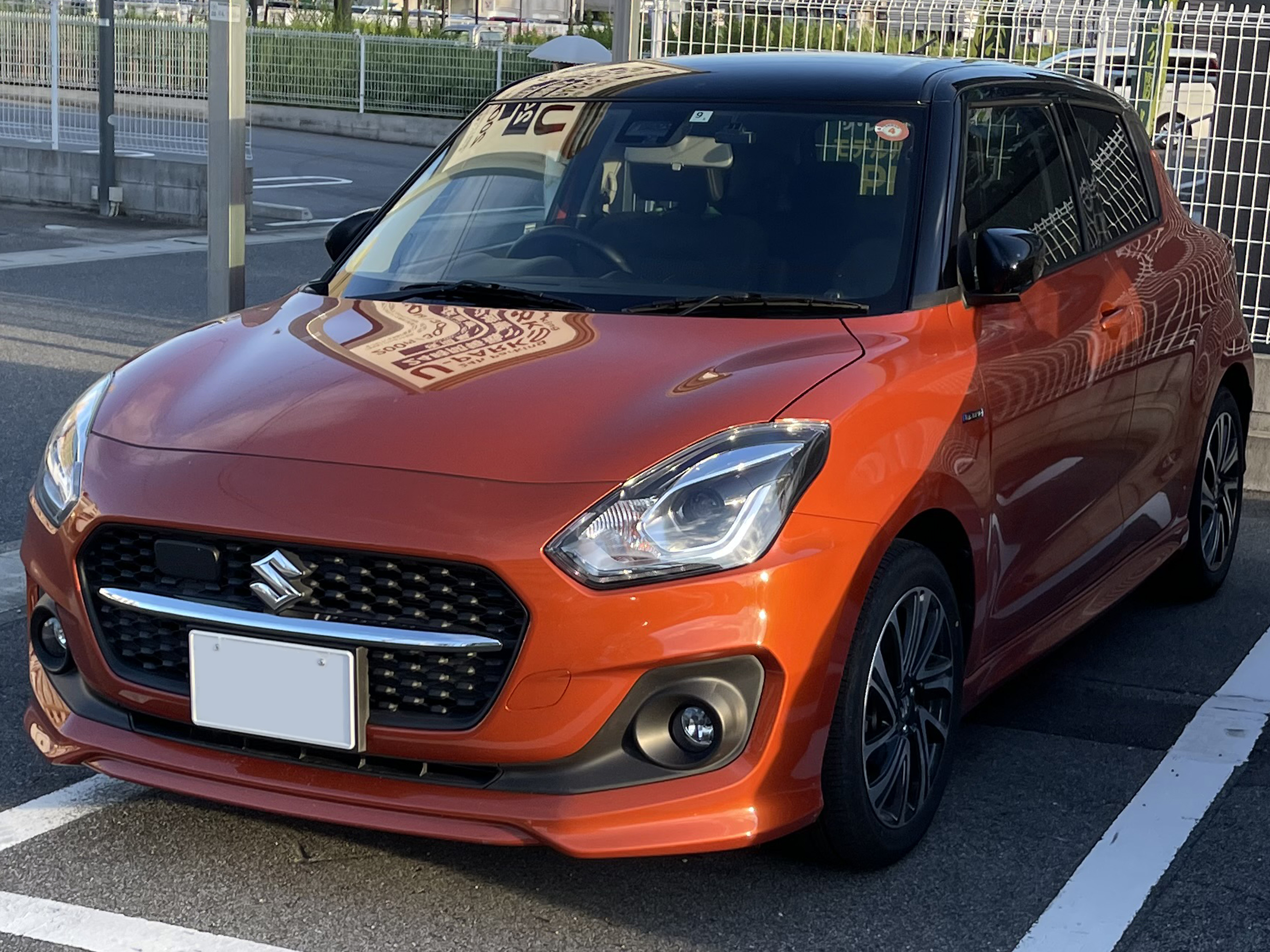
2020年5月改良型 HYBRID SZ 全方位モニター用カメラパッケージ装着車
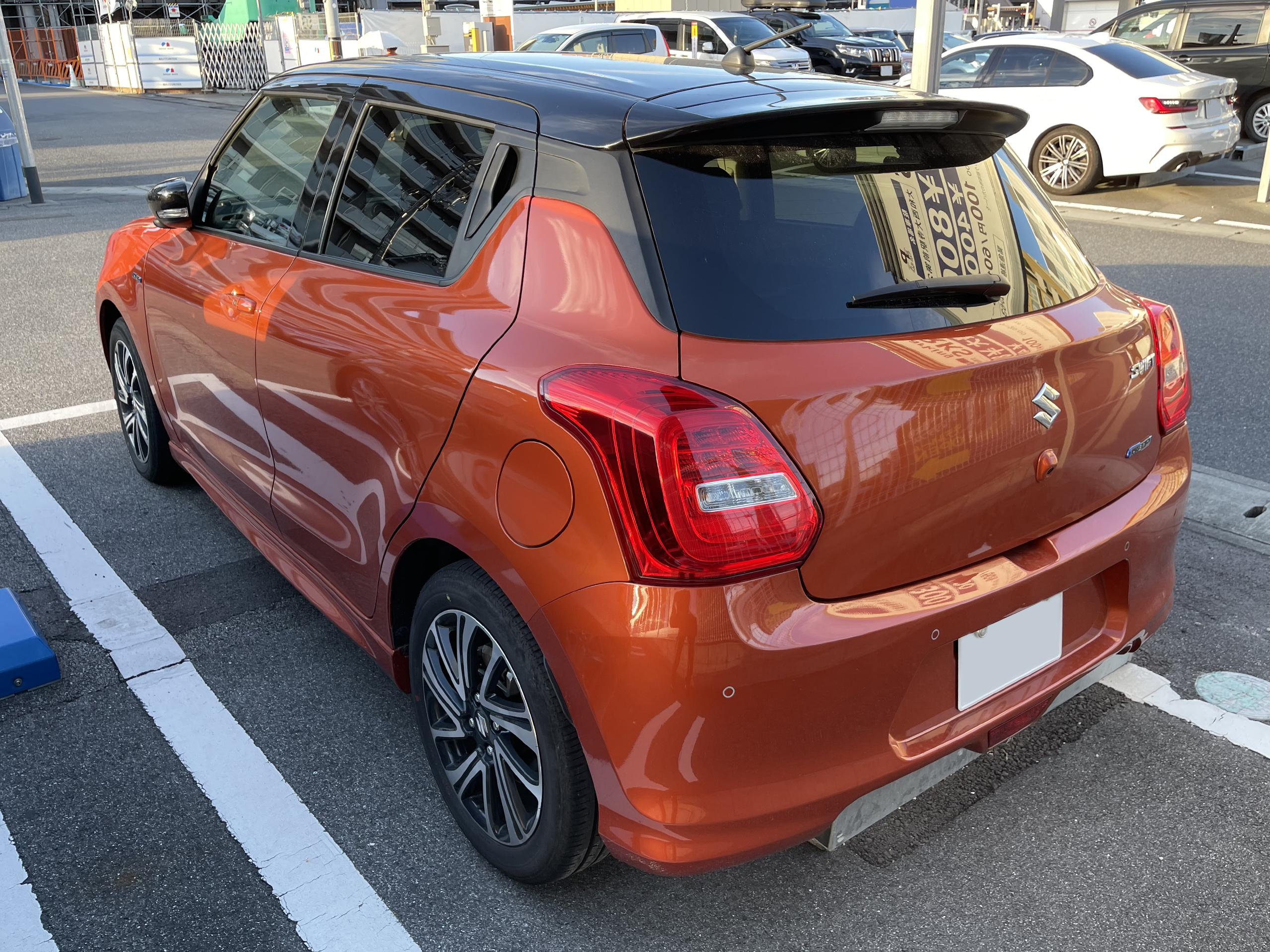
2020年5月改良型 HYBRID SZ 全方位モニター用カメラパッケージ装着車 リア
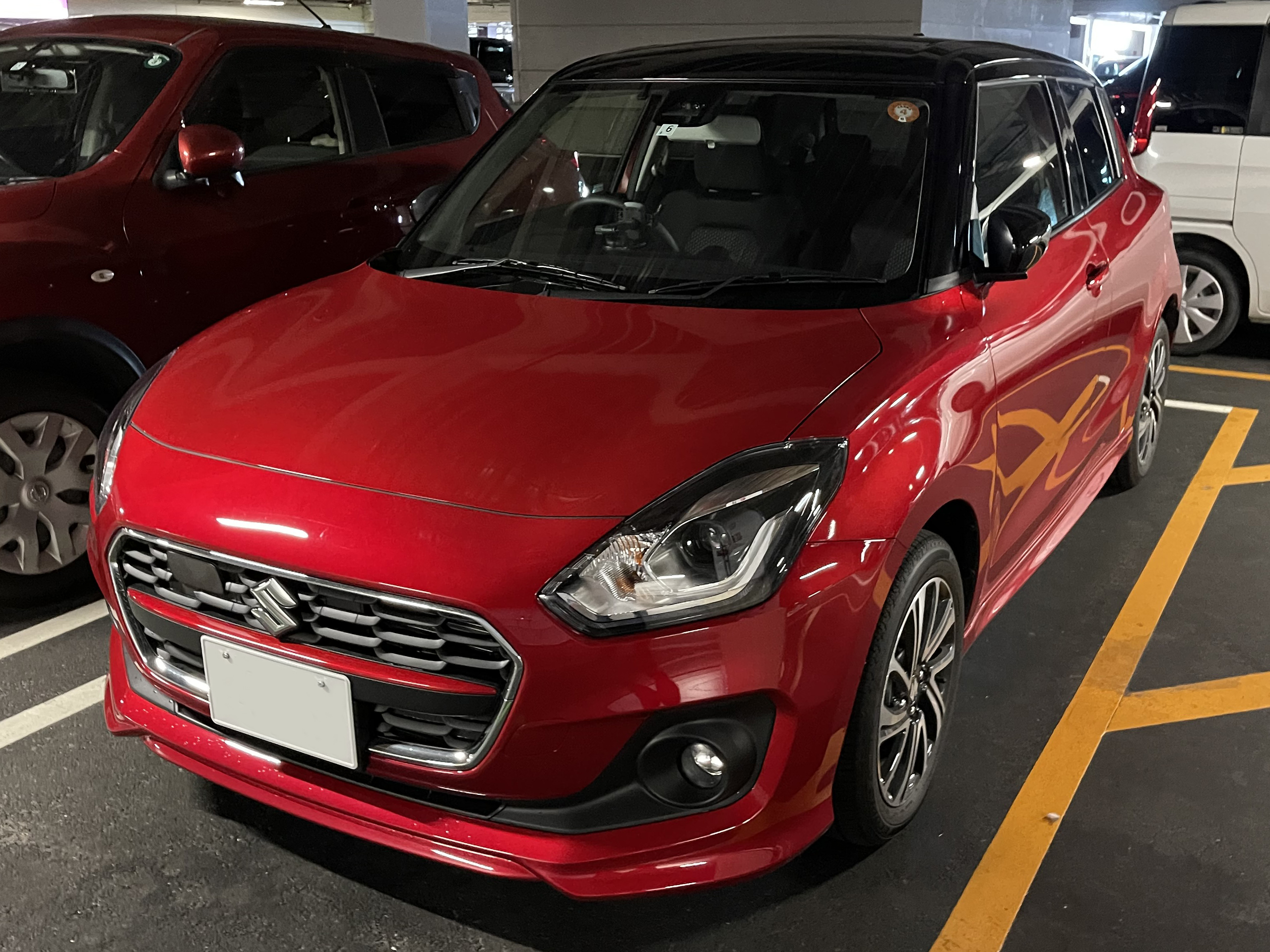
2020年5月改良型 RS
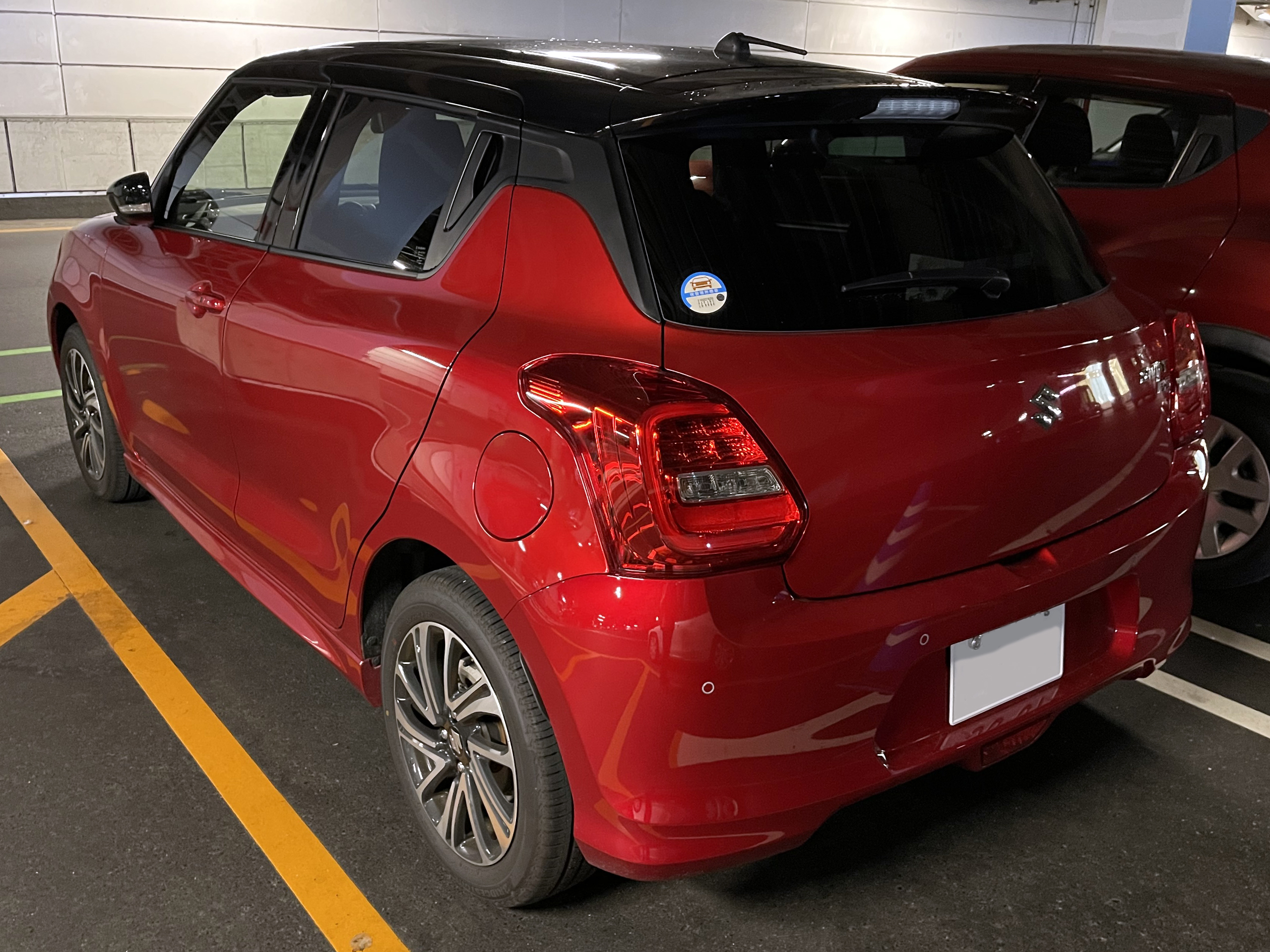
2020年5月改良型 RS リア
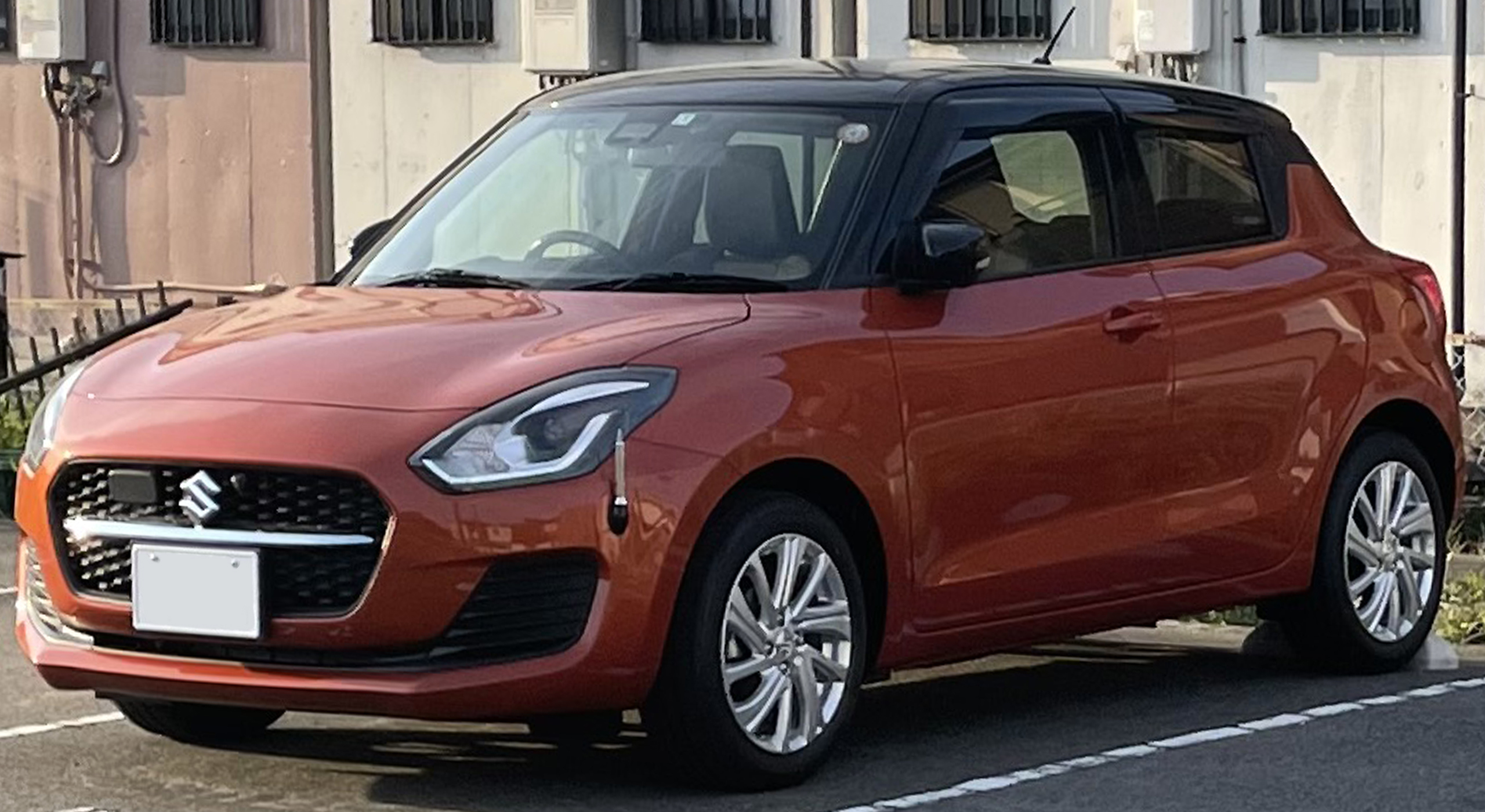
2020年5月改良型 XG アップグレードパッケージ装着車両

## 4代目 ZCDDS系（2023年 - ）
- 2023年（令和5年）
  - 10月3日 - ジャパンモビリティショー2023の出品概要の中で、コンセプトモデルとなる「スイフト コンセプト」を参考出品車として世界初披露されることが発表される[39]。
  - 11月4日 - 3代目スペーシアと共に先行情報サイトが公開され、先行商談も開始された[40]。
  - 12月6日 - フルモデルチェンジを公式発表（CVT車は12月13日、5MT車は2024年1月17日に順次発売）[41]。

グレード体系はZC13S系の「RS」・「HYBRID RS」が廃止され、ガソリン車はZC13S系からグレード名を踏襲して「XG」のみに、マイルドハイブリッド車はグレード名を刷新して「HYBRID MX」と「HYBRID MZ」の2グレードとなった。トランスミッションは5MTとCVTの2種類が用意されるが、5MTはZC13S系の「XG」の2WD車から日本国内でのスズキ製マイルドハイブリッド車で初となる「HYBRID MX」の2WD車での設定に移行された。
パワートレインはエンジンが刷新され、1.2L・直列3気筒の高効率エンジンであるZ12E型へ換装。CVTは低剛性ダンパーを採用して軽量化された新型となった。これらにより燃料消費率がZC13S系から改善され、「HYBRID MX」の2WD・5MT車は「2030年度燃費基準90 %達成」、「HYBRID MX」の2WD・CVT車と「HYBRID MZ」の2WD車は「同85 %達成」、「HYBRID MX」・「HYBRID MZ」の4WD・CVT車と「XG」の2WD車は「同80 %達成」となった[42]。
「スズキ セーフティ サポート」は最新化され、衝突回避支援ブレーキは3代目スペーシアと同じ単眼カメラ&ミリ波レーダー方式の「デュアルセンサーブレーキサポートII」となり、画角や検知エリアを拡大するとともに、自転車や自動二輪車の検知に対応、交差点衝突回避支援（右左折・出合頭車両）も搭載された。標識認識機能は転回禁止と赤信号の検知にも対応し、発進お知らせ機能はZC13S系で対応していた先行車に加えて矢印信号を含む信号切り替わりにも対応。ACCはカーブ速度抑制機能・車線変更時の補助機能・接近警報機能が追加され、パーキングブレーキが電動化された「HYBRID MZ」には停止保持機能[注釈 11]も追加。併せて、ACC作動時に作動可能で、走行中の区画線を検知してステアリングに力を与えることで区画線中央付近の走行維持をサポートする車線維持支援機能も搭載。ZC13S系に搭載されたパーキングセンサーはフロントバンパーにも超音波センサーが内蔵されたことで後方に加えて前方にも対応し、CVT車に装備されている後退時ブレーキサポートも低速時ブレーキサポート（前進・後退）へ強化された。「HYBRID MZ」にはミリ波レーダーと単眼カメラで車両（前方・対向）や街灯などの明るさを認識して照射範囲や明るさをコントロールするアダプティブハイビームシステムも装備された。
外観はフロントグリルが大きなハニカムメッシュデザインのピアノブラック調となり、フロントのSマークエンブレムはグリル外のミリ波レーダーの真上に移動。リアドアのアウタードアハンドルはZC72S系以来となるボディ上に戻された。ボディカラーは、モノトーンはZC13S系（2022年9月の一部仕様変更以降）からバーニングレッドパールメタリック（メーカーオプション）、ピュアホワイトパール（メーカーオプション）、プレミアムシルバーメタリック（メーカーオプション）、スターシルバーメタリック、スーパーブラックパールの5色を踏襲。シルバー系2色はZC13S系ではグレード別[注釈 12]設定となっていたが、全グレード共通色へ移行。ZC13S系では2トーンルーフ専用色だったフレイムオレンジパールメタリックをモノトーン専用色に移行。青系はZC13S系のスピーディーブルーメタリックから新色のフロンティアブルーパールメタリック（メーカーオプション）に、黄系は2トーンルーフ専用色のラッシュイエローメタリックから新色のクールイエローメタリックへそれぞれ差し替えとなり、キャラバンアイボリーメタリックを追加して9色に拡充。2トーンルーフ（メーカーオプション）はZC13S系では「RS」・「HYBRID RS」専用色だったバーニングレッドパールメタリック ブラック2トーンルーフのみ踏襲され、新たにフロンティアブルーパールメタリック ブラック2トーンルーフ、クールイエローメタリック ガンメタリック2トーンルーフ、ピュアホワイトパール ガンメタリック2トーンルーフが追加された。
内装はインパネとドアトリムが繋がったデザインとなり、フロントドアトリムクロスやインパネの一部が3Dテクスチャーとなり、コックピット風のレイアウトを採用。ZC13S系では2017年9月の仕様変更に伴い廃止された全方位モニター付メモリーナビゲーションのメーカーオプション設定がマイルドハイブリッド車限定で復活。9インチHDに大画面化・高解像化され、HDMI入力やドライブレコーダー連動が備わり、スズキコネクトとの連携にも対応。ドライバーモニタリングシステムが同時に装備されており、ナビゲーション右上のカメラでドライバーの顔を認識して眠気・居眠り・脇見のいずれかに該当するとシステムが判断した場合には室内ブザー音とメーター内表示によって警報を出して注意を促す。また、スズキ車で初となる9インチのディスプレイオーディオも同時に設定され、「HYBRID MZ」に標準装備、「XG」にメーカーオプション設定された。
- 2024年（令和6年）
  - 5月9日 - 現地子会社であるマルチ・スズキ・インディア社が販売するインド仕様車をZC13S系にフルモデルチェンジ[43]。

日本仕様車同様にエンジンがZ型へ換装され、エアバッグを6つに増強、ESPやヒルホールドコントロールが装備された。また、ボディカラーはインド仕様車限定色のオレンジが追加されたほか、3色の2トーンカラーもオプションで設定された。
  - 11月12日 - 「2025年次 RJCカー・オブ・ザ・イヤー」を受賞したことを発表。これにより、「RJCカー・オブ・ザ・イヤー」では希有となる4代連続での受賞となった[44]。
  - 12月14日 - クールイエローメタリック ガンメタリック2トーンルーフ（ext）／ブラック×ライトグレー（int）の組み合わせがオートカラーアウォード2024で特別賞を受賞[45]。

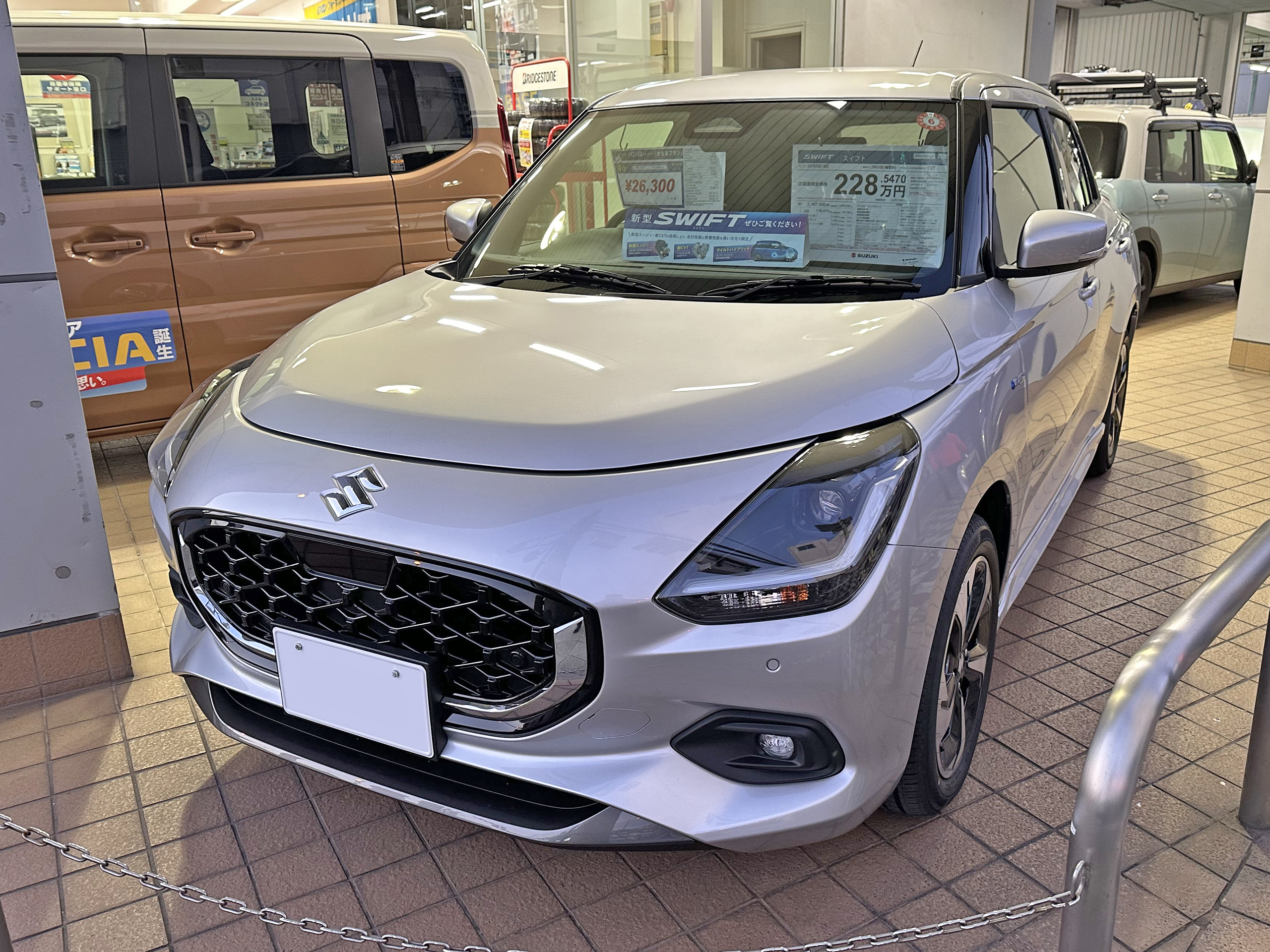
HYBRID MZ フロント
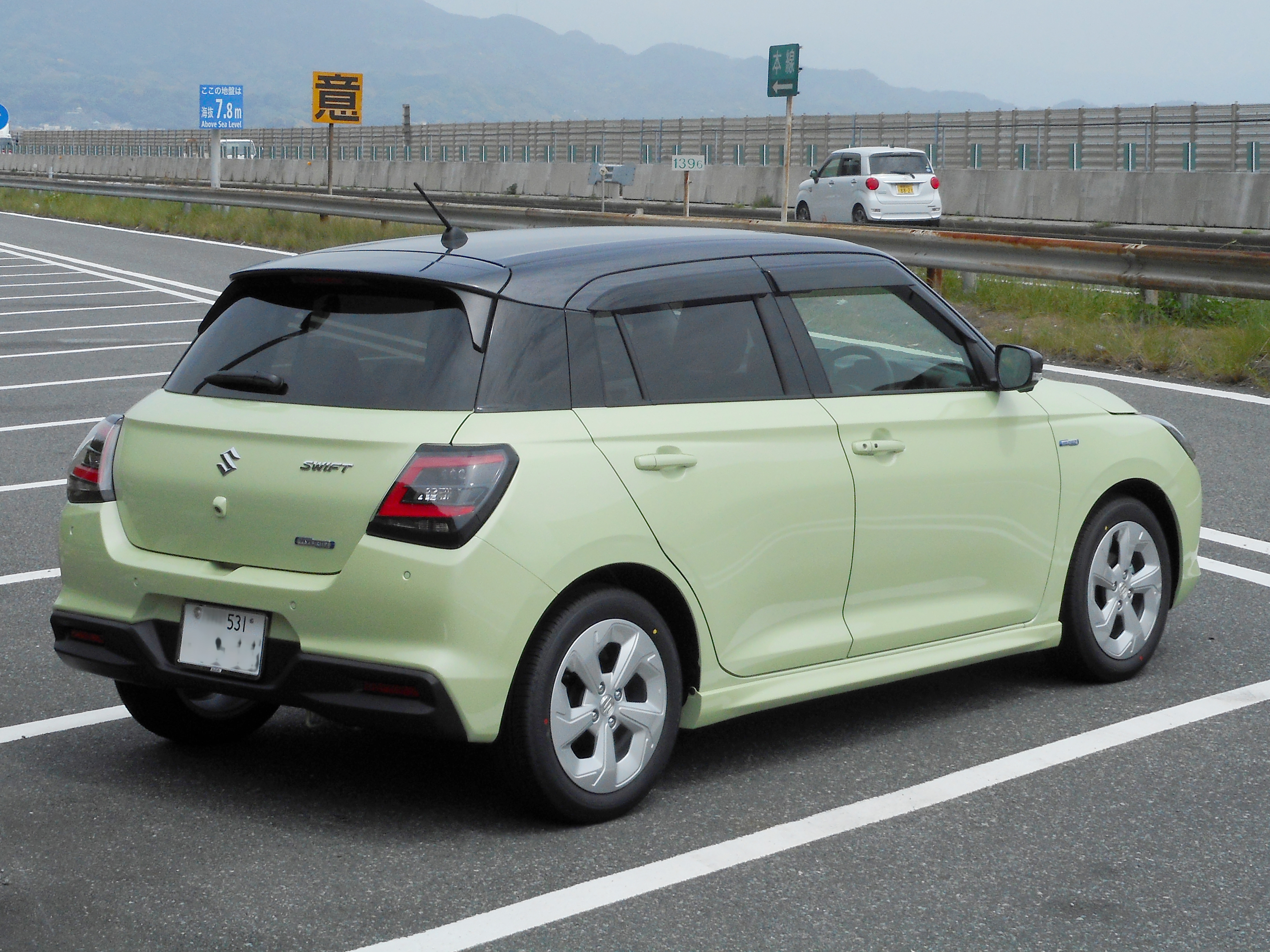
HYBRID MX リア
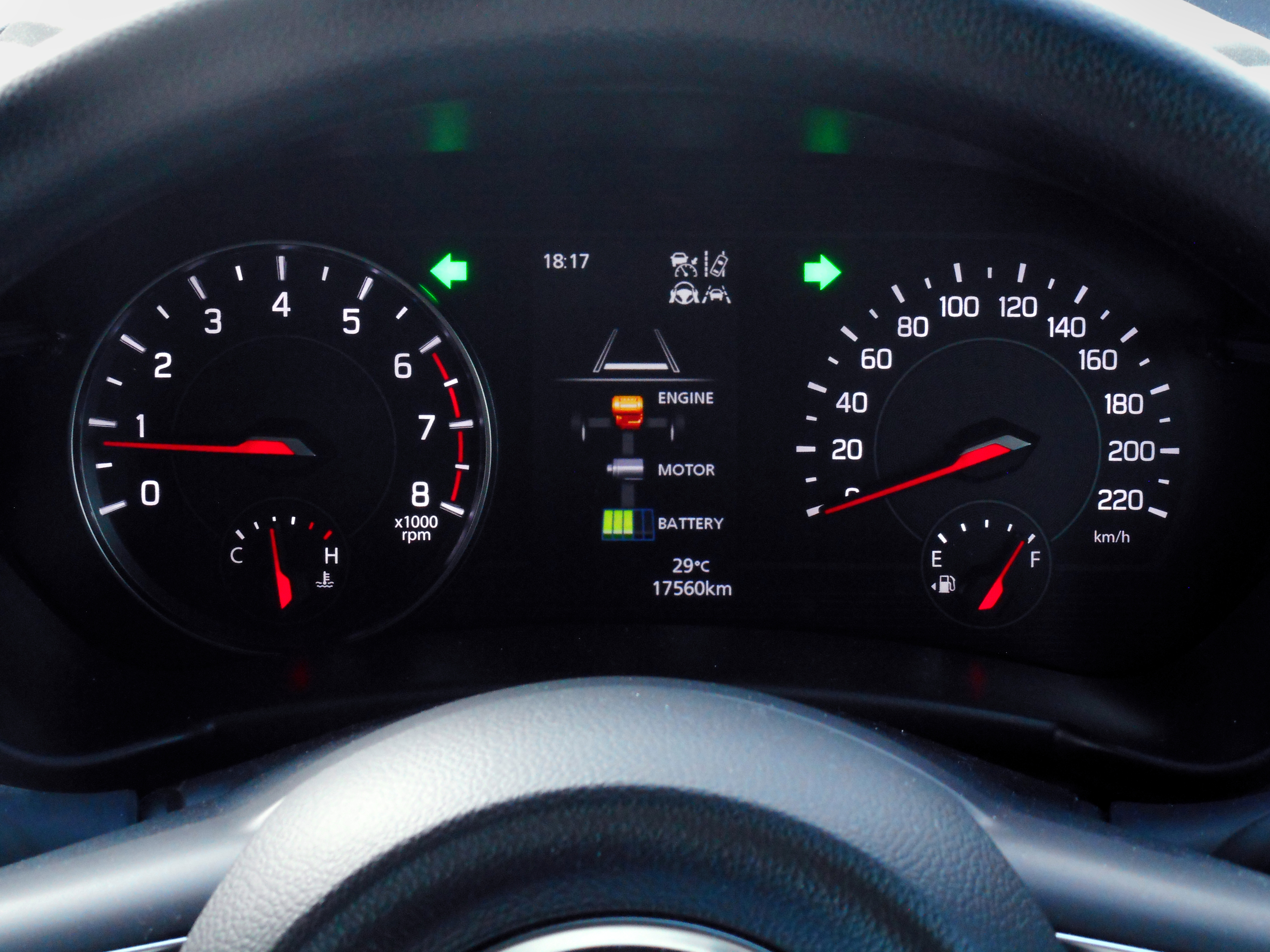
HYBRID MX メーターパネル
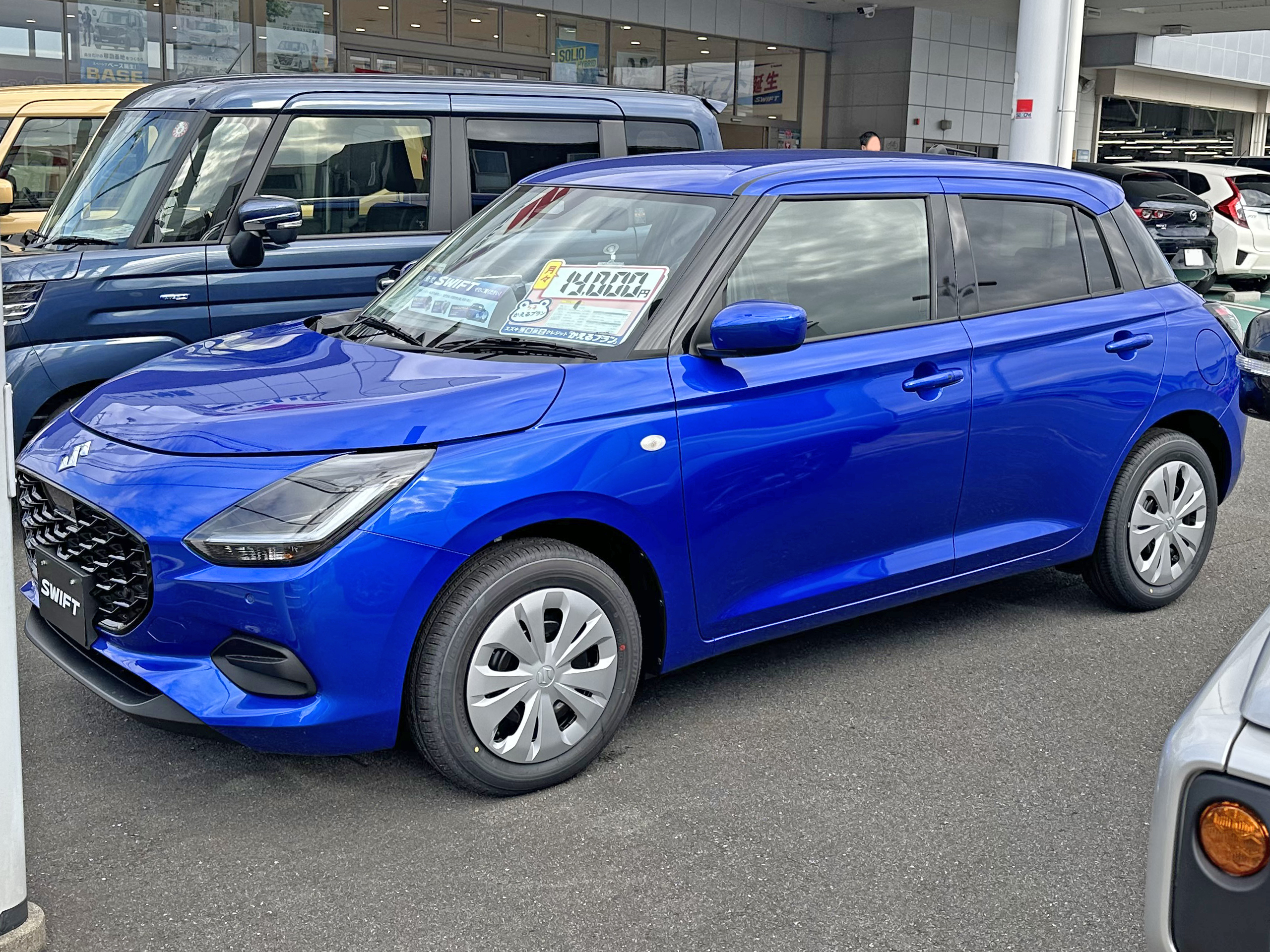
XG 2WD
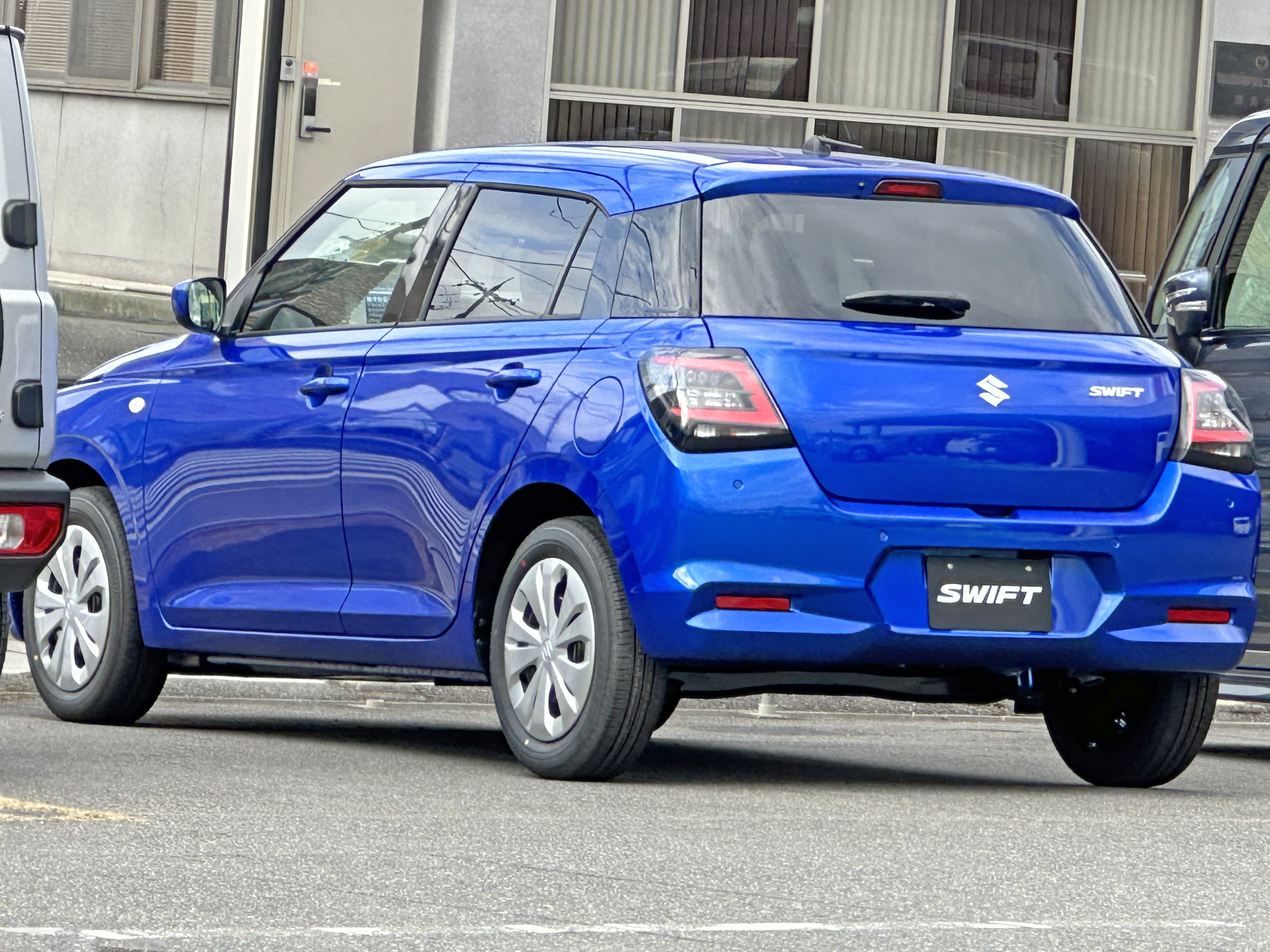
XG 2WD リア
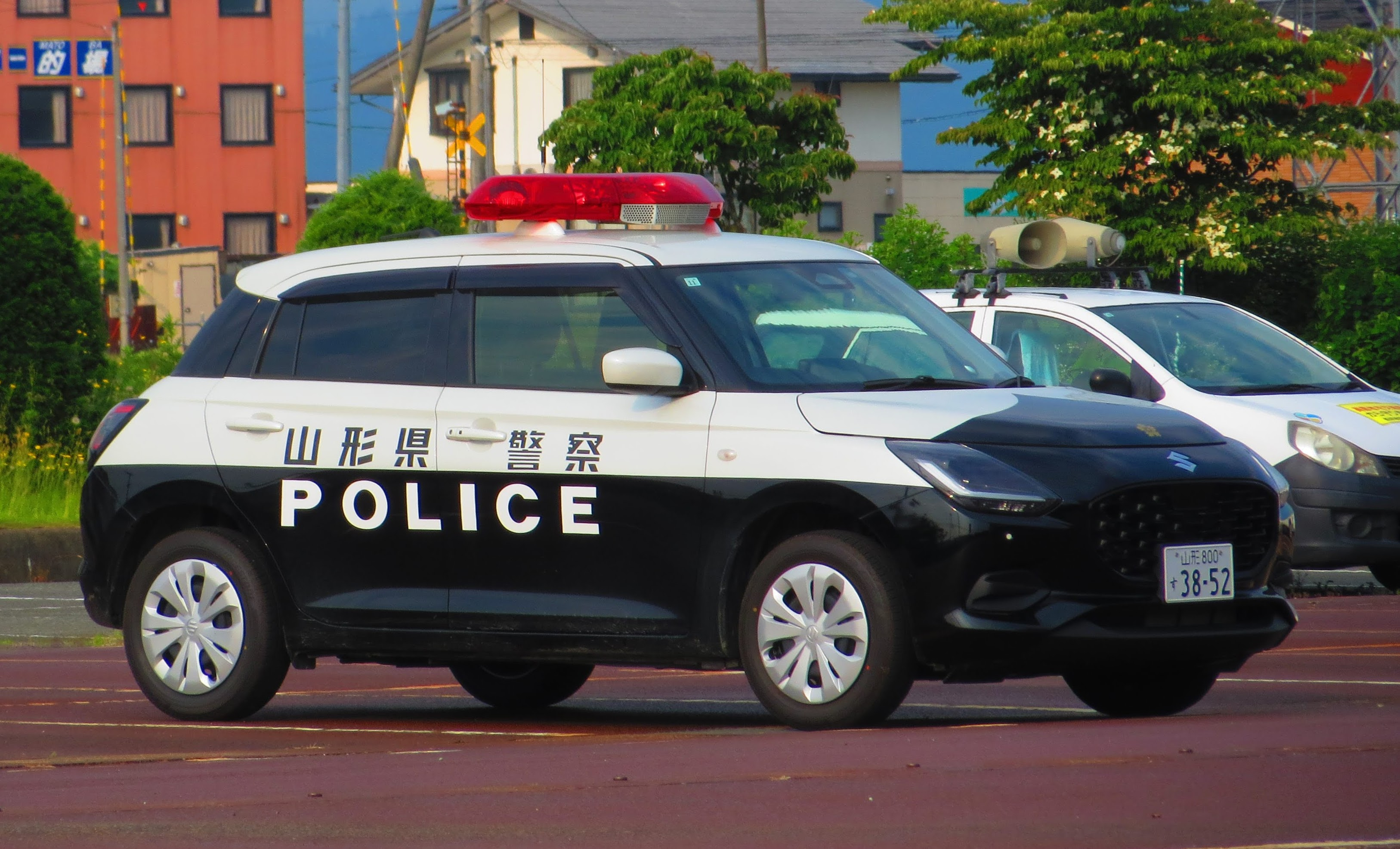
パトロールカー 山形県警察
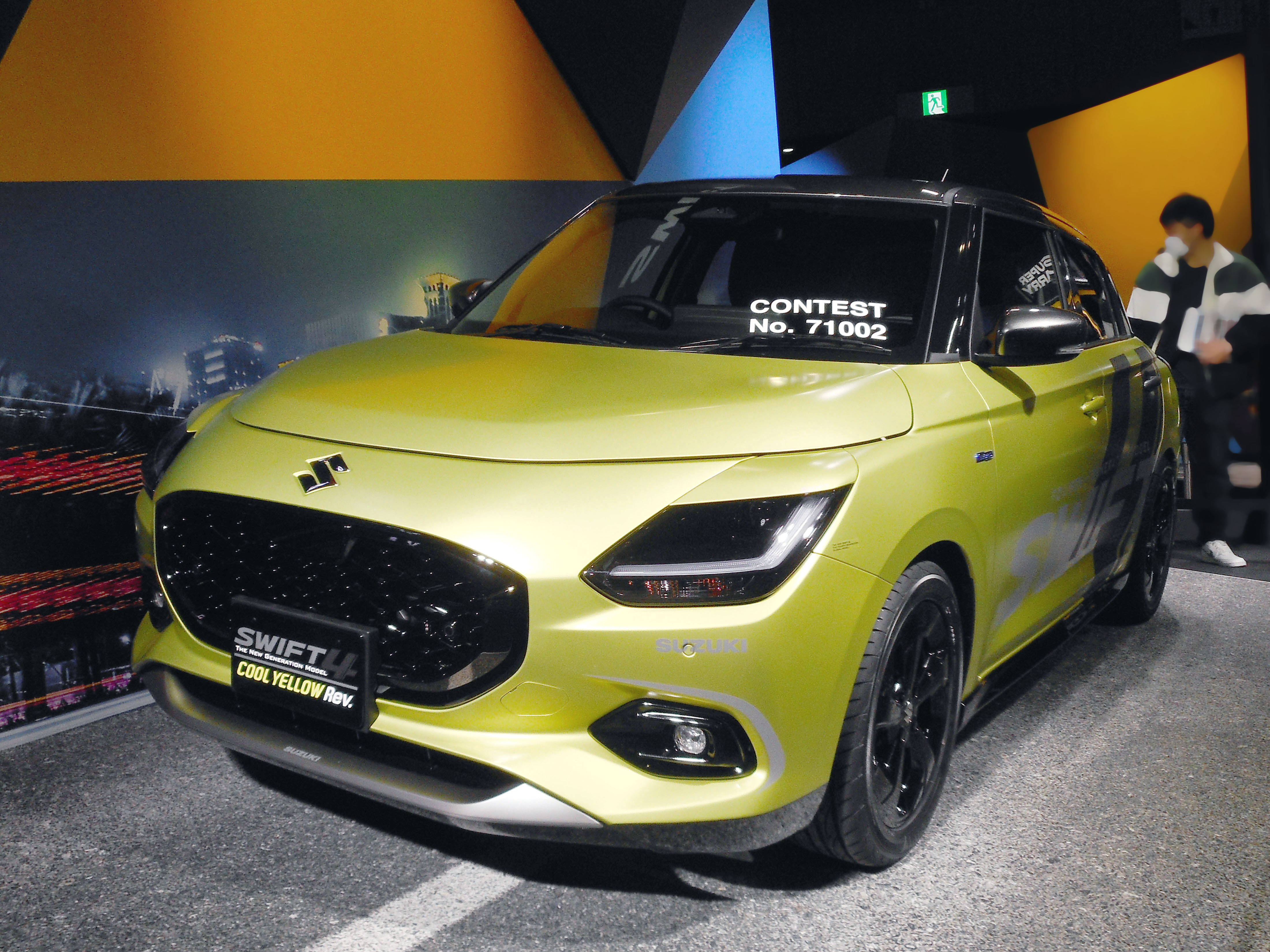
クールイエローレヴ(東京オートサロン出展車) フロント
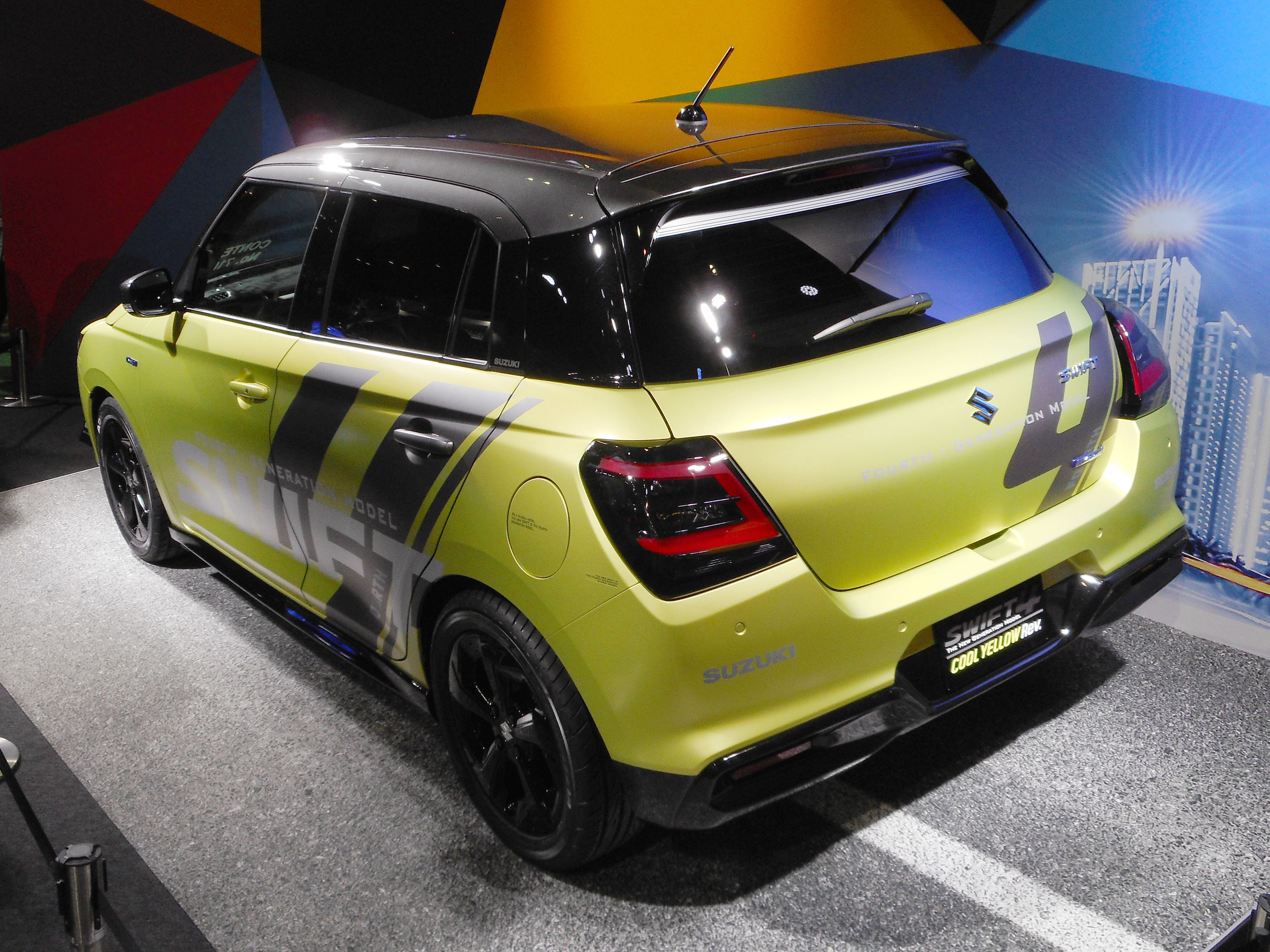
クールイエローレヴ(東京オートサロン出展車) リア

## スズキ・スイフトスポーツ

### ZC31S型
- 2005年（平成17年）9月15日 - フルモデルチェンジ（MT車は遅れて10月28日発売）

ジュニア世界ラリー選手権と同排気量の1.6 L（M16A型、1,586 cc・ハイオク仕様）のエンジンに換装され、トランスミッションはHT81S型の5速MTのみから4速ATも選択可能となった。HT81S型は3ドアのみの設定だったが、ZC31S型の日本仕様は標準型のスイフトと同じく5ドアのみの設定となった。なお、欧州では3ドアのラインナップも存在する。
エンジンはHT81S型と同様に鍛造ピストンの採用や高圧縮化などの専用チューニングを受け、さらに電子制御スロットルを用いたドライブ・バイ・ワイヤを採用。インテークマニホールドはベースとなった標準型スイフトや先代スイフトスポーツでは樹脂製の物を採用しているが、このモデルでは製造コストがかかるアルミ製の物を新設計して採用。
ボディはZC11S系スイフトをベースとして、2本出しの大容量マフラーを採用するため、フロア後部を専用設計するとともに、リヤサスペンション取付部の剛性を向上。ダンパーはテネコ社製の<モンロー>を採用し、バネレートは標準車比で20%向上させ、ブッシュの剛性を上げた事などにより総合的にロール剛性を標準車比で約20%向上させた。ハブは標準型スイフトの4穴・PCD100から5穴・PCD114.3へと変更しホイールの取付剛性を向上。ブレーキはリヤブレーキのディスク化（4輪ディスク化、標準型のリヤはドラム）を施し、前後ともに15インチの大径ディスクローターを採用したうえでさらにフロントのディスクローターをインナーハット構造（逆ベンチローターやDAVローターとも呼ばれる構造）に変更し冷却性能を向上させるなど各部の改良が行われた。エクステリアは空力を考慮したデザインの専用エアロパーツ一式や専用テールランプユニットを装着。
インテリアは、センターポジションが分かりやすいように専用設計された本革巻きステアリングホイール、ステンレス製ペダルプレート、220 km/hスケールの専用スピードメーター、クロームメッキ3連メーターリングなどを全車標準装備し、各部に赤色を使用した内装色を採用した。先代では標準装備であったレカロシートはHIDヘッドライト、SRSサイドエアバッグとのセットオプション設定となり、オプション非装着車ではヘッドレスト一体型の専用スポーツシートを採用した。標準ではオーディオユニットレス、6スピーカーのみ装備であるが、オーディオユニットはオプションで装備可能であった。前述のとおり、この1型でも電子制御スロットルを採用しているが、ESP機能（横滑り防止機構）は設定が無い。
- 2006年（平成18年）12月6日 - 台数限定車「リミテッド」を発売。（限定1,000台）

ガンメタリック塗装の16インチアルミホイール、車体色と同色のフロントバンパーとサイドスポイラーを採用した外観、アルカンターラと本革を組み合わせたレカロシートなどを装備。
- 2007年（平成19年）
  - 5月24日 - 一部改良（2型）。

5速MT車は1速 → 2速をクロスレシオ化（1速 3.545 → 3.250）、ファイナルギア比の変更（4.235 → 4.388）、クラッチミートポイントの変更（1型より10㎜奥側に変更）、シフトノブ取付方法の変更（1型のネジ山無しの差し込み式からネジ式へ）などが行われた。また、バルブスプリングとカムシャフトの改良（1型のカムシャフトはオイル穴が太く、7,000 rpm以上での使用では強度的に問題があった）により、レッドゾーンの引き上げ（6,800 rpm → 7,200 rpm）、レブリミットの引き上げ（7,000 rpm → 7,500 rpm）が行われた。AT車は1型も2型以降も、レッドゾーン・レブリミットともに6,800 rpmであり、回転数の変更は行われなかった。また、ギア比・ファイナルギア比も1型から変更は行われなかった。
さらにMT車・AT車共通の変更点として、横滑り防止機構である「ESP」の全車標準搭載、サスペンションのチューニング（フロントロアアーム後ろ側のブッシュ硬度変更、欧州仕様ショックアブソーバー採用（伸び側減衰力を10 %アップ））、LEDサイドターンランプ付ドアミラーの採用（ボディのサイドターンランプは廃止）、内装変更（ドアハンドルのトリムが赤→黒、メーカーオプションのレカロシート色が赤黒基調→黒グレー基調）、後席シートの折りたたみ機構変更（タンブルフォールディング→シングルフォールディング）、ラゲッジボード追加（これにより後席と床との段差をサブトランクとして使用することが可能）、平均燃費表示機能の追加などが行われている。ボディカラーでは「シルキーシルバーメタリック」を新設定。替わりに「パールメタリックカシミールブルー」を廃止。
OBD2 接続に関して、1型では汎用性が高い一般的なプロトコルを使用しており、OBD2カプラーのポン付けにより社外メーカーのOBD2製品が使用可能であったが、この2型では当時（2007年～2009年頃）にスズキが採用していた独自の特殊なプロトコルへと変更になった。そのため2型ではほとんどの社外メーカーのODB2接続パーツが接続不可能になった。
  - 12月5日 - 特別仕様車「Vセレクション」を発売。2007年ジュニアラリー選手権で「スイフトスーパー1600」で参戦したP-Gアンダーソン選手がドライバーズチャンピオンを獲得したことを記念したもの。ガンメタリック塗装の16インチアルミホイール、車体同色のフロントバンパーとサイドスポイラー、アルカンターラを使用した専用スポーツシートなどを装備。
- 2008年（平成20年）12月18日 - 特別仕様車「Sリミテッド」を発売。ホワイトに塗装された専用16インチアルミホイール、車体色と同色のフロントバンパーとサイドスポイラー、アルカンターラと本革を組み合わせたレカロシート、一部をシルバーステッチで施された内装を装備。また、SRSカーテンエアバッグ・フロントシートSRSサイドエアバッグ、ディスチャージヘッドランプも装備し、安全性も向上。
- 2009年（平成21年）5月12日 - 一部改良（3型）。シートの表皮とアルミホイールのデザインなどが変更された。専用スポーツシートの表皮の一部が鮮やかな赤色からワインレッド色に変更になり、ホイールはエンケイ社製のMAT製法の物に変更され従来型よりもわずかに軽量化された。イグニッションノブを大型化して操作性を向上させ、さらにイグニッションノブの先端にカバーを取り付けた。ボディカラーは「パールメタリックカシミールブルー」を再設定させて全7色展開とした。OBD2が汎用性の高い一般的なプロトコルに戻り、社外OBD2製品の接続が容易になった。
- 2010年（平成22年）
  - 1月21日 - 特別仕様車「Fリミテッド」を発売。スズキ四輪車国内累計販売台数2,000万台達成記念仕様。

高輝度ダークシルバー塗装の16インチアルミホイール、車体色と同色のフロントバンパーとサイドスポイラー、シルバーステッチ入り専用スポーツシート、シルバーステッチ入り本革巻ステアリングホイール、シルバーステッチ入りMTシフトブーツ（5MT車）またはクロームメッキシフトリング（4AT車）、本革巻シフトノブ、金属調のアウトドアハンドル&フロントフォグランプベゼル、ディスチャージヘッドランプ（ハイ/ロービーム、オートレベリング機構付）、スモーク調のSportリヤエンブレムを装備。
  - 9月 - 「スイフト」のZC72S系へのフルモデルチェンジに伴い生産・販売終了。ZC31S型スイフトと合算した販売終了前月までの新車登録台数の累計は24万9467台[46]。

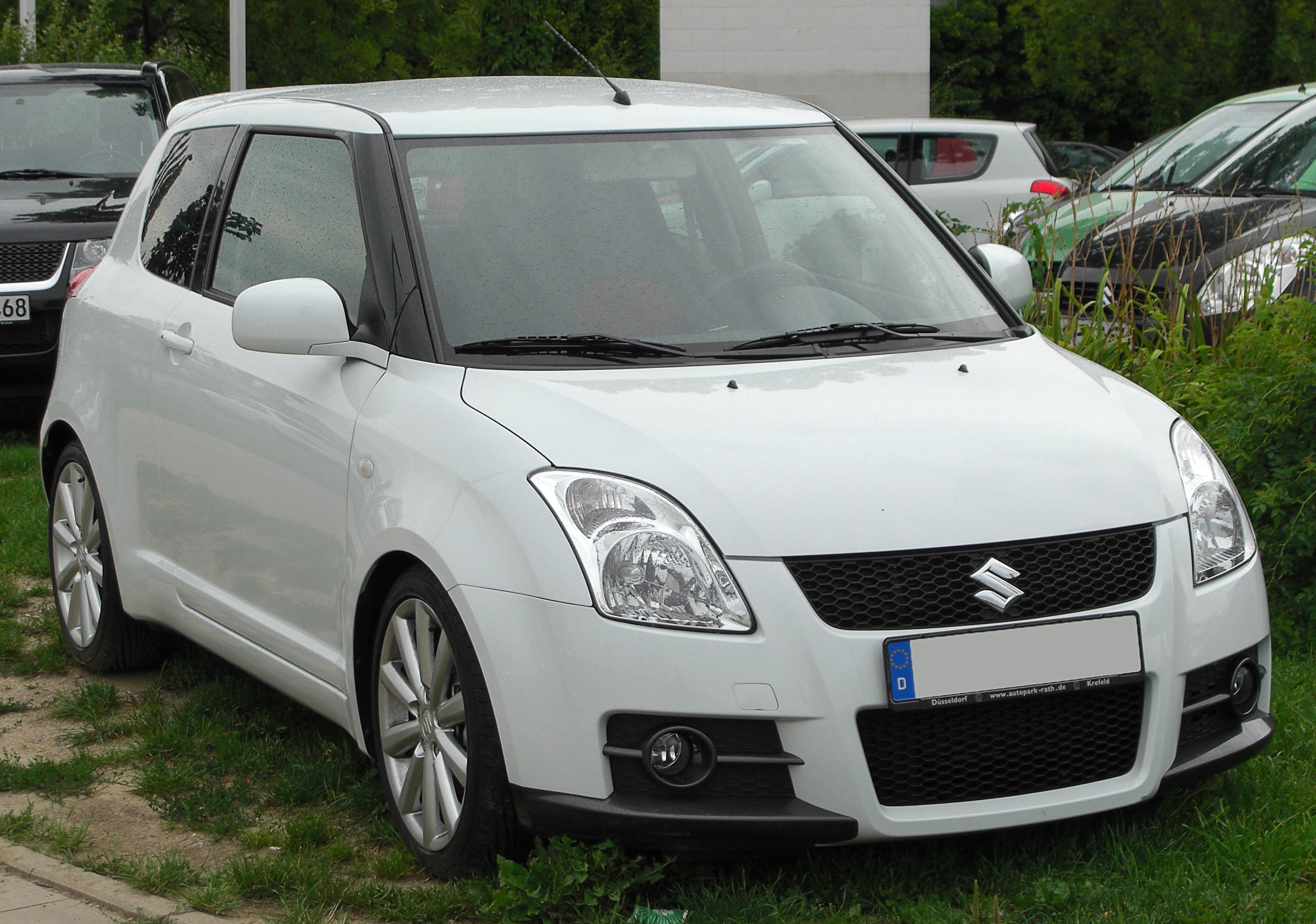
欧州仕様 3ドア フロント
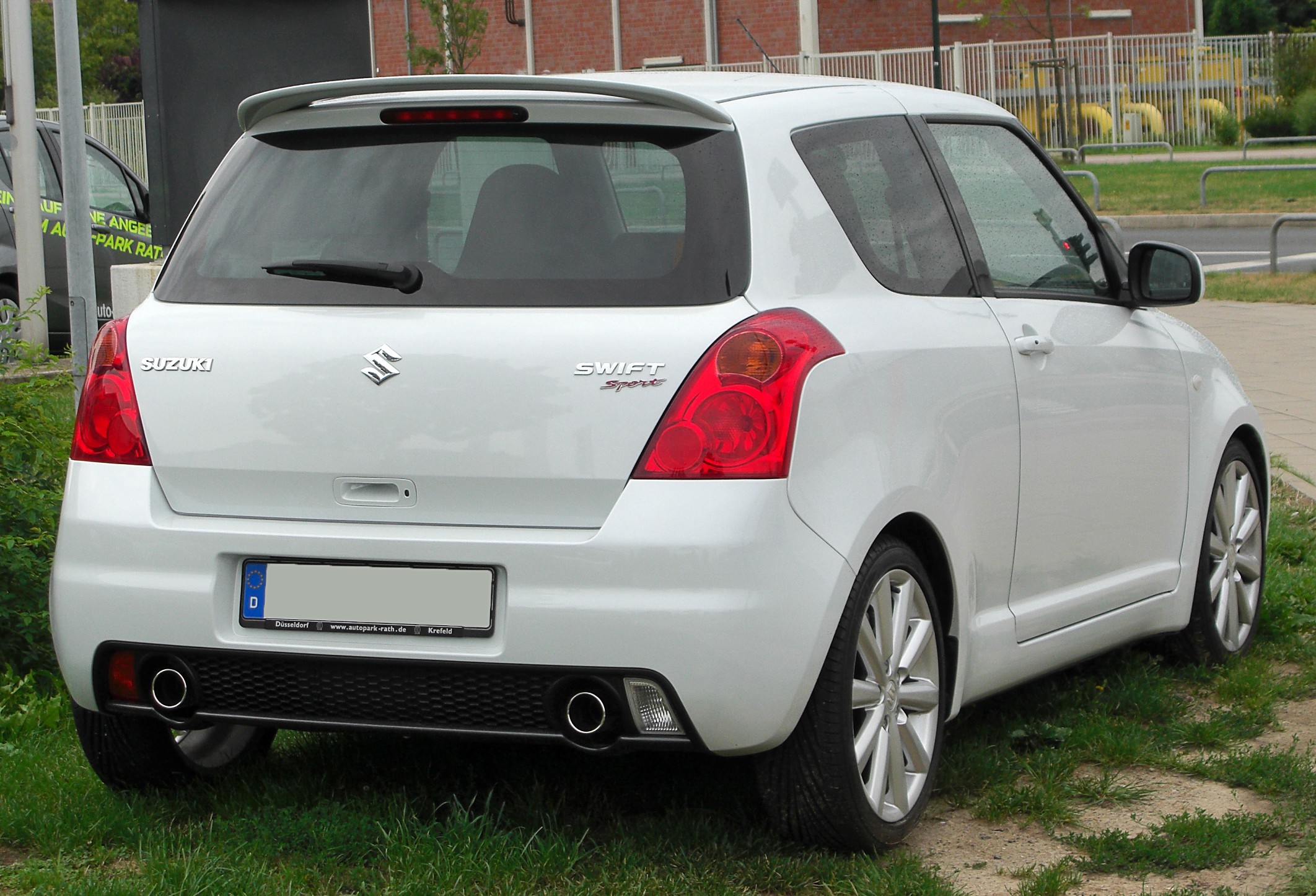
欧州仕様 3ドア リヤ

### ZC32S型
- 2011年（平成23年）
  - 11月8日 - 同月下旬の公式発表を前に、第42回東京モーターショー2011へのZC32S型モデルの参考出品を発表[48]。
  - 11月28日 - フルモデルチェンジ（MT車は同年12月13日より、CVT車は2012年1月27日よりそれぞれ販売開始）。

ZC32S型はスイフトシリーズの走りを象徴する「The sporty flagship」をコンセプトに開発。エンジンは先代と同じくM16A型を採用するが、可変吸気システムの採用、吸気VVT制御の最適化、バルブリフト量の増加、冷却システムの改良を行い、高効率化を図ったことで、1.6 Lの自然吸気エンジンで排出ガス規制に対応させながら100 kW（136 PS）の高出力を達成。しかし、HT81S型・ZC31S型に採用されていた鍛造ピストンは採用されなかった。また、可変吸気システムの採用により、低・中速域でのトルクアップを実現し、街中での扱いやすさや燃費性能を向上した。トランスミッションは2種類が設定され、マニュアルが先代の5速MTから6速MTに、オートマチックは4速ATからスイフトスポーツ初のCVTに変更されている（後者は日本/台湾市場専用設定）。MT車は輸出向けのキザシに搭載される6速MTをベースに、2〜5速をクロスレシオ化し加速性能を高めるとともに、軽量・コンパクトに設計し直したことで燃費性能をも向上。6速MTの採用は日本向けのスズキ車では初となる。CVT車は標準モデルと同じく副変速機構付CVTを採用し、エンジンの高出力・高トルク特性に合わせて改良が施され、パドルシフト付7速マニュアルモードも備える。ハブは標準型スイフトの4穴・PCD100から5穴・PCD114.3へと変更しホイールの取り付け剛性を向上。ブレーキはリヤブレーキのディスク化が施されたが、先代ZC31S型で採用されていたフロントディスクローターのインナーハット構造ではなく、一般的なベンチレーテッドディスクを採用した。シャシーにも改良が施され、サスペンションは前輪のストラットを大径化してリバウンドスプリングを内蔵、後輪は旋回時の安定性を高めた専用仕様とした。また、ボディに高張力鋼板を積極的に使用するとともに、ホイールやタイヤ、ブレーキなどの軽量化によってバネ下重量を軽減。MT車は衝突安全性能や走行性能を高めながら約10 kgの軽量化を実現した。
フロントデザインは低く構えた前傾フォルムにフロントグリルを大開口化、大型フォグランプベゼルは3本フィン形状を採用。アルミホイールはシャシーの改良に合わせて17インチにサイズアップし、フォグランプベゼルの3本フィン形状をモチーフにしたスポークデザインに変更された。メーターパネルは従来の3眼から5眼となり、各メーターリングにシルバーリングで縁取りを施した。さらに、外気温・シフトポジション（CVT車）・オドメーター・トリップメーター・瞬間燃費・平均燃費・走行可能距離を切替表示するマルチインフォメーションディスプレイも搭載された。先代と同じくイモビライザーを標準装備とするが、新たにキーレスプッシュスタートシステム、クルーズコントロールが標準装備され、2012年7月からのシートおよびシートベルトに関する保安基準の改正に対応して、フロントシートのヘッドレスト大型化と、リヤシート中央席にもヘッドレストとELR3点式シートベルトを装備した。また、CVT車のみ、坂道発進をサポートするヒルホールドコントロール機能を追加した。
欧州仕様は3ドアのみの設定であるが、日本/台湾仕様は先代と同じく5ドアのみを設定。先代より継続設定されたボディカラー「チャンピオンイエロー4」も日本/台湾仕様専用設定となる。ディスチャージヘッドランプはメーカーオプション。また6スピーカーを装備したオーディオレス仕様であるが、販売会社装着アクセサリーのオーディオやカーナビを装着した場合、ステアリングに追加されたオーディオスイッチで、ステアリングから手を離さずに音量調整や選曲の操作ができる。
- 2015年（平成27年）11月 - 仕様変更。スイフト同様にボディカラーの一部入れ替えを行い、「スノーホワイトパール（オプションカラー）」と入れ替えで「ピュアホワイトパール（オプションカラー）」を追加した。
- 2016年（平成28年）12月27日 - スイフトのZC33S系へのフルモデルチェンジに伴い販売終了。

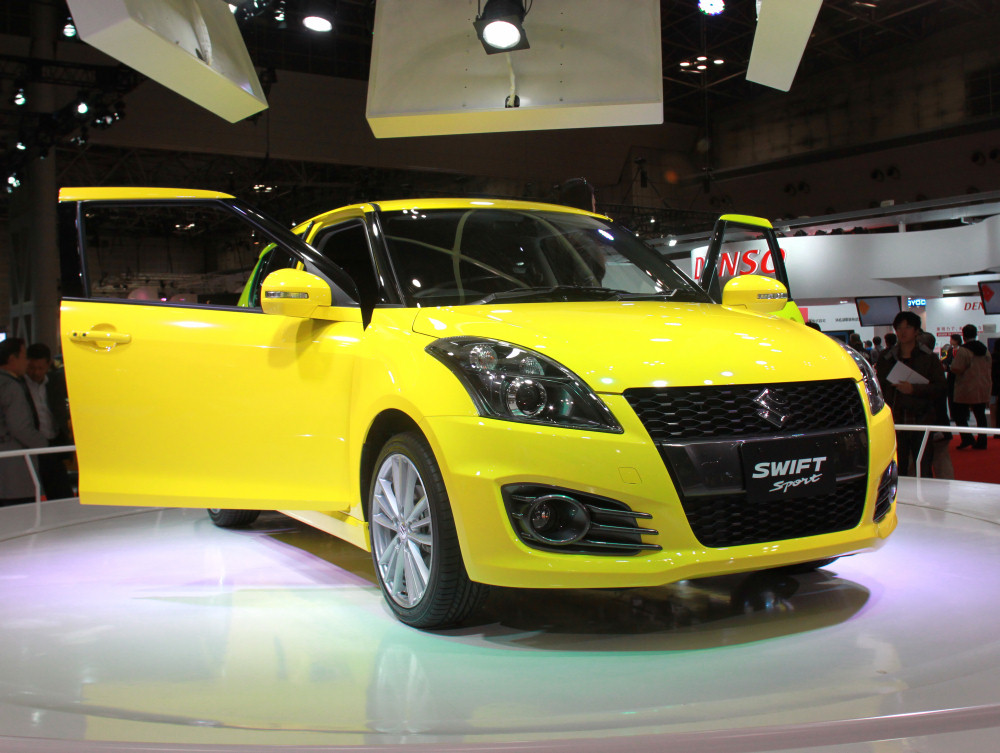
東京モーターショー2011 展示車両
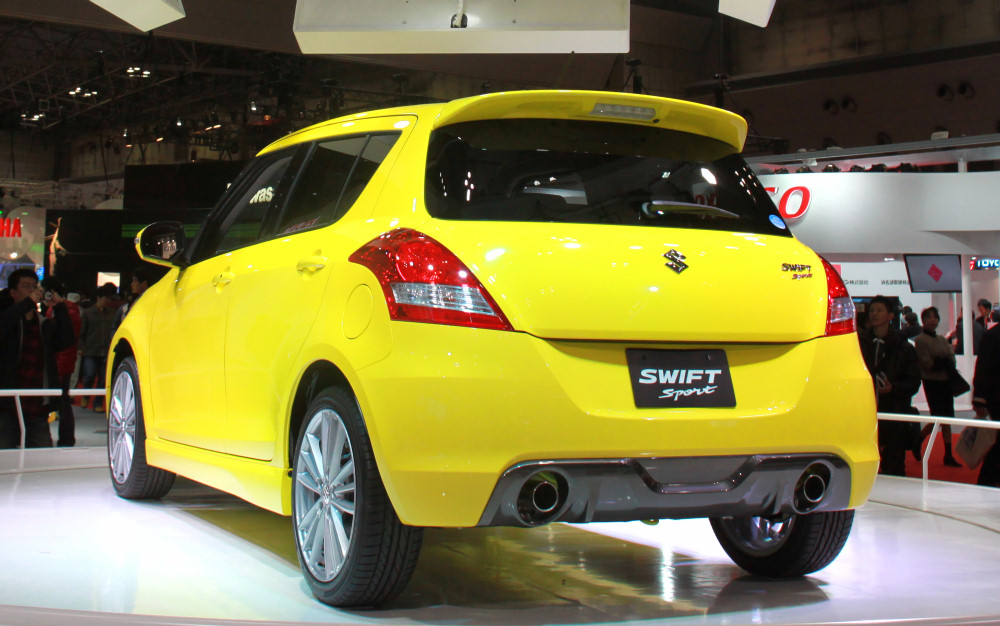
同展示車リヤ
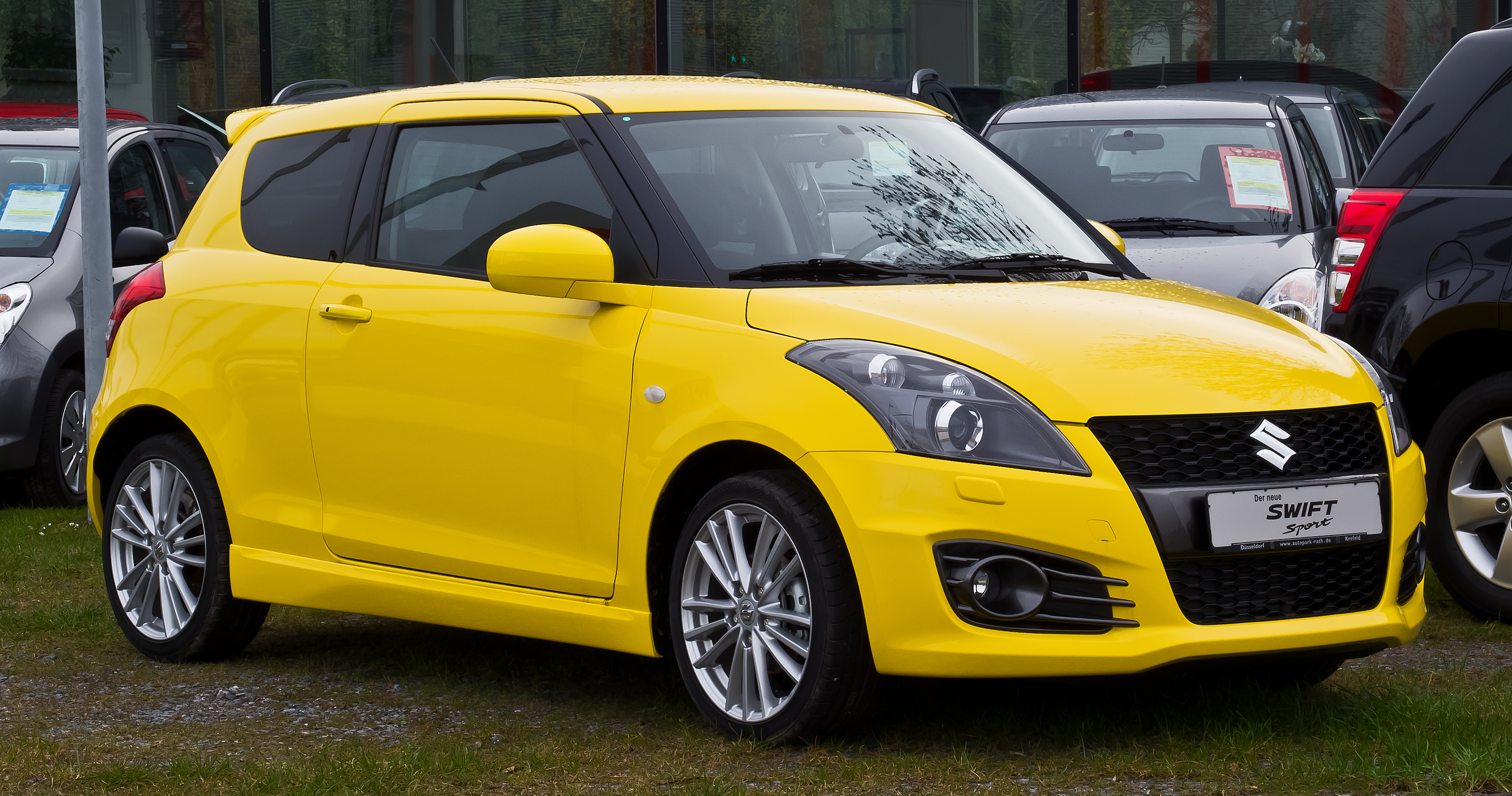
欧州仕様 3ドア フロント
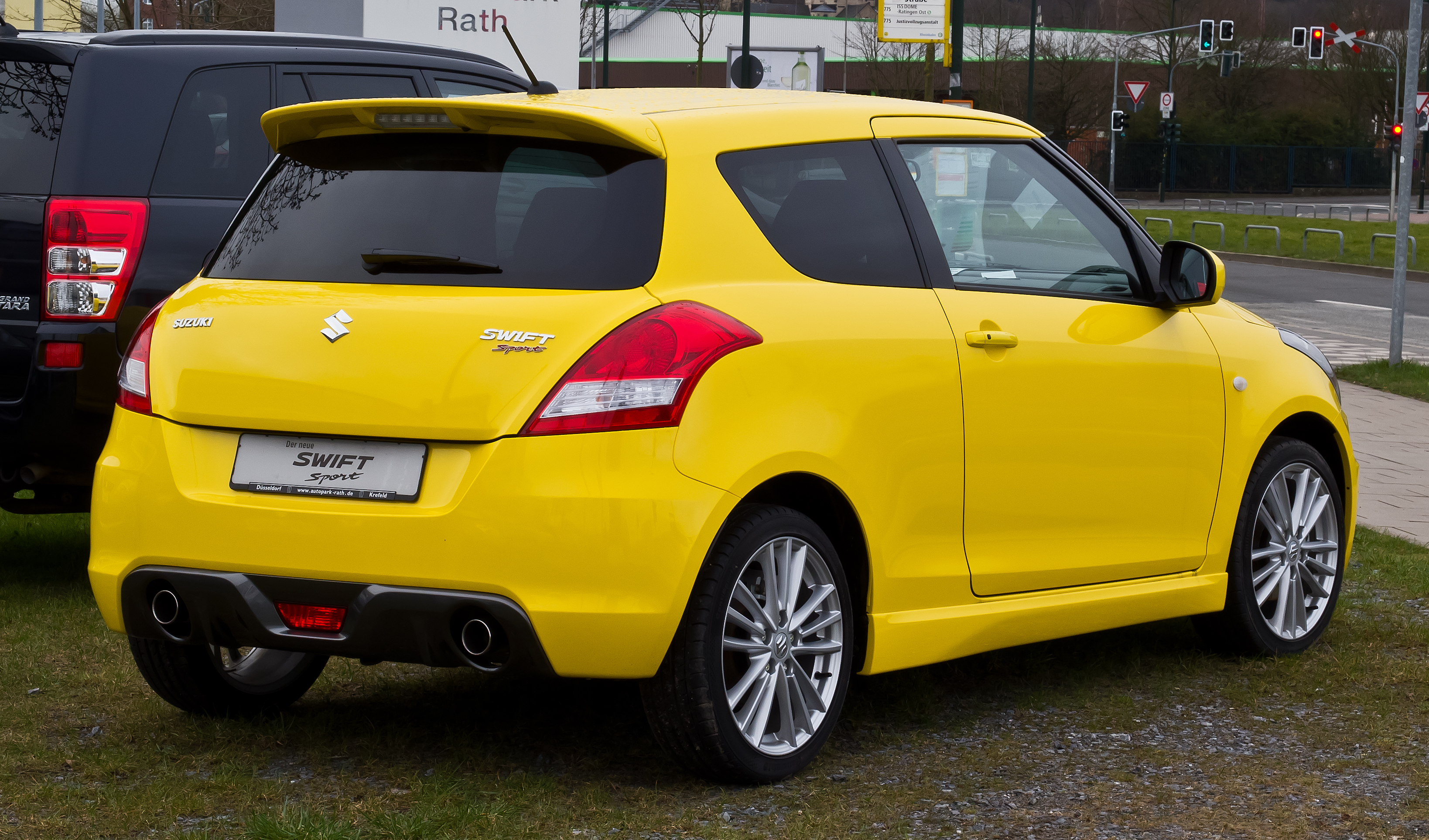
欧州仕様 3ドア リヤ
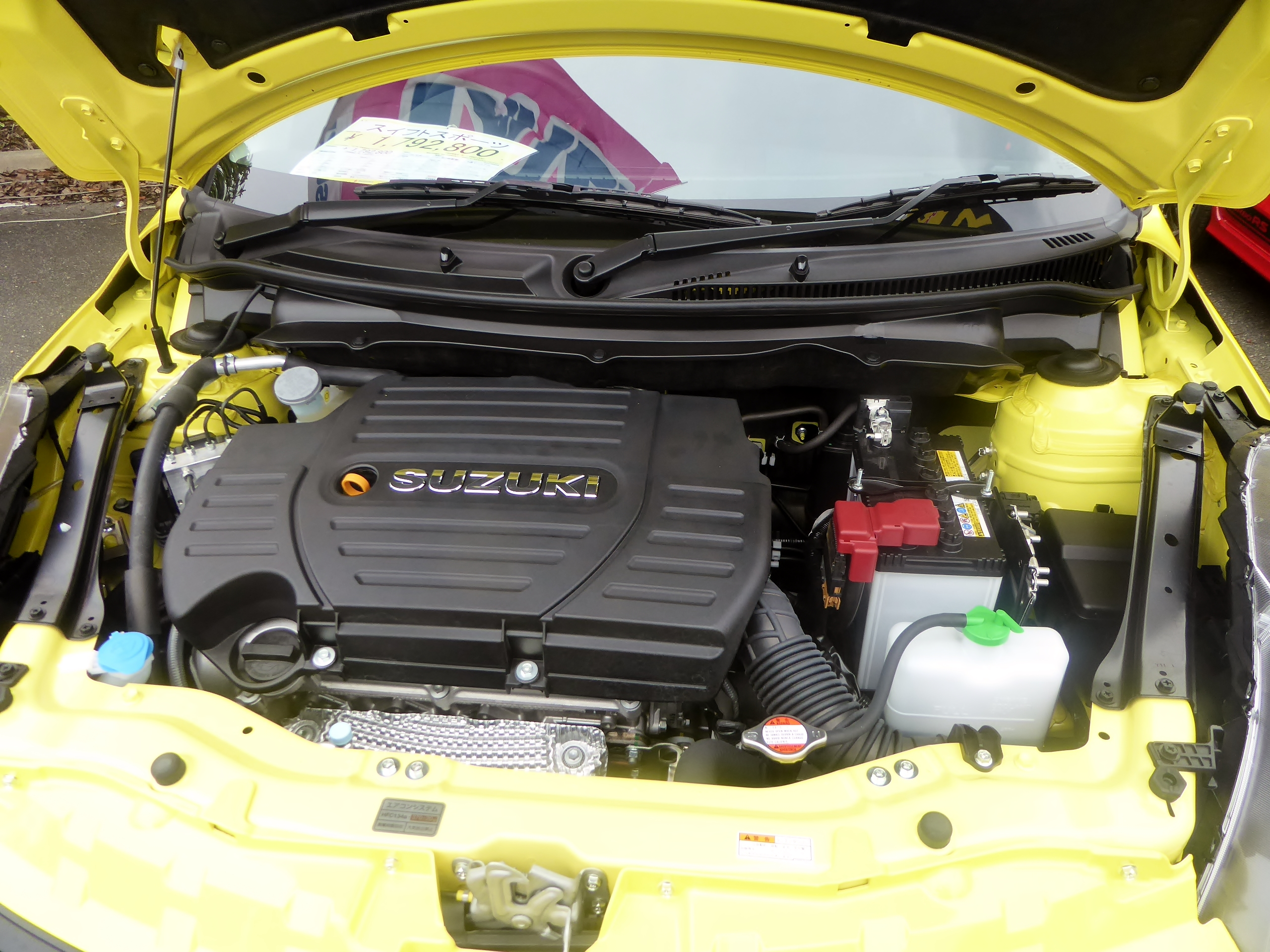
エンジンルーム

### ZC33S型
- 2017年（平成29年）
  - 7月24日 - 第67回フランクフルト国際モーターショーにてZC32S型「スイフトスポーツ」を世界初公開すると発表。それに先駆けてフロントの車両画像を公開[49]。
  - 9月12日 - 第67回フランクフルト国際モーターショーのプレスデー初日にZC33S型スイフトスポーツを世界初公開。なお、欧州でのZC33S型の販売は2018年春予定とアナウンスされ[50]、ボディーカラーは日本仕様の6色のうち、バーニングレッドパールメタリックを除いた5色で展開されている。
  - 9月13日 - 日本でフルモデルチェンジ（9月20日販売開始）[51]。

エンジンは、先代のM16A型 1.6 L 自然吸気エンジンからダウンサイジングコンセプトのK14C型 1.4 L 直列4気筒直噴ターボ「ブースタージェットエンジン」に変更された。これはエスクードに採用されたものと同型であるが、エスクードのレギュラーガソリン仕様（100 kW / 136 PS）に比べ、本車種はハイオク仕様とした上で、点火制御とターボ過給圧制御を行う独自チューニング（ウェイストゲートバルブの開閉にノーマルクローズ制御を採用、ラジエターの性能向上など）を施して低速トルクを向上、ZC32S型と比較しても最高出力・最大トルク共に向上した。トランスミッションはZC32S型のCVTからZC31S型以来となるATに戻され、継続設定のMTと同じ6速に多段化した。6MTは日本/豪州仕様に限りローレシオ化されたものが与えられ、欧州仕様に比べて加速性能が向上している。ハブは標準型スイフトの4穴・PCD100から5穴・PCD114.3へと変更しホイールの取り付け剛性を向上。ブレーキはディスクローター径を先代ZC32S型よりも大径化した物への変更や、リヤブレーキのディスク化などが施される。
ZC72S系スイフト同様に「HEARTECT」が採用され、内装部品やシートなどの最適化により、ZC32S型と比して70 kg軽量化。ZC72S系スイフトに対してノーズを伸ばしトレッドを30 mm、前後フェンダーを左右各20 mm拡幅したことで全幅が1,735 mmとなり、日本仕様のスイフトシリーズでは初めて3ナンバー登録となった。これら1.4 Lエンジンへのダウンサイジングターボ化、および重量1 tを切る軽量化によって、先代型よりも税負担（自動車税・重量税）を軽減できるという副次的なメリットも生まれている。
安全面も強化され、ZC72S系スイフト同様に「デュアルセンサーブレーキサポート」をはじめとする装備をひとまとめにした「セーフティパッケージ」をメーカーオプションとして設定（なお、2017年9月の仕様変更でスイフトに適用された「全方位モニター用カメラパッケージ」とのセットオプションも同時に設定される）。スイフトスポーツの「セーフティパッケージ」では、スズキ車では初採用となる車線逸脱抑制機能が追加される。外観はフロントノーズを前方にせり出させ、フロントグリル・バンパー下部・サイドアンダースポイラー・リヤディフューザーにカーボン調シボを、17インチアルミホイールに切削加工+ブラック塗装をそれぞれ施し、マフラーにはデュアルエキゾーストパイプを採用。ボディカラーはZC31S型以降継続設定されているスポーツ専用の「チャンピオンイエロー4」を含む6色が設定されている。
内装ではドアアームレスト・インパネ・コンソールに車両前方から後方に向かって赤から黒にグラデーションする柄のオーナメントが施され、メーターはタコメーターの盤色を赤に、スピードメーターの盤色をダークシルバーにそれぞれ変更され、中央にはスポーツ専用にブースト計と油量計を追加した4.2インチのカラーマルチインフォメーションディスプレイが搭載された。本革巻ステアリングホイールにはディンプル加工が施されるとともに、赤クロスステッチとピアノブラック加飾も施された。
  - 10月4日 - スイフト・ディザイアと共に、「スイフト」シリーズとして2017年度グッドデザイン賞を受賞したことを発表した[25]。
- 2018年（平成30年）7月 - 仕様変更。スイフト同様、メーカーオプションの「全方位モニター用カメラパッケージ」において、GPSアンテナ、TV用ガラスアンテナ、USBソケットの3点が追加された。
- 2019年（令和元年）5月1日 - スズキ・オランダで、同社製品の「カタナ」とコラボレーションした「スイフトスポーツカタナ」が発表された[52]。
- 2020年（令和2年）
  - 1月10日 ‐ 東京オートサロン2020にて「スイフトスポーツカタナエディション」が登場。仕様はオランダのものと異なる。
  - 5月15日 - ベース車と同時に一部仕様変更（2型、5月25日発売）[36]。

スイフト同様にリヤパーキングセンサー、標識認識機能[車両進入禁止、はみ出し通行禁止、最高速度]、ブラインドスポットモニター[車速変更サポート付]、リヤクロストラフィックアラートを追加するとともに、6AT車には後退時ブレーキサポートも追加し、誤発進抑制機能は後退時にも対応。これらの装備を従来「セーフティパッケージ」としてメーカーオプションされていた装備を含めて全て標準装備化され、レス仕様となる「スズキ セーフティ サポート 非装着車」を新設定。メーカーオプションの「全方位モニター用カメラパッケージ」は全方位モニター用カメラに3Dビューを追加。
従来は「セーフティパッケージ」での設定だったフロント2ツイーターとリヤ2スピーカーが標準装備化されて6スピーカーに強化され、マルチインフォメーションディスプレイにデジタル車速表示機能を追加。ボディカラーは新たに2トーンルーフ仕様がメーカーオプションで設定され、スイフトスポーツは新色のフレイムオレンジパールメタリック、既存のモノトーン設定色であるバーニングレッドパールとスピーディーブルーメタリックのブラック2トーンルーフ3種を設定。なお、WLTCモードによる排出ガスと燃料消費率に対応し、「平成30年排出ガス基準25 %低減レベル（☆☆☆）」認定を新たに取得。
- 2022年（令和4年）9月 - 一部改良（3型、仕様変更扱い）。スイフト同様に法規化対応が行われるとともに、メーカー希望小売価格が改定され、一律11,000円（10%の消費税込）値上げされた。
- 2023年（令和5年）
  - 10月2日 - ワゴンRシリーズと同時に6AT車を一部仕様変更（4型、10月16日発売）[53]。法規対応に伴ってメーターパネル内にリアパーキングセンサー作動表示灯が追加[54]されるとともに、原材料価格の高騰などの影響によりメーカー希望小売価格が改定され、13.64万円（10%の消費税込）値上げされた。なお、今回の一部仕様変更により6MT車が一旦販売休止となり、メーカーオプションの「スズキ セーフティ サポート非装着車」の設定が廃止された。
  - 11月13日 - ワゴンR「FX」の5MT車と同時に6MT車を一部仕様変更が発表され、販売再開（4型、11月27日発売）[55]。先に一部仕様変更された6AT車同様、法規対応に伴ってメーターパネル内にリアパーキングセンサー作動表示灯が追加[56]されるとともに、原材料価格の高騰などの影響によりメーカー希望小売価格が改定され、13.64万円（10%の消費税込）値上げされた。
  - 12月6日 - ベースとなるスイフトが4代目モデルにモデルチェンジするが、スイフトスポーツはZC33S型が継続販売される。
- 2024年（令和6年）12月17日 - 特別仕様車「ZC33S Final Edition」を発表（2025年(令和7年)3月19日発売、同年11月までの期間限定生産）[57][58]。外観はフロントグリル・フロントフォグランプベゼル・17インチアルミホイールをグロスブラックの専用仕様に、リアのエンブレム（Sports）をレッド/ブラックにそれぞれ変え、フロントフォグランプをLED化。レッドの専用ブレーキキャリパーと専用Cピラーデカールが装備された。内装はオーナメント（インパネ・ドアアームレスト・コンソール）をヒートグラデーションの専用品に変え、グロスシルバーの専用ステアリングガーニッシュが装備された。ボディカラーはモノトーンは既存のチャンピオンイエロー4のみ、ブラック2トーンルーフ（メーカーオプション）は既存のバーニングレッドパールメタリックに、標準車では設定されないフロンティアブルーパールメタリック、プレミアムシルバーメタリック、ピュアホワイトパールを加えた4色が設定される。なお、本仕様車の設定と同時に、標準車の生産を2025年2月をもって終了し、在庫が無くなり次第販売を終了することも発表された。

## モータースポーツ

### ジュニア世界ラリー選手権（JWRC）での活躍
WRCの最下位クラスに位置するJWRCは現在R2車両のワンメイクであるが、スイフトの活躍した2010年まではグループA・クラス6、スーパー1600と呼ばれる最大1,640 ccの自然吸気エンジン搭載のFF車をベースとした車両のマルチメイクであった。⌀60 mmの吸気リストリクター採用、エンジンの最高出力発生回転数は9,000回転を下回ることと定められ、車両最低重量は950 kg（後に改定され1,000 kg）。そのため、各マシンの性能差が出にくくなっていた。車両販売価格は10万ドル以下で、カーボンなどの特殊な素材の使用は禁止され、その他にもタイヤの使用本数の制限やメカニックは1台につき4名までなど、徹底したコスト削減策がとられている。このカテゴリーにはマニュファクチャラーの直接参加は認められていないがサポートは許可されており、コストの問題などでWRC参加を躊躇している自動車メーカーが参加しやすいようにされていた。またドライバーには出場制限として年齢の上限が存在し、28歳以上のドライバーは出場できない。そのためドライバーの平均年齢は低く、若手の「WRCへの登竜門」的な存在となっている。
- 2005年
  - HT型イグニス・スーパー1600（日本名：スイフト）で培ってきた経験や実績を元に、ZC11S系スイフトがベースの「スイフト・スーパー1600」を新たに開発し、後半戦に試験的に導入。先代のイグニスと交替しながら戦うという、スズキにとって実験的なシーズンとなる。第1戦モンテカルロ2位、第2戦メキシコ優勝、第3戦イタリア2位、第4戦ギリシャ優勝、第5戦フィンランド2位、第6戦ドイツ3位、第7戦フランス3位、第8戦スペイン2位という成績であった。この年はダニ・ソルド（シトロエン・C2）がドライバーズチャンピオンを獲得し、スズキ勢のランキング最上位はガイ・ウィルクスの2位であった。またこの年のWRC第11戦・ラリージャパンにA6クラスでスイフト・スーパー1600が参戦、クラス1位、総合でも19位という成績を収めた。
- 2006年
  - マシンをZC11系スイフトに全面的にシフトして参戦。それまでの培ってきたノウハウを詰め込まれたスイフトは非常に高い戦闘力を見せ付けたが、それだけでは決して勝てないことも教えられたシーズンでもあった。第1戦スウェーデン優勝、第2戦スペイン4位、第3戦フランス2位、第4戦アルゼンチン優勝、第5戦イタリア3位、第6戦ドイツ6位、第7戦フィンランド優勝、第8戦トルコ優勝、第9戦イギリス優勝と結果だけみれば優秀であるが、まだスイフトの信頼性が確立されていなかったこともあってリタイアやノーポイントも多く、結果としてドライバーズチャンピオン獲得を逃した。また、この年もWRC第11戦・ラリージャパンにプライベートチームとして特別に参戦。A6クラス1位、総合37位を獲得した。
- 2007年
  - このシーズンだけ、ヨーロッパ以外での開催がなく世界（World）大会とならなかったため、名称がジュニア・ラリー・チャンピオンシップ（JRC）となる。昨年のデータを元に改良を加えられた2007年型スイフトは、スペック上はほとんど昨年と変わらないものの信頼性は格段に向上し、その強さを遺憾なく発揮する。第1戦ノルウェー優勝、第2戦ポルトガル優勝、第3戦イタリア優勝、第4戦フィンランド5位、第5戦ドイツ2位、第6戦スペイン優勝、第7戦フランス4位という成績を残し、パー・ガンナー・アンダーソンが2度目のドライバーズチャンピオンに輝いた。また、このシーズンもWRC第14戦・ラリージャパンに参戦。A6クラス1位、総合15位という成績であった。
- 2008年
  - このシーズンからスズキはSX4・WRCでWRC参戦を本格的に開始するが、この年より始まる世界的な経済不安に伴う自動車販売の不振でスズキも各事業の見直しを強いられ、シーズン終了後、わずか1年でWRC参戦休止を表明する。この年はシトロエン・C2とルノー・クリオが勢いを取り戻し、さらに前年チャンピオンのアンダーソンはJWRCの規定により出場できない[注釈 15]などのマイナス要因が重なり、スイフトは苦戦を強いられる。第1戦メキシコ2位、第2戦ヨルダン4位、第3戦イタリア優勝、第4戦フィンランド3位、第5戦ドイツ8位、第6戦スペイン6位、第7戦フランス4位という成績で終わる。
- 2009年
  - 2009年以降のWRC参戦を休止したスズキであったが、JWRCのサポートは続けると表明。体制を再びJWRCに集中させることとなった。前年、シトロエン・C2で上位に食い込む活躍を見せたアーロン・ブルカルトを新たにチームに加え、新体制で挑んだ。第1戦アイルランド優勝、第2戦キプロス2位、第3戦ポルトガル優勝、第4戦アルゼンチン優勝、第5戦イタリア2位、第6戦ポーランド3位、第7戦フィンランド3位、第8戦スペイン2位と、好成績を残す。ドライバースチャンピオンこそ逃したが、ミハエル・コシュツシコがランキング2位、ブルカルトが3位と健闘した。
- 2010年
  - 2011年からJWRCはWRCアカデミーに移行、フォード・フィエスタR2のワンメイクラリーとなることが決まったため、スズキやシトロエン、ルノーのJWRCマシンは、事実上2010年限りで撤退が決まった。最後のシーズンとなった2010年はスズキ・シトロエン・ルノーによる三つ巴の壮絶な戦いとなった。第1戦トルコは、ライバルと目されていたシトロエン・C2のティエリー・ヌヴィルがデイ2でリタイアしたこともあり、終始アーロン・ブルカルトがトップをキープして優勝、チームメイトのカール・クルーダが6位となる。第2戦ポルトガルでも早々にシトロエン勢が脱落するが、代わってルノー・クリオのケビン・エヴィリングがトップに踊り出てそのまま優勝。クルーダは2位、ブルカルトは3位となる。第3戦ブルガリアはそれまで不調だったシトロエン勢が息を吹き返し、ヌヴィルとハンス・ウェイスJr.がワン・ツーフィニッシュを達成。一方のスズキ勢はJWRCの規定に従いブルカルトはこのイベントをパス。クルーダは5位に終わる。第4戦ドイツは前戦の勢いそのままにシトロエンのウェイスJr.が優勝、ブルカルトが2位に食い込み、クルーダも3位になるなど健闘した。第5戦フランスもやはりシトロエン勢が速かったが、プライベート参戦のジェレミー・アンシャン（スズキ・スイフト）が優勝、ウェイスJr.は2位止まりになる。一方、ブルカルトは5位に入賞してポイントランキング1位をキープした。この時点でのドライバーズポイントはブルカルト68、ウェイスJr.61。ドライバーズチャンピオンは最終戦のスペインにもつれ込んだ。ランキングトップのブルカルトのスイフトは、デイ2でコーナリング中にハブボルトを破損。ホイールが脱落しコースオフを喫してしまう。スーパーラリーで復帰は可能だったが、ランキング2位のウェイスJr.はこの時点で2位を走行しており、ウェイスJr.の逆転チャンピオンかと思われた。しかし、デイ3でウェイスJr.のC2はマシントラブルでストップ。修理して復帰したものの順位を3位に落とした。一方のブルカルトはその後はノートラブルで完走し4位入賞。最終ポイントはブルカルト80、ウェイスJr.76となり、4ポイント差でブルカルトが最後のJWRCドライバーズチャンピオンに輝いた。

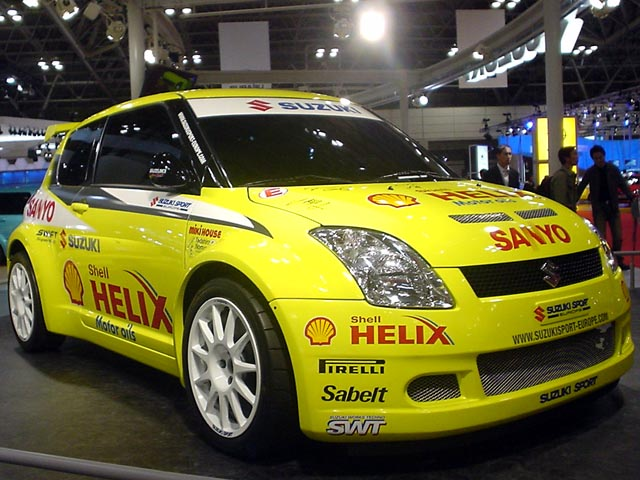
スズキ・スイフト・S1600 2005東京モーターショー
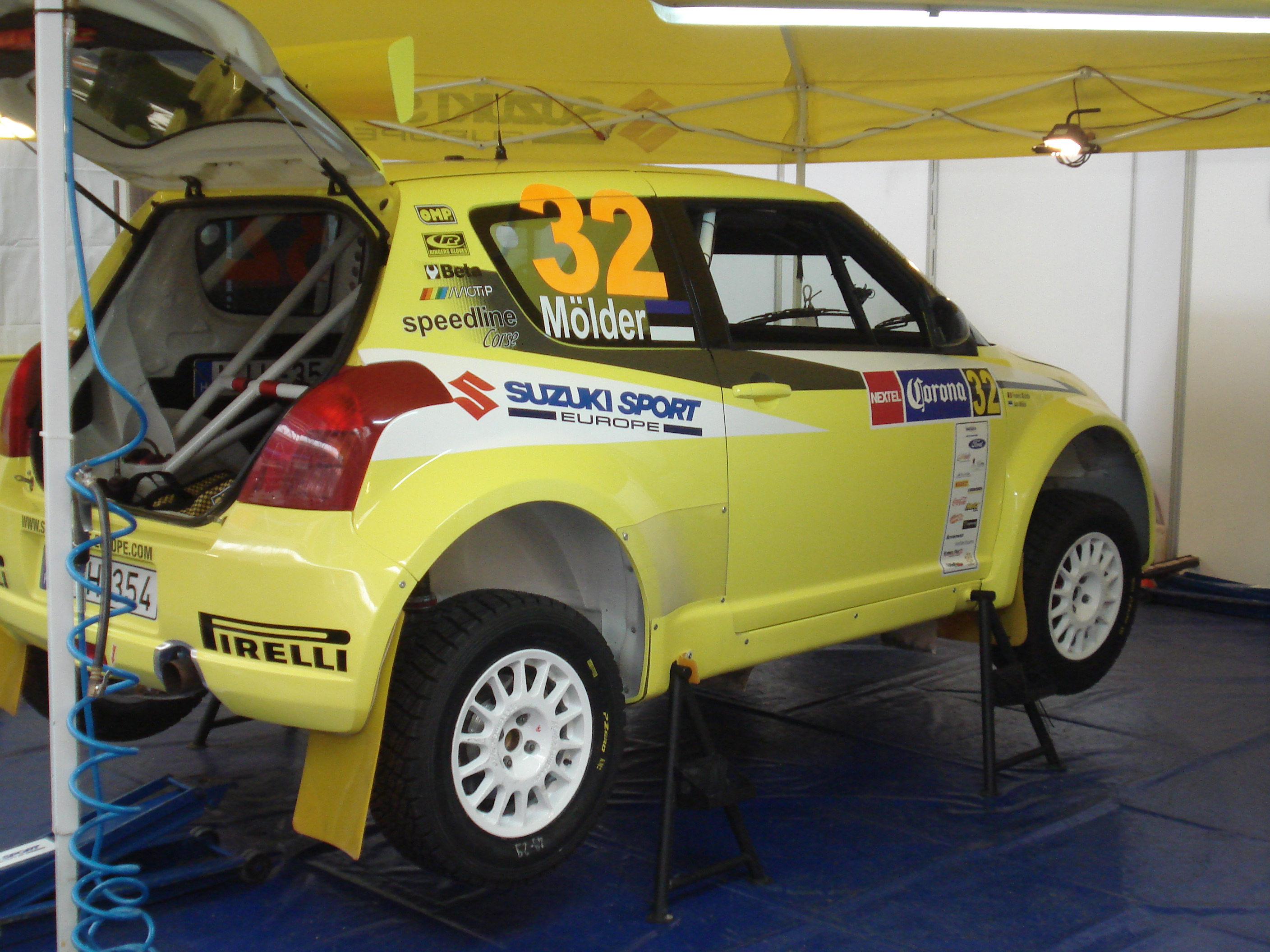
ヤン・モルダー車 2008年ラリーメキシコ
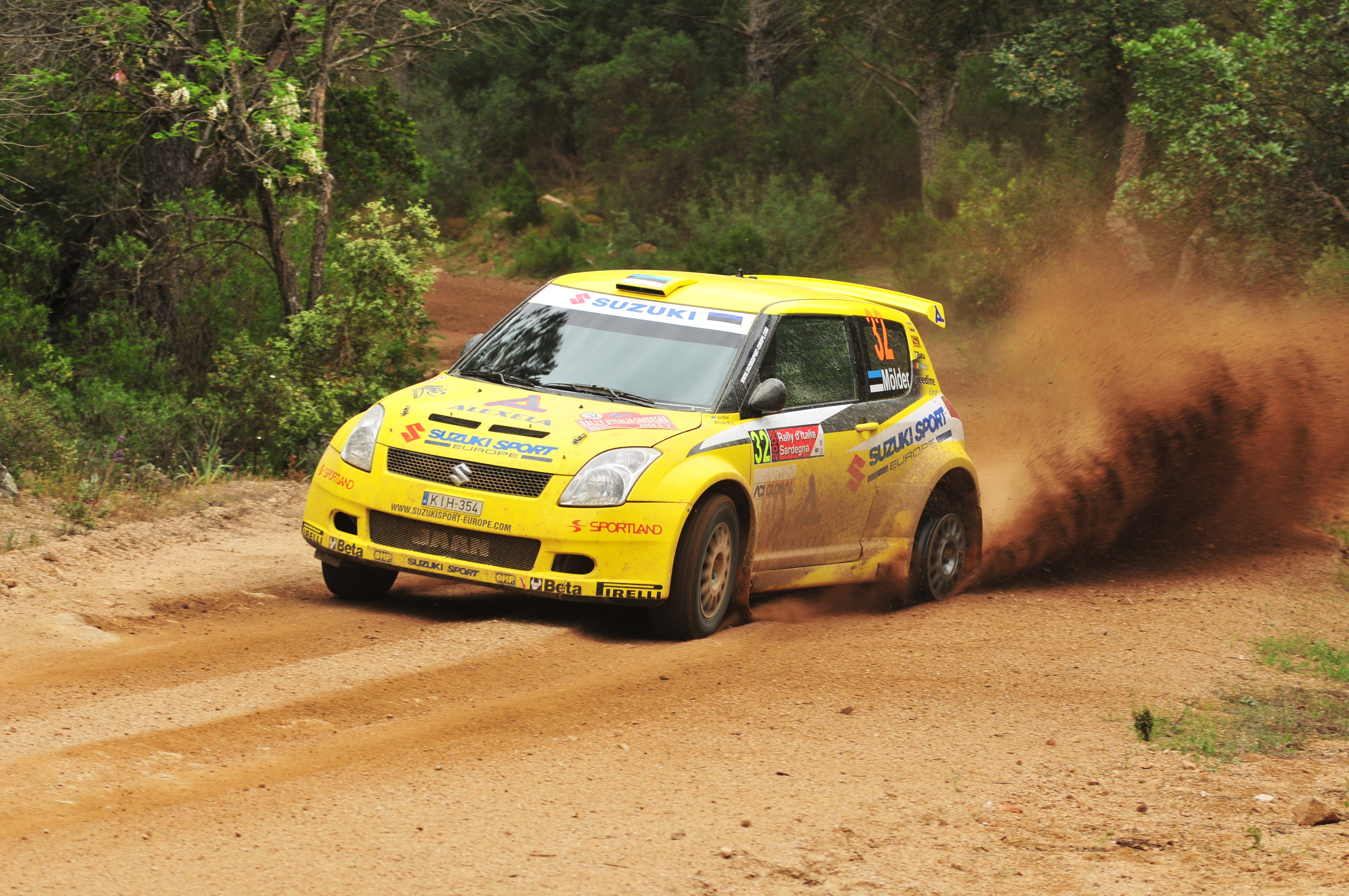
ヤン・モルダー車 2008年ラリーイタリア－サルディニア
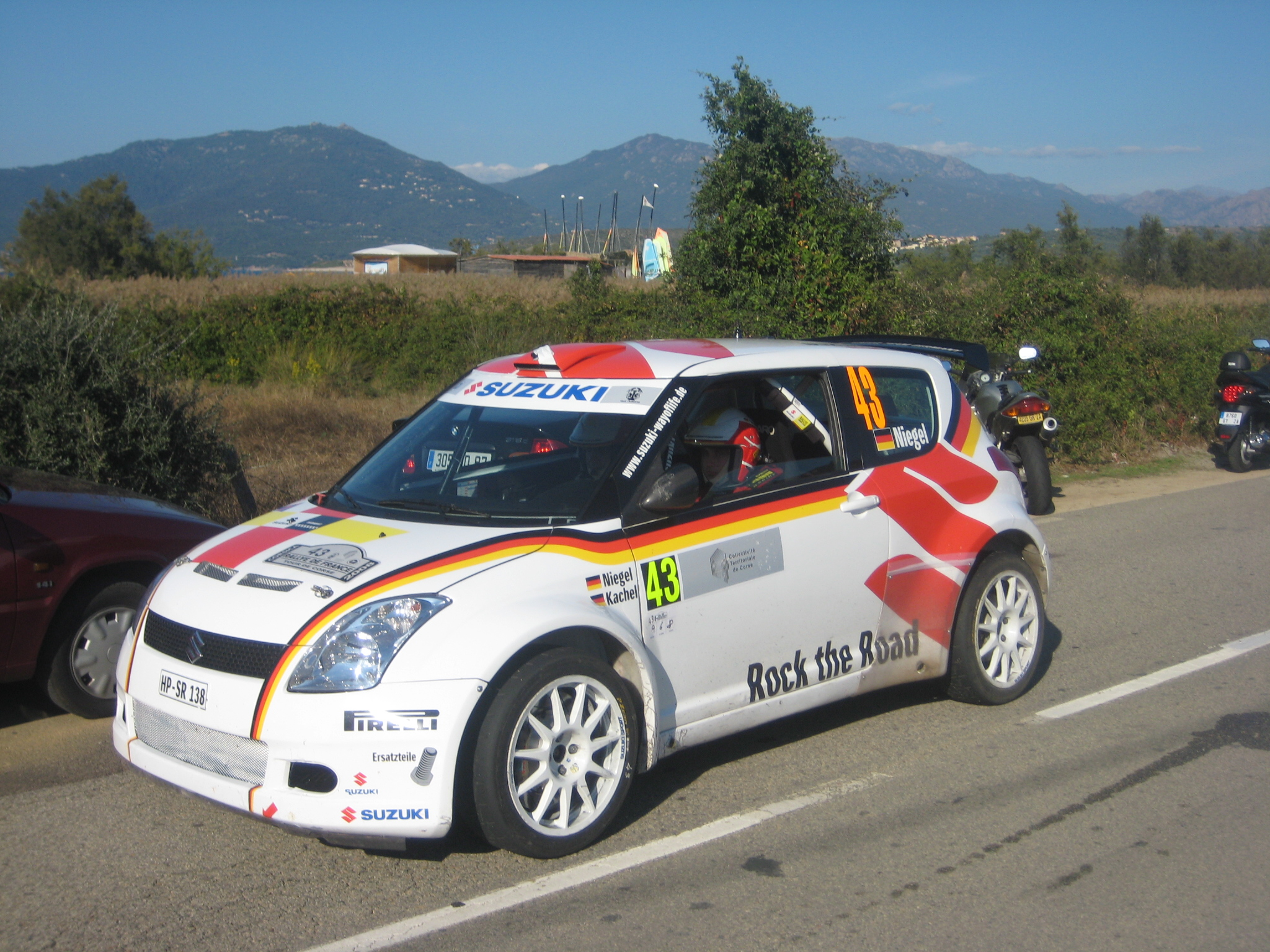
フロリアン・ニーゲル車 2008年ラリーフランス－ツール・ド・コリス

### その他
2015年にマクシス・ダカールチームからトム・コロネルが、ダカール・ラリーにグループT3規定のスイフトをエントリーさせた。しかしエンジン・駆動系以外は取り除かれており、外観は完全に一人乗りバギーであった。悪天候によりSS11で打ち切りとなったが、無事完走を果たした。翌2016年にも参戦したが、SS2で電気系トラブルが発生しリタイアした。

## 車名の由来
swiftは英語で「軽快・快速」を意味する。中国市場においては、中国語名を同じswiftを示す「雨燕」としている。